# 假面騎士GOTCHARD
《假面騎士GOTCHARD》，是日本東映製作的《假面騎士系列》第5部令和系列特攝作品。於2023年（令和5年）9月3日至2024年（令和6年）8月25日，每週日早上09:00 - 09:30在朝日電視台播出，全劇共50話。本作標語為「抓住！最好的GOTCHA！（日语：つかめ！最高のガッチャ！）」。「假面騎士GOTCHARD」亦是本作主角假面騎士的名字。

## 本作特色
- 本作為《令和假面騎士系列》第5部作品[4]。
- 本作以卡片和鍊金術為故事題材。
- 本作繼《假面騎士龍騎》、《假面騎士劍》以及《假面騎士Decade》後第四部以卡片為主題元素的《假面騎士系列》作品。
- 本作的主角假面騎士GOTCHARD的簡短形象影片在日本時間2023年7月21日早上7時於YouTube、Twitter、Instagram和TikTok等網路平台上的東映官方頻道先行發佈，該影像動畫是由曾在《假面騎士聖刃》中飾演斯特琉斯 / 假面騎士Storious的演員兼影像作家 - 古屋呂敏製作[5][註 2]。
- 本作主角假面騎士的替身演員，由多次於系列作中擔任第二號假面騎士或其他假面騎士的替身演員永德擔任[註 3][6][7]。
- 本作繼《假面騎士Drive》、《假面騎士Build》之後再次出現非正規戰士[註 4]。
- 本作繼《假面騎士Fourze》、《假面騎士Ghost》和《假面騎士ZI-O》後，再次設定主角假面騎士為高中生。
- 本作為《假面騎士系列》史上首次設定惡役組織首領和幹部皆爲女性[註 5]。
- 本作的主題曲邀請到演唱多部動畫及遊戲主題曲的知名搖滾樂團BACK-ON演唱，第17話開始則由與同樣演唱多部動畫及遊戲主題曲的知名搖滾樂團FLOW合唱新版本，也是《假面騎士系列》首次有主題曲於劇中在同一個歌名下有第二個編曲版本和第二個版本加入第二隊樂隊合唱[8]。
- 本作女主角九堂凜音變身的假面騎士MAJADE為首位女性二號假面騎士[9] [註 6]。
- 本作女主角九堂凜音 / 假面騎士MAJADE的演員松本麗世於2024年7月13日正式就任鹿兒島特別大使[10]。

## 故事概要
匯集鍊金術的最高技術，以世間萬物作為模型所創造的人工生命體「克米」，被保存在卡片中保管著。然而，本該慎重保管的克米卻從卡片中一齊被釋放出來。偶然被捲入事件中的普通高中生「一之瀨寶太郎」，被託付假面騎士GOTCHARD的變身腰帶，同時被賦予回收散落在世界各地的克米的使命。

## 故事背景
襟草市
原文： / Erikusa City
本作的舞台，位於日本某處的虛構城市。
鍊金學院
原文： / Alchemist Academy
位於富良洲高中地下，只有特別的學生才能進入的秘密學校，鍊金連合以培養年輕的鍊金術師為目的而營運的學校。
如果要打開通往鍊金學院的隱藏門，得念出對應的咒文  。
另外，想要入學鍊金學院的人，得通過鍊金術的試煉，通過試煉成為學生後會獲得鍊金術師戒和鍊金服 。
十年前發生了一樁關於克米卡的竊盜案件，同時也是本作故事的起源，事件內容為學院所保管的克米卡遭到不明人士盜走而遺失 。
於第17話在湊與格里昂和冥黑三姊妹聯手後宣佈閉校 。
第25話從九堂風雅口中得知另有一處舊入口。
在格里昂被擊敗，以及湊回歸之後，第28話寶太郎等人奪回鍊金學院。
最終話時，因寶太郎等人拯救世界的影響，使得來鍊金學院的參觀者增加。
於劇場版《假面騎士GOTCHARD The Future Daybreak》中於2044年的另一個未來在不斷遭遇“冥黑死亡面具”的襲擊後，該學院則變成了未來的寶太郎等人所屬的避難營。
於完結篇《假面騎士GOTCHARD GRADUATIONS》中銀杏蓮華與鶴原錆丸兩人皆從該學院畢業。
鍊金連合
原文： / Alchemist Union
第11話登場的鍊金術師組織，組織目的為守護鍊金術界的發展及世界的秩序。
另外鍊金術師的升級跟考核等相關制度也是由錬金連合負責管理。
為了調查鍊金學院內部潛藏的間諜而派遣調查官進行調查。
第18話得知該組織的內部高層早已被格里昂竄改記憶。
第46話因高層消失無蹤的關係，奪權掌控的史帕納順勢公開宣佈解散鍊金連合，並由他統一管理鍊金術師，同時提出廢棄危害世界的克米。
富良洲高中
原文： / Furasu High School
一之瀨寶太郎、九堂凜音和加治木涼所就讀的高中，鍊金學院的老師湊也在此擔任歷史老師。
第30話時寶太郎的青梅竹馬九十九靜奈以轉學生的身份轉入該校就讀。
於完結篇《假面騎士GOTCHARD GRADUATIONS》中一之瀨寶太郎、九堂凜音、加治木涼和九十九靜奈四人即將從該學校畢業；而湊在帶領學生從該校園畢業後也與枝見鏡花步入婚姻。
演劇部
原文：
富良洲高中的社團之一，目前面臨廢社危機，該社團的成員為社長兼唯一社員的御廚創。
為了勸誘新成員，寶太郎等人協助御廚上演《羅密歐與茱麗葉》。
冥黑三姊妹
原文： / Meikuro No Sanshimai
本作的惡役集團，在暗處活動並惡用鍊金術的謎之集團，由長女亞特羅波斯、次女克洛托和三女拉克西斯組成，皆为格里昂所制作的人造人。
以奪取九堂風雅所守護的克米及驅動器為主要目標。
- 備註：冥黑三姊妹三人的名字取自於希臘神話中命運三女神之名[註 15]。
- 備註：冥黑三姊妹三人的服裝由石川彩希設計[20]。

烏洛波羅斯世界
原文： / Ouroboros Kai
九堂風雅在躲避冥黑三姊妹追擊時躲進的異世界。
只有被克米認可的人，才能進入此世界  。
內部設有風雅創立的秘密研究場所。
名稱由來：銜尾蛇。
食堂 一之瀨
原文： / kitchen ICHINOSE
寶太郎家所開的定食店。
劇情中得知原為寶太郎父親所開的，在其外出冒險後由寶太郎母親一之瀨珠美接手打理。
第14話中得知每年聖誕節前一個禮拜都會邀請店內的熟客來開聖誕派對。
雖然一度因克米事件而導致店面混亂，但店面最後恢復正常並持續開張。
旭職業摔角館
原文： / ASAHI Pro Wrestling-Gym
第5話寶太郎等人在尋找克米時來到的一家摔角館，老闆為前職業摔角手旭光一郎。
太秦映畫村
原文： / Kyoto Studio Park
第9話寶太郎等人在修學旅行時所到的時代劇主題公園。
與加治木涼意外相遇的姬野聖亦於該處的鬼屋工作。
食堂一之瀨連合
原文： / kitchen ICHINOSE Union
在鍊金學院閉校後，寶太郎、凜音、蓮華和錆丸在食堂一之瀨集結的新組織。
平時蓮華在店中協助，錆丸則是使用電腦蒐集克米和瑪魯加姆出沒的情報。
地球環境科學館
原文： / Chikyu Kankyo Kagaku-Kan
等級10宇宙型克米 - 熱情地球所潛藏的地點。
格里昂命令龍瑪魯加姆來此處回收熱情地球。
九村
原文： / Kokonotsu-Mura
蓮華母親的故鄉。該村落供奉著狐神。
寶太郎等人為了除靈而造訪此村落。
第29話在狐神的指引加上寶太郎等人的行動下，發掘出被埋藏的溫泉。
金剛實驗室
原文： / Kongo Laboratory
鶴原錆丸的故鄉，該設施的所長為金剛真美，錆丸的哥哥鍵一亦在此處擔任主任研究員。
主要研究為鍊金術中的靈魂鍊成（即克米鍊成）與AI技術結合，創造出「終極的溝通工具」。
真美在發覺到鍊金連合和格里昂之間有所關連後，在隱密的地方設下結界躲避鍊金連合並建立金剛實驗室，同時作為兒童養護機構營運。

## 用語
克米
原文： / Chemy
以世間萬物為參考模型並經由錬金術所創造出的人工生命體，共有101隻。
會隨著所感應到的人類心中善意或惡意，並與之結合。
起源的克米「熱情地球」與「諸龍黃昏」為冥黑王 吉吉斯特所創造出來，之後的120年間，鍊金術師們不斷模仿而創造出其餘98個克米。
於聯動劇場版《假面騎士THE WINTER MOVIE GOTCHARD & GEATS 最強克米☆GOTCHA大作戰》中釘宮理人為了向浮世英壽報仇利用X巫師舉辦了「最強克米捕獲遊戲」。
第101隻克米則維持完整誕生為克米之前的狀態，被九堂風雅裝置在GOTCHARD驅動器中。
第2話得知克米之間存在著個體差異。
克米的存在一度因為蓋利亞的影響及網路頻道的播放引發動亂，但在最終話時反而變成都市傳說。
另外，鍊金學院有著「克米的戒律（ケミーの掟）」。
複製克米
原文： / Repli Chemy
與克米在外觀配色上些許差異的特殊克米，因為是仿製品的關係，數量無上限。
破曉克米
原文： / Daybreak Chemy
與克米在外觀配色上些許差異的特殊克米，共有100隻。
黃昏克米
原文： / Twilight Chemy
與克米在外觀配色上些許差異的特殊克米。
金屬克米
原文： / Metal Chemy
與克米在外觀配色上些許差異的特殊克米。
駕馭克米卡
原文： / Ride Chemy Card
本作主要假面騎士和VALVARAD的變身道具，寄宿著人工生命體克米的卡片。
共有101張，卡片分別有10種屬性 ，每種屬性以1 - 10等級數字區分。
每張克米卡之間存在著相性。
- 備註：該道具在劇中以駕馭克米卡（ライドケミーカード）稱呼，商品方面則以駕馭克米收藏卡（ライドケミートレカ）稱呼[28]。

複製克米卡
原文： / Repli Chemy Card
亞特羅波斯藉由針馬汐里所盜取的空白卡，並複製駕馭克米卡而大量生產的仿製品。
用作於DREAD驅動器使用的消耗品，寄宿在卡片內的克米同為仿製品。

破曉克米卡
原文： / Daybreak Chemy Card
假面騎士GOTCHARD DAYBREAK持有的克米卡，也是該假面騎士的變身道具，共有100張。
於劇場版《假面騎士GOTCHARD The Future Daybreak》中得知，在未來因九堂凜音的逝去，讓未來的寶太郎悲憤不已，持有的100張駕馭克米卡變成了破曉克米卡。

黃昏克米卡
原文： / Twilight Chemy Card
假面騎士MAJADE持有的克米卡，也是該假面騎士的變身道具。
因九堂凜音的威嚴驅動器將克米卡重鍊成的關係而誕生出的特殊克米卡。

金屬克米卡
原文： / Metal Chemy Card
假面騎士VALVARAD持有的克米卡，也是該假面騎士的變身道具。
因黑鋼史帕納的VALVARAD驅動器黑鋼將克米卡重鍊成的關係而誕生出的特殊克米卡。

瑪魯加姆
原文： / Malgam
本作的原創怪人，為克米與人類的惡意所結合而成的怪物，稱呼為銀瑪魯加姆。
第17話格里昂使用克米與惡意人偶結合而成的怪物，稱呼為金瑪魯加姆，性格會基於作為素材的惡意人偶。
第36話冥黑王 吉吉斯特僅使用純粹的惡意使克米的根源力量暴走的特殊鍊金術，從而誕生冥黑化的瑪魯加姆，該瑪魯加姆被擊敗後，作為克米的機能將會停止，並且無法再鍊成。
曾變成過瑪魯加姆的人類，體內會殘留克米的因子，蓋利亞能利用其因子，讓該人類再變成瑪魯加姆。
- 本作怪人設計者為PLEX公司的著名設計師山下貴斗和庄坪正剛[32]。

超常惑星
原文： / CHOJO WAKUSEI
專門研究神秘學的雜誌，加治木涼是該雜誌的忠實讀者。
- 該雜誌由騎士製作團隊美術部的小林櫻所設計[13]。

超常體驗
原文： / CHOJO TAIKEN
與超常惑星同樣為研究神秘學的雜誌。
超常現象頻道
原文： / CHOJO GENSHO CHANNEL
超常體驗所屬的網路平台。
鍊金術師戒
原文： / Alchemist Ring
鍊金術師施展鍊金術所必要的戒指，可說是「證明」和「來源」的戒指。
會根據寶石的顏色區分術師的階級，戒指寶石的顏色會隨著配戴者的熟練度成長並產生變化，依照熟練度從藍 → 綠 → 紅 → 金紅成長。
目前僅有九堂凜音因變身成假面騎士MAJADE而誕生特殊的橙色戒指，黑鋼史帕納因雙親的思戀而誕生特殊的紫色戒指。
咒文
原文： / Spell
鍊金術師施展鍊金術所使用的咒語。
- 為了讓鍊金術這不太明瞭的概念視覺化而製作的內容，咒文形象的設計者為田嶋秀樹[33]。

艾薩克
原文： / ISAAC
鶴原錆丸的平板內藏的AI，講話非常毒舌，恐懼他人的錆丸都透過它與他人進行溝通。
為錆丸的哥哥鶴原鍵一創造出的AI鍊金技術。
在格里昂奪走該AI鍊金技術的研究成果後，創造出具有格里昂意識的靈魂複製品AI，並利用此製造出DREAD騎兵。
鍊金術的偉大道路
原文： / The Great Path of Alchemy
風雅讀給小時候的凜音的繪本，為鍊金術師時代流傳的童話故事。
於繪本中登場的破曉鍊金術師以「假面騎士」自稱，而在120年前被破曉鍊金術師封印的惡魔為冥黑王。
惡意人偶
原文： / Malice Doll
格里昂於實驗中創造出的木乃伊人偶，排除人類夾雜的肉體和善意等雜質，凝縮純粹的惡意作為瑪魯加姆必要的素材，能製作出金瑪魯加姆。
暗黑之門
原文： / Door of Darkness
格里昂策劃一切的最終目的。
打開此門需要10個等級10克米作為構成大門的素材，DREAD驅動器作為窯，和一之瀨寶太郎持有的原版並成長的GOTCHARD驅動器作為鑰匙。
門的深處有隻看似是三眼的魔物存在著。
於完結篇《假面騎士GOTCHARD GRADUATIONS》中得知，門的另一側為其他不同的世界，該門無法用物理手段破壞，最終使用古代鍊金術切斷該門與烏洛波羅斯世界的連結。
心動防禦盾
原文：
第27話時蓮華跟錆丸用來對抗亞特羅波斯的洗腦攻勢的新技能。
此項技能運用了心動吸血鬼的克米特性。
鍊金充電器
原文： / Alchemist Charger
錆丸開發的鍊金術師戒快速充能裝置。
豪華輝夜檔案夾
原文： / Gorgeous Kaguya File
輝夜用來收藏傳說騎士克米卡的檔案夾，由巴特勒攜帶著。
在輝夜離去之前，由巴特勒向寶太郎等人展示其收藏的內容。
賢者之石
原文： /  Philosopher's Stone
擁有強大力量的煉金術道具，如今已成碎片。
冥黑王三人各持有其中的33%，最後的1%則在「蛋之克米」彩虹龍體內。
冥黑王 吉吉斯特先於其他兩人降臨的目的在於奪得彩虹龍，讓自己成為34%的持有者。
在冥黑王三人皆被擊敗後，三人所持有的賢者之石皆落入格里昂手中。格里昂被擊敗後，賢者之石以1%的比例均分給100隻克米。
虹光女孩
原文： / IRISE+GIRLS
第41話中登場的女子偶像團體，由比奈、舞、曆三人所組成。
奇美拉
原文： / Chimera
究極的人工生命體，是種失去自我、依照本能進行破壞的殺戮機械。
無法動彈溶液
原文：
第42話中寶太郎因意外而調配出來的特殊溶液。
無法動彈溶液火箭炮
原文：
最終話時，蓮華與錆丸用來對付DREAD騎兵的武器。
格里昂
原文： / GLION
黃金國的通用貨幣，最終舞台劇限定。
格里昂以自己的名字做為貨幣的名稱。

## 本作登場假面騎士

### 假面騎士GOTCHARD
變身者：一之瀨寶太郎（替身演員：永德、CV：本島純政）
原文： / 
名稱由來：英文「Gotcha（捉住）」和「Card（卡片）」的合稱，也是以複數物品合併成一個的日文擬聲詞「ガッチャンコ」為由來。
騎士模式
原文： / Rider Mode
| 形態名稱                            | 簡介 | 外觀                                                                                                  | 能力 | 必殺技                                                                                                |
| SteamHopper 蒸汽蝗蟲                | GOTCHARDRIVER 搭配 HOPPER1 Ride Chemy Card 和 STEAMLINER Ride Chemy Card 變身的形態，為假面騎士GOTCHARD的基礎型態。 《電影 假面騎士GEATS 四人的ACE與黑狐》 / 本篇第1話初登場。 身高：205.0cm 體重：90.3kg 拳擊力：8.2t 踢擊力：10.0t 跳躍力：17.2m 行動速度：7.3秒（100m）   | 全身以水藍、橙、銀、黑色為主。                                                                        | 頭部同時具備「蝗蟲1」敏銳的感知能力和「蒸汽列車」的堅硬裝甲。 胸甲的變換爐能將變身者的熱情和希望等感情作為鍊金素材燃燒來轉換為巨大的力量，並能透過鍋爐的高壓蒸氣強化全身。 腿部在踢擊和和跳躍時會進行重量交換與加壓蒸氣壓縮，第三次踢擊能造成如蒸汽列車突擊般的重量級一擊。 | STEAM HOPPER FEVER 原文： 此型態所屬的必殺騎士踢。                                                    |
| AppareSkebow 壯烈滑板               | GOTCHARDRIVER 搭配 SKEBOWS Ride Chemy Card 和 APPAREBUSHIDO Ride Chemy Card 變身的形態，為假面騎士GOTCHARD的衍生型態。 第3話初登場。 身高：194.3cm 體重：89.2kg 拳擊力：6.4t 踢擊力：8.2t 跳躍力：20.8m 行動速度：5.5秒（100m）                                              | 全身以紅、銀、黃、黑色為主。                                                                          | 頭部同時具備「彎曲滑板」能減少空氣阻力的滑板部件和「壯烈武士道」抵禦各種攻擊的頭盔。 背部的噴射口能噴射從變換爐產生的熱氣，產生驚人的加速力。 手部能施展切割空氣的劍術，搭配腳部的滑行能力能使劍術高速化。 | APPARE SKEBOW FEVER 原文： 此型態所屬的必殺騎士踢。                                                   |
| VenomMariner 劇毒潛水艇             | GOTCHARDRIVER 搭配 VENOMDAKE Ride Chemy Card 和 DEEPMARINER Ride Chemy Card 變身的形態，為假面騎士GOTCHARD的衍生型態。 第4話初登場。 身高：197.0cm 體重：92.5kg 拳擊力：5.5t 踢擊力：6.4t 跳躍力：7.3m 行動速度：10.0秒（100m）                                              | 全身以綠松、粉、白、黑色為主。                                                                        | 頭部具備「深沉潛水艇」的呼吸機能。 極其柔軟特殊形狀的頭盔能保護變身者頭部避免受水壓等外部壓力影響。 肩甲的魚雷管制裝置可透過接收物質傳導產生的微小振動來精準定位並鎖定目標，從艙口發射追蹤型特殊潛艇魚雷「深沉魚雷」。 腳部擁有將周圍物質液體化的能力，使變身者能潛入各種物質中。 | VENOM MARINER FEVER 原文：                                                                            |
| AntWrestler 螞蟻摔角手              | GOTCHARDRIVER 搭配 WRESTLER G Ride Chemy Card 和 ANTROOPER Ride Chemy Card 變身的形態，為假面騎士GOTCHARD的衍生型態。 第5話初登場。 身高：194.9cm 體重：98.2kg 拳擊力：9.1t 踢擊力：9.1t 跳躍力：11.8m 行動速度：8.2秒（100m）                                               | 全身以藍、金、白、黑色為主。                                                                          | 頭部具備「摔角手G」灌輸氣勢讓變身者提高鬥志，和「螞蟻騎兵」的高耐久性和強韌度。 擁有豐富的格鬥技，手部能注入強大的力量來增強腕力，並且在靈魂動搖時力量會急速上升，能與鍊成的同伴一同使出雙人組動作攻擊。 強韌的腿部和腰部能讓自身承受超過體重300倍的負重，並且能豪不退縮對抗任何體型巨大的對手。 | ANT WRESTLER FEVER 原文： 此型態所屬的必殺騎士踢。                                                    |
| BurningGorilla 燃燒猩猩             | GOTCHARDRIVER 搭配 GORILLASENSEI Ride Chemy Card 和 BURNINGNERO Ride Chemy Card 變身的形態，為假面騎士GOTCHARD的衍生型態。 第6話初登場。 身高：193.5cm 體重：109.4kg 拳擊力：16.3t 踢擊力：4.6t 跳躍力：9.1m 行動速度：9.1秒（100m）                                         | 全身以銀、紅、橙、黑色為主。                                                                          | 頭部具備「燃燒辣椒」吐出超高熱火焰吐息的能力。 特化跳彈性能的特殊形狀頭盔能對打擊戰和遠距離射擊做出對應，並能將拳擊為主的打擊系格鬥技技巧傳授給變身者。 以大型裝甲包覆的拳頭能打出超強力的拳擊，可透過激烈捶打胸部而變得爆熱化。 能透過全身加溫使運動能力上升，並且可從腳部鍊成像植物根部一樣柔軟且細微的立足點，吸收強力腕力產生的後座力來穩定打擊姿勢。 | BURNING GORILLA FEVER 原文： 此型態所屬的必殺騎士拳。                                                 |
| NeedleHawk 尖針鷹                   | GOTCHARDRIVER 搭配 HAWKSTAR Ride Chemy Card 和 SABONEEDLE Ride Chemy Card 變身的形態，為假面騎士GOTCHARD的衍生型態。 第7話初登場。 身高：197.9cm 體重：81.1kg 拳擊力：6.4t 踢擊力：7.3t 跳躍力：13.6m 行動速度：8.2秒（100m）                                                | 全身以綠、黃、金、黑色為主。                                                                          | 頭部具備「尖針仙人掌」提升情緒和控制全身針刺的能力。 飛行帽能在飛行時抵禦急轉彎、急煞造成的衝擊和高空的低溫。 肩上的翅膀能進行高速飛行，能切破風和進行急轉彎和急煞來發揮現優秀的機動性。 擅長利用手甲上的刺使出打擊技，手肘伸縮自在的刺能刺穿背後的敵人，每個部位的刺都能射出，並能立即鍊成新的刺。 腳部擁有能緊急起飛和降落的移動力和跳躍力，並能從上方的俯衝踢擊穿目標。 | NEEDLE HAWK FEVER 原文：                                                                              |
| DokkiriShovel 驚喜挖土機            | GOTCHARDRIVER 搭配 GUTSSHOVEL Ride Chemy Card 和 DOKKIRIMAJIN Ride Chemy Card 變身的形態，為假面騎士GOTCHARD的衍生型態。 第8話初登場。 身高：193.7cm 體重：106.5kg 拳擊力：10.0t 踢擊力：7.3t 跳躍力：8.2m 行動速度：9.1秒（100m）                                           | 全身以紫、銅、銀、黑色為主。                                                                          | 頭部具備「毅力挖土機」完全防禦對頭部攻擊的裝備，和「驚喜魔人」從超過500種招式中瞬間抽出最讓目標感到驚訝的招式。 肩上的效果產生器能鍊成氣球、肥皂泡和火花等特效來讓魔術演出更有效果。 手腕的形狀使「挖掘力」最大化，巨大的岩石和建築物都能輕鬆挖掘，並且能在地下高速穿行來神出鬼沒地現身。 能透過極具技巧的腳步，讓敵人難以預測移動，同時具備控制帶有較大慣性矩的手臂的功能。 | DOKKIRI SHOVEL FEVER 原文：                                                                           |
| GoldMechanichor 黃金機械師          | GOTCHARDRIVER 搭配 MECHANICHANI Ride Chemy Card 和 GOLDDASH Ride Chemy Card 變身的形態，為假面騎士GOTCHARD的衍生型態。 第10話初登場。 身高：202.4cm 體重：132.5kg 拳擊力：13.6t 踢擊力：8.2t 跳躍力：4.6m 行動速度：6.4秒（100m）                                            | 全身以金、銀、灰、黑色為主。                                                                          | 頭部具備「機械螃蟹」的天線，釋放特殊電波干擾周圍的機械，防止位置鎖定和軌跡預測，並具備「黃金衝刺」的反應速度。 裝甲上的金色樹脂塗裝能減輕空氣阻力抑止速度衰減，並具備高電氣絕緣性能，能直接承受雷擊。 肩上6把操縱器能依照變身者的意識操縱執行複雜的工作。 手腕裝備大型離心加速軌道砲，能透過吸收射擊時產生的後座力來提高精準度。 腰部裝備配有「沸騰手榴彈」，腳部具備驚人的衝刺力和巧妙的側步，可無視路徑阻礙並快速接近目標。 | GOLD MECHANICHOR FEVER 原文：                                                                         |
| HiikesuRose 遠行薔薇                | GOTCHARDRIVER 搭配 FLAYROSE Ride Chemy Card 和 HIIKESCUE Ride Chemy Card 變身的形態，為假面騎士GOTCHARD的衍生型態。 第10話初登場。 身高：199.8cm 體重：96.2kg 拳擊力：7.3t 踢擊力：5.5t 跳躍力：10.0m 行動速度：8.2秒（100m）                                                | 全身以酒紅、綠、灰、黑色為主。                                                                        | 具備「遠行消防車」的耐火裝甲，可承受3000度的高溫。 口部具備「烈燄薔薇」的優雅芳香來抑止火災產生的有毒瓦斯和惡臭。 在有火災等狀況發生時，肩甲具有發出聲光提醒周遭危險的作用，並且能控制荊棘當成繩索使用。 手部可將經由進氣口吸取空氣中的水分轉換為超高壓水流來釋放，透過延伸荊棘狀的水管，能從各種角度進行灑水。 | HIIKESU ROSE FEVER 原文：                                                                             |
| LightningJungle 閃電叢林            | GOTCHARDRIVER 搭配 JUNGLEJAN Ride Chemy Card 和 RAIDENJI Ride Chemy Card 變身的形態，為假面騎士GOTCHARD的衍生型態。 第11話初登場。 身高：220.9cm 體重：156.3kg 拳擊力：8.2t 踢擊力：9.1t 跳躍力：5.5m 行動速度：12.7秒（100m）                                               | 全身以銀、灰、黃、黑色為主。                                                                          | 頭部具備「小叢林」給予變身者與自然能量共存的知識。 口部能將聲音轉換為電信號，使變身者能夠直接與手機等通信設備進行直接對話。 肩上的電源能儲藏狂野模式下產生的大量電力。 手部能伸縮展開枝葉，使拳擊的攻擊範圍產生變化。 能從全身將具有植物特性的特殊電線纏繞在目標身上並發出電擊，或者深入地下從目標的腳下出現。 | LIGHTNING JUNGLE FEVER 原文：                                                                         |
| CROSS UFO-X 超級GOTCHARD 交錯UFO-X  | GOTCHARDRIVER 裝置 EXGOTCHALIBUR 搭配 HOPPER1 Ride Chemy Card、STEAMLINER Ride Chemy Card 和 UFO-X Ride Chemy Card 變身的形態，為假面騎士GOTCHARD的強化型態。 第13話初登場。 身高：199.7cm 體重：104.0kg 拳擊力：20.8t 踢擊力：16.3t 跳躍力：28.0m 行動速度：5.5秒（100m）   | 全身以金、黃、青、天藍色為主。                                                                        | 頭部的防護罩能完全抵禦有害的宇宙射線，並能將接收到的太陽光轉換成氧氣。 裝甲的飛行機構能透過拋物面反射器接收俗稱「Oh my GOTCHA粒子」的超運動能量的特殊宇宙射線進行飄浮，將宇宙射線高密度集中後可瞬間傳送至任何位置。 雙腕的武裝能從手腕上分離並進行遠距離操控，可將一側用光線捕捉到的目標傳送到另一側的位置上。 | UFO-X SHINING FEVER 原文：                                                                            |
| CROSS X-REX 超級GOTCHARD 交錯X暴龍  | GOTCHARDRIVER 裝置 EXGOTCHALIBUR 搭配 HOPPER1 Ride Chemy Card、STEAMLINER Ride Chemy Card 和 X-REX Ride Chemy Card 變身的形態，為假面騎士GOTCHARD的強化型態。 第15話初登場。 身高：200.5cm 體重：107.6kg 拳擊力：16.3t 踢擊力：20.8t 跳躍力：21.7m 行動速度：4.6秒（100m）   | 全身以紅、黃、青、天藍色為主。                                                                        | 頭部繼承「X暴龍」的意志，可與有興趣的對象內心交流。 龍顎形狀的胸甲能將從人們接收的心之力放大並轉換為戰鬥力，能將過剩的能量以指向性咆哮的方式釋放。 腳部能展現非常輕快的步伐和優秀的跳躍力，搭配腿甲增加衝刺力和強韌的爪子，能在攻擊中附加X暴龍驚人的咬合力。 背後的尾巴透過質量交換能進行最大10倍的巨大化，飛躍性提高能橫掃任何事物的力量和機動力。 | X-REX SHINING FEVER 原文：                                                                            |
| SteamHopper 烈焰GOTCHARD 蒸汽蝗蟲   | GOTCHARDRIVER 裝置 GOTCHARIGNITER 搭配 HOPPER1 Ride Chemy Card 和 STEAMLINER Ride Chemy Card變身的形態，為假面騎士GOTCHARD的強化型態。 第18話初登場。 身高：205.0cm 體重：116.0kg 拳擊力：24.6t 踢擊力：30.7t 跳躍力：41.5m 行動速度：3.7秒（100m）                          | 全身以水藍、青、橙、黑色為主。                                                                        | 頭部同時具備「蝗蟲1」敏銳的感知能力和「蒸汽列車」的堅硬裝甲。 特殊裝甲能將包含空氣阻力在內的所有阻礙化為火焰，擁有阻力越大加速度越大的特性。 胸甲的變換爐將強化鍊成炎添加生命之炎而形成青之炎，能夠從萬物中產生超高輸出，根據火勢展現出驚人的鍊成能力。 腿部在踢擊和和跳躍時會進行重量交換與加壓蒸氣壓縮，第三次踢擊能造成如蒸氣列車突擊般的重量級一擊，纏繞強化鍊成炎後能增加爆炸性的破壞力。 背部推進器能直接噴射強化鍊成炎產生超高推力，在超加速的同時提高打擊的破壞力。 | STEAM HOPPER BURNING FEVER 原文： 此型態所屬的必殺騎士踢。                                            |
| AppareSkebow 烈焰GOTCHARD 壯烈滑板  | GOTCHARDRIVER 裝置 GOTCHARIGNITER 搭配 SKEBOWS Ride Chemy Card 和 APPAREBUSHIDO Ride Chemy Card變身的形態，為假面騎士GOTCHARD的強化衍生型態。 第19話初登場。 身高：194.3cm 體重：114.9kg 拳擊力：20.8t 踢擊力：25.3t 跳躍力：46.0m 行動速度：2.8秒（100m）                   | 全身以紅、青、橙、黑色為主。                                                                          | 頭部同時具備「彎曲滑板」利用強化鍊成炎消除空氣阻力的滑板部件和「壯烈武士道」纏繞強化鍊成炎大幅強化防禦力的頭盔。 手部搭配強化鍊成炎強化劍技的爆發力，電光石火般的劍技能使目標在尚未意識到之前就一刀溶斷。 腳部纏繞強化鍊成炎使滑行速度超高速化。 | APPARE SKEBOW BURNING FEVER 原文：                                                                    |
| 鋼鐵GOTCHARD                        | GOTCHARDRIVER 裝置 TENLINER 搭配 TENLINER Ride Chemy Card 變身的形態，為假面騎士GOTCHARD的強化型態。 第24話初登場。 身高：203.7cm 體重：2422.5kg 拳擊力：55.0t 踢擊力：36.1t 跳躍力：3.7m 行動速度：1.9秒（100m）                                                            | 全身以黑、金、天藍、白、紅色為主。                                                                    | 全身的黑鐵裝甲以克米中最堅硬的「十列車」的外裝構成，以其重量為代價換取卓越的耐壓和耐衝擊性能。 胸前的金色汽缸能以變身者的熱情與希望等感情作為鍊金素材產生大量的蒸汽，驅動身體每個部位。然而，這無窮盡的消耗對變身者的負擔難以估量。 手部武裝的機關鐵拳，利用超高壓蒸汽發揮強大的推進力，最大程度發揮其重量和硬度，進而使威力倍增，揮出超高重擊拳，並且能分離進行遠程操作，發動遠距離打擊必殺技，同時能作為補助機關車連接到鋼鐵GOTCHARD後方產生更強大的突進力。 | IRON KNUCKLE 原文： 此型態所屬的必殺騎士拳。 IRON KNUCKLE FEVER 原文： 此型態所屬的必殺騎士拳。       |
| 白金GOTCHARD                        | GOTCHARDRIVER 裝置 TENLINER（乘載 CROSSHOPPER） 搭配 CROSSHOPPER Ride Chemy Card 和 TENLINER Ride Chemy Card變身的形態，為假面騎士GOTCHARD的強化型態。 第27話初登場。 身高：205.6cm 體重：97.8kg 拳擊力：64.0t 踢擊力：81.1t 跳躍力：153.1m 行動速度：1.9秒（100m）          | 全身以白、金、天藍、黑、紅色為主。                                                                    | 頭部同時具備「交錯蝗蟲」超敏銳的感知能力和「十列車」最堅硬的裝甲。 胸前的變換爐能以變身者不朽的友情、熱情與希望等感情作為催化劑，能穩定地從萬物中鍊成龐大的能量。 擁有俊敏步法和極限跳躍力的腿部，在踢擊和跳躍時會進行重量交換與臨界壓力加壓蒸氣壓縮來上升破壞力。 添加在GOTCHARD驅動器裝填的駕馭克米卡之力的混合向量，鍊成能在各個方向上進行強化的「Unison」。 | PLATINA SHOOT 原文： PLATINA SHOOT FEVER 原文：                                                       |
| AntWrestler 烈焰GOTCHARD 螞蟻摔角手 | GOTCHARDRIVER 裝置 GOTCHARIGNITER 搭配 WRESTLER G Ride Chemy Card 和 ANTROOPER Ride Chemy Card 變身的形態，為假面騎士GOTCHARD的強化衍生型態。 第33話初登場。 身高：194.9cm 體重：123.9kg 拳擊力：27.1t 踢擊力：27.1t 跳躍力：33.4m 行動速度：4.6秒（100m）                   | 全身以藍、青、金、黑色為主。                                                                          | 頭部具備「摔角手G」灌輸氣勢讓變身者提高鬥志，並以強化鍊成炎放大全身的筋力，「螞蟻騎兵」的高耐久性和強韌度被強化鍊成炎偏向攻擊向量。 強化鍊成炎強化的腕力能使出電光石火般的招式。 強韌的腿部和腰部能讓自身承受超過體重300倍的負重，腿部纏繞強化鍊成炎後使踢擊具有爆發的破壞力。 | ANT WRESTLER BURNING FEVER 原文：                                                                     |
| ExceedMighty 烈焰GOTCHARD 超越全能  | GOTCHARDRIVER 裝置 GOTCHARIGNITER 搭配 MASKED RIDER KUUGA Rider Chemy Card 和 MASKED RIDER FAIZ Rider Chemy Card 變身的形態，為假面騎士GOTCHARD的強化衍生型態。 第34話初登場。 身高：199.1cm 體重：122.5kg 拳擊力：10.0t 踢擊力：15.4t 跳躍力：30.7m 行動速度：4.6秒（100m） | 全身以金、青、黑色為主。                                                                              | 頭部具備賦予從古代傳承下來的2000種技能，和掌握匯集各種超高科技電子設備的能力。 強化鍊成炎將能戰勝邪惡的閃電光輝進一步強化，威力和各種能力向上提升一個階段。 必殺技發動時，左肩裝備會釋放能鎖定和拘束目標的錐形指向標記，將強化鍊成炎強化的流體能量集中至右腳腿甲後，可使出帶有雷電，電光石火般的必殺踢。 | EXCEED MIGHTY BURNING FEVER 原文： 此型態所屬的必殺騎士踢。                                           |
| 彩虹GOTCHARD                        | GOTCHARDRIVER 裝置 NIJIGON 搭配 NIJIGON Ride Chemy Card 變身的形態，為假面騎士GOTCHARD的最終型態。 第38話初登場。 身高：204.1cm 體重：101.0kg 拳擊力：82.0t 踢擊力：100.0t 跳躍力：172.0m 行動速度：1.0秒（100m）                                                            | 全身以藍、白、紅、橙、黃、紫、黑色為主。                                                              | 除了能將五感一體化，能以第六感甚至是第七感的力量來感知超自然存在。 裝甲材質以與彩虹龍的蛋殼相同的特殊金屬構成，具有完全抗拒外部的鍊成，擊退一切攻擊的力量。 胸口的變換爐使用被稱為「太陽的輝煌」的究極鍊成炎，將變身者內心的友情、熱情和希望等情感，還有以彩虹龍為首的眾多克米的力量，以及大氣和水等各種鍊金素材，轉化為無盡的能量。 全身具有肉體強化、解毒、恢復、治癒等特殊效果，擅長各種物質自在變化的鍊金術，在打擊的瞬間能對目標再鍊成來破壞任何物質。 腳部擅長調整物質摩擦力的纖細鍊金術，能自由改變移動方式，並且能鍊成飛行和潛航等推進系特殊功能，使活動範圍遍及從深海到宇宙的所有地方。 | RAINBOW FEVER 原文： 此型態所屬的必殺騎士踢。 GOTCHAR RAINBOW FEVER 原文：                            |
| Ultima SteamHopper 究極蒸汽蝗蟲     | GOTCHARDRIVER（HOUTARO Ver.） 搭配 ULTIMA HOPPER1 Ride Chemy Card 和 ULTIMA STEAMLINER Ride Chemy Card 變身的形態，為假面騎士GOTCHARD的特殊型態。 最終話初登場。 身高：205.0cm 體重：90.3kg 拳擊力：101.1t 踢擊力：101.1t 跳躍力：101.1m 行動速度：0.1秒（100m）             | 全身以水藍、橙、銀、黑色為主，外觀相似蒸汽蝗蟲。                                                      | 頭部同時具備「究極蝗蟲1」敏銳的感知能力和「究極蒸汽列車」的堅硬裝甲。 胸口的變換爐使用被稱為「太陽的輝煌」的究極鍊成炎，將變身者內心的友情、熱情和希望等情感，還有所有克米的力量，以及大氣和水等各種鍊金素材，轉化為能創造全新的地球的能量。 腿部在踢擊和和跳躍時會進行重量交換與加壓蒸氣壓縮，第三次踢擊能造成如蒸汽列車突擊般的重量級一擊，並能與所有克米自由自在連攜，讓攻擊能無限變化。 | ULTIMA FEVER 原文： 此型態所屬的必殺騎士踢。                                                          |
| ExceedMighty 超越全能               | GOTCHARDRIVER 搭配 MASKED RIDER KUUGA Rider Chemy Card 和 MASKED RIDER FAIZ Rider Chemy Card 變身的形態，為假面騎士GOTCHARD的特殊型態。 | 更多 ： 假面騎士GOTCHARD VS 假面騎士LEGEND § 本作登場假面騎士                                         | 更多 ： 假面騎士GOTCHARD VS 假面騎士LEGEND § 本作登場假面騎士 | 更多 ： 假面騎士GOTCHARD VS 假面騎士LEGEND § 本作登場假面騎士                                         |
| CycloneTatoba 旋風鷹虎蝗            | GOTCHARDRIVER 搭配 KAMEN RIDER OOO Rider Chemy Card 和 KAMEN RIDER DOUBLE Rider Chemy Card 變身的形態，為假面騎士GOTCHARD的特殊型態。 | 更多 ： 假面騎士GOTCHARD VS 假面騎士LEGEND § 本作登場假面騎士                                         | 更多 ： 假面騎士GOTCHARD VS 假面騎士LEGEND § 本作登場假面騎士 | 更多 ： 假面騎士GOTCHARD VS 假面騎士LEGEND § 本作登場假面騎士                                         |
| FullfullRocket 滿裝滿裝火箭         | GOTCHARDRIVER 搭配 KAMEN RIDER FOURZE Rider Chemy Card 和 KAMEN RIDER BUILD Rider Chemy Card 變身的形態，為假面騎士GOTCHARD的特殊型態。 | 更多 ： 假面騎士GOTCHARD VS 假面騎士LEGEND § 本作登場假面騎士                                         | 更多 ： 假面騎士GOTCHARD VS 假面騎士LEGEND § 本作登場假面騎士 | 更多 ： 假面騎士GOTCHARD VS 假面騎士LEGEND § 本作登場假面騎士                                         |
| 星辰GOTCHARD                        | GOTCHARDRIVER 裝置 EXGOTCHALIBUR 搭配 HOPPER1 Ride Chemy Card、STEAMLINER Ride Chemy Card 和 X ASSEMBLE Ride Chemy Card 變身的多重鍊成形態，為假面騎士GOTCHARD的特殊型態。                                                                                                   | 更多 ： 假面騎士THE WINTER MOVIE GOTCHARD & GEATS 最強克米☆GOTCHA大作戰 § 本作限定登場假面騎士 / 形態 | 更多 ： 假面騎士THE WINTER MOVIE GOTCHARD & GEATS 最強克米☆GOTCHA大作戰 § 本作限定登場假面騎士 / 形態 | 更多 ： 假面騎士THE WINTER MOVIE GOTCHARD & GEATS 最強克米☆GOTCHA大作戰 § 本作限定登場假面騎士 / 形態 |
| 奇跡GOTCHARD                        | GOTCHARDRIVER 裝置 NIJIGON 搭配 HOPPER101 Ride Chemy Card 和 GIGANTLINER Ride Chemy Card變身的形態，為假面騎士GOTCHARD的特殊型態。 | 更多 ： 假面騎士GOTCHARD The Future Daybreak § 本作限定登場假面騎士 / 形態                            | 更多 ： 假面騎士GOTCHARD The Future Daybreak § 本作限定登場假面騎士 / 形態 | 更多 ： 假面騎士GOTCHARD The Future Daybreak § 本作限定登場假面騎士 / 形態                            |
| MarsPhoenix 火星不死鳥              | GOTCHARDRIVER 搭配 INPHOENIX Ride Chemy Card 和 FIREMARS Ride Chemy Card 變身的形態，為假面騎士GOTCHARD的衍生型態。 超戰鬥DVD初登場。 | 全身以紅、橙、銀、黑色為主。                                                                          | | MARS PHOENIX FEVER 原文：                                                                             |
| LegendLiner 傳說列車                | GOTCHARDRIVER 搭配 GIGANTLINER Ride Chemy Card 和 KAMEN RIDER LEGENDARY LEGEND Rider Chemy Card 變身的形態，為假面騎士GOTCHARD的特殊型態。 最終舞台劇初登場。 | 全身以金、黑、白色為主。                                                                              | | LEGEND LINER FEVER 原文：                                                                             |

狂野模式
原文： / Wild Mode
該騎士除了通常的人型形態之外，所變身的另外一種非人型的一點突破形態 。
| 形態名稱                             | 簡介 | 外觀                                                 | 能力 | 必殺技                    |
| SteamHopper Wild 蒸汽蝗蟲 狂野       | GOTCHARDRIVER 搭配 HOPPER1 Ride Chemy Card 和 STEAMLINER Ride Chemy Card 鍊成的狂野模式。 第1話初登場。                                           | 全身以水藍、銀、黑色為主，外型為蝗蟲。               | 擁有高重量堅硬裝甲和超跳躍力的特殊形態。 能同時運用高硬質超重量交換與六足和蒸氣壓縮產生的超跳躍力，產生強大的破壞力和突進力。                                                                            |                           |
| OdoriMantis Wild 舞蹈螳螂 狂野       | GOTCHARDRIVER 搭配 KAMANTIS Ride Chemy Card 和 ODORIPPA Ride Chemy Card 鍊成的狂野模式。 第2話初登場。                                            | 全身以綠、白、紅色為主，外型為下半身纏繞旋風的螳螂。 | 擅長在高速旋轉舞蹈中製造真空旋風，將其纏繞揮出斬擊的迴旋劍舞，一邊魅惑敵人一邊切碎。 | ODORI MANTIS FEVER 原文： |
| AppareSkebow Wild 壯烈滑板 狂野      | GOTCHARDRIVER 搭配 SKEBOWS Ride Chemy Card 和 APPAREBUSHIDO Ride Chemy Card 鍊成的狂野模式。 第3話初登場。                                        | 全身以紅、白、金色為主，外型為武士盔甲，基底為滑板。 | 擅長在高速滑行時使出棘手的斬擊。 搭配滑行能使出人型無法展現的劍技，高速滑行與迴轉結合的「滑板颱風」能成為阻擋一切攻擊的盾牌。                                                                            |                           |
| EnergyMaru Wild 能量丸 狂野          | GOTCHARDRIVER 搭配 SASUKEMARU Ride Chemy Card 和 ENERGYL Ride Chemy Card 鍊成的狂野模式。 第4話初登場。                                           | 全身以金色為主，外型為液態狀的忍者。                 | 以溢出的能量來施展千變萬化的忍術。 大型手裏劍透過強烈的水流和旋轉來切割萬物，隨著旋轉速度增加和能量溢出，鋒利度也隨之增加。 液體狀的身體幾乎不會受到任何傷害，能自由改變形狀，施展分身和結合等忍術。     |                           |
| MadPirates Wild 瘋狂海盜 狂野        | GOTCHARDRIVER 搭配 PILETS Ride Chemy Card 和 MADWHEEL Ride Chemy Card 鍊成的狂野模式。 《電影 假面騎士GEATS 四人的ACE與黑狐》 / 本篇第4話初登場。 | 全身以紫、金色為主，外型為海盜船風格的改裝車。       | 能夠前往地球任何地方的水陸兩棲車。 大砲能擊飛阻礙道路的物體，形成一堆瓦礫。 手部能取出手槍進行砲擊戰也能進行人命救助。                                                                                   |                           |
| BulletChouCho Wild 子彈蝴蝶 狂野     | GOTCHARDRIVER 搭配 GENGENCHOUCHO Ride Chemy Card 和 BULLETBAANG Ride Chemy Card 鍊成的狂野模式。 第5話初登場。                                    | 全身以橙、褐色為主，外型為帶有蝶翅的手槍。           | 能發射讓目標看見蝴蝶飛舞幻覺的子彈的特殊形態。 |                           |
| AntWrestler Wild 螞蟻摔角手 狂野     | GOTCHARDRIVER 搭配 WRESTLER G Ride Chemy Card 和 ANTROOPER Ride Chemy Card 鍊成的狂野模式。 第6話初登場。                                         | 全身以藍、金、白色為主，外型為蟻王及兩隻軍團蟻。     | 擅長連攜格鬥的集團戰鬥形態。 主體能率領成員來展現出華麗的合體技。 |                           |
| SmaHotaru Wild 智能螢火蟲 狂野       | GOTCHARDRIVER 搭配 PIKAHOTARU Ride Chemy Card 和 SMAPHONE Ride Chemy Card 鍊成的狂野模式。 第7話初登場。                                          | 全身以螢光黃、橙色為主，外型為螢火蟲。               | 利用App展現各種照明效果的特殊光源形態。 |                           |
| SpicleWhale Wild 尖刺自行車鯨魚 狂野 | GOTCHARDRIVER 搭配 GANVHALE Ride Chemy Card 和 SPICLE Ride Chemy Card 鍊成的狂野模式。 第8話初登場。                                              | 全身以海藍、黑色為主，外型為鯨魚造型的自行車。       | 能持續搬運大量人員和貨物的特殊形態。 能在陸上和水底移動，最大可承載100人，混入異物時可從排出口噴出特殊凝膠將其排出。                                                                                     |                           |
| NeedleHawk Wild 尖針鷹 狂野          | GOTCHARDRIVER 搭配 HAWKSTAR Ride Chemy Card 和 SABONEEDLE Ride Chemy Card 鍊成的狂野模式。 第8話初登場。                                          | 全身以橙、黃色為主，外型為獵鷹。                     | 能以超越音速的速度飛行的超音速形態。 能向目標射出全身的刺進行空中戰。 |                           |
| BatKingrobo Wild 蝙蝠王機器人 狂野   | GOTCHARDRIVER 搭配 RENKINGROBO Ride Chemy Card 和 YAMIBAT Ride Chemy Card 鍊成的狂野模式。 第9話初登場。                                          | 全身以紫、橙、黃色為主，外型為有著蝠翼的機器人。     | 王冠能發射超音波產生迴聲來探測自身與周圍物體間的距離和位置，在黑暗中也能自由移動。 翅膀在展開後能飛向天空，巨大的身軀為金屬鍊成的集大成，極難以摧毀。 在狂野模式下可從胸口的驅動器發射「GOTCHARD光束」。 |                           |
| GoldMechanichor Wild 黃金機械師 狂野 | GOTCHARDRIVER 搭配 MECHANICHANI Ride Chemy Card 和 GOLDDASH Ride Chemy Card 鍊成的狂野模式。 第10話初登場。                                       | 全身以金、銀、灰、黑色為主，外型為有著車輪的螃蟹。   | 能流暢的移動和使用巨大手臂舉起重物的特殊形態。 |                           |
| BakuonTelevi Wild 爆音電視 狂野      | GOTCHARDRIVER 搭配 TELEVI Ride Chemy Card 和 BAKUONZEMI Ride Chemy Card 鍊成的狂野模式。 第11話初登場。                                           | 全身以綠、黑色為主，外型為蟬。                       | 能從音響釋放爆音和操控多彩影像的特殊形態。 |                           |
| StagMirror Wild 鍬形鏡子 狂野        | GOTCHARDRIVER 搭配 MITEMIRROR Ride Chemy Card 和 STAGVINE Ride Chemy Card 鍊成的狂野模式。 第11話初登場。                                         | 全身以灰色為主，外型為鍬形蟲造型的鏡子。             | 將目標束縛並增幅反射力的特殊盾牌形態。 |                           |
| GreatSasorry Wild 卓越毒蠍 狂野      | GOTCHARDRIVER 搭配 BUSSASORRY Ride Chemy Card 和 GREATONBO Ride Chemy Card 鍊成的狂野模式。 第11話初登場。                                        | 全身以紫色為主，外型為擁有蜻蜓翅膀的毒蠍。           | 善於利用小型尺寸進行潛入作業的特殊形態。 |                           |
| DoctorHebi Wild 博士蛇 狂野          | GOTCHARDRIVER 搭配 DOCTORKOZO Ride Chemy Card 和 TSUPPARIHEBI Ride Chemy Card 鍊成的狂野模式。 第11話初登場。                                     | 全身以粉色為主，外型為蛇。                           | 瞬間進行狀況分析，利用藥品混合制定對應策略的特殊形態。 |                           |
| BunnyParka Wild 兔子連帽衣 狂野      | GOTCHARDRIVER 搭配 BOUNTYBUNNY Ride Chemy Card 和 PANPAKAPARKA Ride Chemy Card 鍊成的狂野模式。 第11話初登場。                                    | 全身以白、紅色為主，外型為兔子造型的連帽衫。         | 利用彈跳和虛晃手段來戲弄目標的特殊形態。 |                           |
| LightningJungle Wild 閃電叢林 狂野   | GOTCHARDRIVER 搭配 JUNGLEJAN Ride Chemy Card 和 RAIDENJI Ride Chemy Card 鍊成的狂野模式。 第11話初登場。                                          | 全身以銀、藏青、灰色為主。                           | 擁有十萬千瓦級發電能力的特殊發電形態。 |                           |
| TriCatcher Wild 三重捕獲者 狂野      | GOTCHARDRIVER 搭配 CATCHULA Ride Chemy Card 和 TRICERA Ride Chemy Card 鍊成的狂野模式。 第23話初登場。                                            | 全身以銅、黑色為主，外型為長著三隻尖角的蜘蛛。       | 能在各種地方使用三個錨點的線捕捉一切的特殊收集形態。 |                           |

GOTCHARBROTHERS
原文： / 
假面騎士彩虹GOTCHARD將彩虹化的克米裝填至腰帶後所召喚的另一個假面騎士GOTCHARD，眼睛和圍巾會發出彩虹色光芒，最大的特徵為能依照克米自己的意志行動。
只有集齊101隻克米的力量時才能召喚。
| 形態名稱                        | 簡介 | 外觀                                           | 能力 | 必殺技                        |
| AppareSkebow 壯烈滑板           | 假面騎士彩虹GOTCHARD 使用 RAINBOW SKEBOWS Ride Chemy Card 和 RAINBOW APPAREBUSHIDO Ride Chemy Card 召喚的形態。 第39話初登場。 身高：194.3cm 體重：89.2kg 拳擊力：6.4t 踢擊力：8.2t 跳躍力：20.8m 行動速度：5.5秒（100m）  | 全身以紅、銀、黃、黑色為主，脖子上配戴圍巾。   | 胸口變換爐能與假面騎士彩虹GOTCHARD同步，產生與其同等的力量。 背部的噴射口能噴射從變換爐產生的熱氣，產生驚人的加速力。 手部能施展切割空氣的劍術，搭配腳部的滑行能力能使劍術高速化。 | APPARE SKEBOW FEVER 原文：    |
| GoldMechanichor 黃金機械師      | 假面騎士彩虹GOTCHARD 使用 RAINBOW MECHANICHANI Ride Chemy Card 和 RAINBOW GOLDDASH Ride Chemy Card 召喚的形態。 第39話初登場。 身高：202.4cm 體重：132.5kg 拳擊力：13.6t 踢擊力：8.2t 跳躍力：4.6m 行動速度：6.4秒（100m） | 全身以金、銀、灰、黑色為主，脖子上配戴圍巾。   | 胸口變換爐能與假面騎士彩虹GOTCHARD同步，產生與其同等的力量。 裝甲上的金色樹脂塗裝能減輕空氣阻力抑止速度衰減，並具備高電氣絕緣性能，能直接承受雷擊。 肩上6把操縱器能依照變身者的意識操縱執行複雜的工作。 手腕裝備大型離心加速軌道砲，能透過吸收射擊時產生的後座力來提高精準度。 腰部裝備配有「沸騰手榴彈」，腳部具備驚人的衝刺力和巧妙的側步，可無視路徑阻礙並快速接近目標。 | GOLD MECHANICHOR FEVER 原文： |
| SteamHopper 蒸汽蝗蟲            | 假面騎士彩虹GOTCHARD 使用 RAINBOW HOPPER1 Ride Chemy Card 和 RAINBOW STEAMLINER Ride Chemy Card 召喚的形態。 第41話初登場。 身高：205.0cm 體重：90.3kg 拳擊力：8.2t 踢擊力：10.0t 跳躍力：17.2m 行動速度：7.3秒（100m）    | 全身以水藍、橙、銀、黑色為主。                 | 胸口變換爐能與假面騎士彩虹GOTCHARD同步，產生與其同等的力量。 腿部在踢擊和和跳躍時會進行重量交換與加壓蒸氣壓縮，第三次踢擊能造成如蒸汽列車突擊般的重量級一擊。 | STEAM HOPPER FEVER 原文：     |
| AntWrestler 螞蟻摔角手          | 假面騎士彩虹GOTCHARD 使用 RAINBOW WRESTLER G Ride Chemy Card 和 RAINBOW ANTROOPER Ride Chemy Card 召喚的形態。 第41話初登場。 身高：194.9cm 體重：98.2kg 拳擊力：9.1t 踢擊力：9.1t 跳躍力：11.8m 行動速度：8.2秒（100m）   | 全身以藍、金、白、黑色為主，脖子上配戴圍巾。   | 胸口變換爐能與假面騎士彩虹GOTCHARD同步，產生與其同等的力量。 擁有豐富的格鬥技，手部能注入強大的力量來增強腕力，並且在靈魂動搖時力量會急速上升，能與鍊成的同伴一同使出雙人組動作攻擊。 強韌的腿部和腰部能讓自身承受超過體重300倍的負重，並且能豪不退縮對抗任何體型巨大的對手。                                                                                               | ANT WRESTLER FEVER 原文：     |
| LightningJungle 閃電叢林        | 假面騎士彩虹GOTCHARD 使用 RAINBOW JUNGLEJAN Ride Chemy Card 和 RAINBOW RAIDENJI Ride Chemy Card 召喚的形態。 第41話初登場。 身高：220.9cm 體重：156.3kg 拳擊力：8.2t 踢擊力：9.1t 跳躍力：5.5m 行動速度：12.7秒（100m）    | 全身以銀、灰、黃、黑色為主，脖子上配戴圍巾。   | 胸口變換爐能與假面騎士彩虹GOTCHARD同步，產生與其同等的力量。 肩上的電源能儲藏狂野模式下產生的大量電力。 手部能伸縮展開枝葉，使拳擊的攻擊範圍產生變化。 能從全身將具有植物特性的特殊電線纏繞在目標身上並發出電擊，或者深入地下從目標的腳下出現。 | LIGHTNING JUNGLE FEVER 原文： |
| NeedleHawk 尖針鷹               | 假面騎士彩虹GOTCHARD 使用 RAINBOW HAWKSTAR Ride Chemy Card 和 RAINBOW SABONEEDLE Ride Chemy Card 召喚的形態。 第42話初登場。 身高：197.9cm 體重：81.1kg 拳擊力：6.4t 踢擊力：7.3t 跳躍力：13.6m 行動速度：8.2秒（100m）    | 全身以綠、黃、金、黑色為主，脖子上配戴圍巾。   | 胸口變換爐能與假面騎士彩虹GOTCHARD同步，產生與其同等的力量。 肩上的翅膀能進行高速飛行，能切破風和進行急轉彎和急煞來發揮現優秀的機動性。 擅長利用手甲上的刺使出打擊技，手肘伸縮自在的刺能刺穿背後的敵人，每個部位的刺都能射出，並能立即鍊成新的刺。 腳部擁有能緊急起飛和降落的移動力和跳躍力，並能從上方的俯衝踢擊穿目標。                                                   | NEEDLE HAWK FEVER 原文：      |
| VenomMariner 劇毒潛水艇         | 假面騎士彩虹GOTCHARD 使用 RAINBOW VENOMDAKE Ride Chemy Card 和 RAINBOW DEEPMARINER Ride Chemy Card 召喚的形態。 第44話初登場。 身高：197.0cm 體重：92.5kg 拳擊力：5.5t 踢擊力：6.4t 跳躍力：7.3m 行動速度：10.0秒（100m）  | 全身以綠松、粉、白、黑色為主，脖子上配戴圍巾。 | 胸口變換爐能與假面騎士彩虹GOTCHARD同步，產生與其同等的力量。 肩甲的魚雷管制裝置可透過接收物質傳導產生的微小振動來精準定位並鎖定目標，從艙口發射追蹤型特殊潛艇魚雷「深沉魚雷」。 腳部擁有將周圍物質液體化的能力，使變身者能潛入各種物質中。 | VENOM MARINER FEVER 原文：    |
| SUPER CROSS UFO-X 超級交錯UFO-X | GOTCHARBROTHERS 蒸汽蝗蟲 使用 EXGOTCHALIBUR 搭配 RAINBOW UFO-X Ride Chemy Card 變身的形態。 第45話初登場。 身高：199.7cm 體重：104.0kg 拳擊力：20.8t 踢擊力：16.3t 跳躍力：28.0m 行動速度：5.5秒（100m）                   | 全身以金、黃、青、天藍色為主，脖子上配戴圍巾。 | 胸口變換爐能與假面騎士彩虹GOTCHARD同步，產生與其同等的力量。 裝甲的飛行機構能透過拋物面反射器接收俗稱「Oh my GOTCHA粒子」的超運動能量的特殊宇宙射線進行飄浮，將宇宙射線高密度集中後可瞬間傳送至任何位置。 雙腕的武裝能從手腕上分離並進行遠距離操控，可將一側用光線捕捉到的目標傳送到另一側的位置上。                                                                        | UFO-X SHINING FEVER 原文：    |

### 假面騎士GOTCHARD DAYBREAK
變身者：未來的寶太郎（替身演員：浅井宏輔、CV：DAIGO ）
原文： / 
名稱由來：GOTCHARD + 拂曉
騎士模式
原文： / Rider Mode
| 形態名稱                                   | 簡介 | 外觀                                                                       | 能力 | 必殺技                                                                     |
| SteamHopper 蒸汽蝗蟲                       | GOTCHARDRIVER（DAYBREAK Ver.） 搭配 DAYBREAK HOPPER1 Ride Chemy Card 和 DAYBREAK STEAMLINER Ride Chemy Card 變身的形態，為假面騎士GOTCHARD DAYBREAK的基礎型態。 第17話初登場。 身高：206.9cm 體重：91.3kg 拳擊力：36.1t 踢擊力：44.2t 跳躍力：33.4m 行動速度：3.7秒（100m）                      | 全身以橙、黃、黑、蒼色為主，外觀與假面騎士GOTCHARD相似。                   | 頭部同時具備「破曉蝗蟲1」敏銳的感知能力和「破曉蒸汽列車」的堅硬裝甲。 胸甲變換爐內的蒼白業火為鍊金術的頂點，能從萬物產生莫大的能量，使得能連續發動超高級的鍊金術。 因歷戰磨練的技術搭配高壓蒸氣，每次跳躍能突破重量交換和蒸氣壓縮的極限，能釋放出高次元的踢技。 |                                                                            |
| SteamHopper 烈焰GOTCHARD DAYBREAK 蒸汽蝗蟲 | GOTCHARDRIVER（DAYBREAK Ver.） 裝置 GOTCHAR IGNITER 搭配 DAYBREAK HOPPER1 Ride Chemy Card 和 DAYBREAK STEAMLINER Ride Chemy Card 變身的形態，為假面騎士GOTCHARD DAYBREAK的強化型態。 第16話初登場。 身高：206.9cm 體重：93.6kg 拳擊力：42.4t 踢擊力：54.1t 跳躍力：40.6m 行動速度：2.8秒（100m） | 全身以橙、黃、黑、蒼色為主，外觀與假面騎士GOTCHARD相似。                   | 在基礎形態的基礎下，追加了一塊橙色的披風。 鍊成的業火產生的披風能產生高推力，使行動速度大幅提升，同時提升打擊的破壞力。 |                                                                            |
| 閃耀 DAYBREAK                              | GOTCHARDRIVER（DAYBREAK Ver.） 搭配 SHINING HOPPER1 Ride Chemy Card 和 SHINING STEAMLINER Ride Chemy Card 變身的形態，為假面騎士GOTCHARD DAYBREAK的強化型態。 | 更多 ： 假面騎士GOTCHARD The Future Daybreak § 本作限定登場假面騎士 / 形態 | 更多 ： 假面騎士GOTCHARD The Future Daybreak § 本作限定登場假面騎士 / 形態 | 更多 ： 假面騎士GOTCHARD The Future Daybreak § 本作限定登場假面騎士 / 形態 |

### 假面騎士MAJADE
變身者：九堂凜音（替身演員：下園愛弓、CV：松本麗世）
原文： / 
名稱由來：以混和攪拌的日文擬聲詞「まぜまぜ」為由來。
形態
| 形態名稱                  | 簡介 | 外觀                                     | 能力 | 必殺技                                                       |
| SunUnicorn 太陽獨角獸     | ALCHEMISDRIVER 搭配 UNICON Ride Chemy Card 和 THE SUN Ride Chemy Card 變身的形態，為假面騎士MAJADE的基礎型態。 《假面騎士THE WINTER MOVIE GOTCHARD & GEATS 最強克米☆GOTCHA大作戰》 / 本篇第19話初登場。 身高：197.9cm 體重：70.7kg 拳擊力：7.9t 踢擊力：9.2t 跳躍力：15.8m 行動速度：7.1秒（100m） | 全身以白、銀、靛、橙色為主。             | 頭部同時具備「獨角獸」擁有治癒之力的角和「太陽」擁有灼熱之力的頭髮。 以胸口為中心，全身配備鍊金增幅玉形成鍊成陣，能調和、增幅兩隻克米的力量，隨著四肢移動變化鍊成陣可改變發動的效果。 手部同時具備能貫穿一切灼熱拳擊的攻擊力，和將目標造成的傷害治癒的治癒能力。 腳部的踢擊可踢出如角突刺同等的銳利，在纏繞紅炎時能使破壞力倍增。 披風具備在空中能控制姿勢的功能，同時能作為盾牌，輕鬆閃避和抵禦各種攻擊。 | SUN UNICORN NOVA 原文： SUN UNICORN BIG BANG NOVA 原文：     |
| MoonCerberus 月亮三頭犬   | ALCHEMISDRIVER 搭配 NEMINEMOON Ride Chemy Card 和 YOACERBERUS Ride Chemy Card 變身的形態，為假面騎士MAJADE的衍生型態。 第23話初登場。 身高：192.8cm 體重：71.3kg 拳擊力：8.9t 踢擊力：8.2t 跳躍力：16.9m 行動速度：7.3秒（100m）                                                                   | 全身以白、天藍、淡紫、品藍色為主。       | 頭部同時具備「黎明三頭犬」無死角的高警戒力和「安眠月亮」能鎮靜化的頭髮。 手臂具有擅長高速三連擊的敏捷力，鍊金寶石製的超硬質爪能對目標進行重力操控和誘發入眠效果等影響。 腳部能發揮高自由度空間機動能力，可瞬時縮短與侵入領域對象距離的瞬間爆發力，和限定的重力減輕而提升的跳躍力。 | MOON CERBERUS NOVA 原文： MOON CERBERUS BIG BANG NOVA 原文： |
| TWILIGHTMAJADE 黃昏MAJADE | MAJESTYDRIVER 搭配 TWILIGHT UNICON Ride Chemy Card 和 TWILIGHT THE SUN Ride Chemy Card 變身的形態，為假面騎士MAJADE的最終型態。 第48話初登場。 身高：197.9cm 體重：71.7kg 拳擊力：16.9t 踢擊力：19.6t 跳躍力：27.3m 行動速度：5.6秒（100m）                                                        | 全身以黑、金、白、銀、鮮紅、水藍色為主。 | 頭部同時具備「黃昏獨角獸」擁有治癒之力的角和「黃昏太陽」擁有的灼熱之力，能融入寂靜夜暗之中，在目標識別外進行隱密行動。 以胸口為中心，全身配備鍊金增幅玉形成鍊成陣，具有調和、增幅或排斥體內隱藏的光之力與暗之力，以及兩個克米的力量。 手部同時具備能貫穿一切灼熱拳擊的攻擊力，和將目標造成的傷害治癒的治癒能力。 腳部的踢擊可踢出如角突刺同等的銳利，在添加光與暗之力的鍊成後，能使特性複雜化，釋放出無法躲避的必殺技。 錬金法服寄宿著冥黑之力，能吸收同質的力量讓受到的傷害最小化，還能將吸收的冥黑之力轉換為暗之力並供應給變身者。 | TWILIGH NOVA 原文： GALACTIC NOVA 原文：                     |

### 假面騎士VALVARAD
變身者：黑鋼史帕納（替身演員：中田裕士、藤林泰也、CV：藤林泰也）
原文： / 
名稱由來：以分離、分散的日文擬聲詞「バラバラ」為由來，也延續自變身者曾經變身的特殊戰士的名字。
形態
| 形態名稱                           | 簡介 | 外觀                                                        | 能力 | 必殺技                                                      |
| Default 基本形態                   | VALVARADRIVER 搭配 MACHWHEEL Ride Chemy Card 和 DAIOHNI Ride Chemy Card 變身的形態，為假面騎士VALVARAD的基礎型態。 第21話初登場。 身高：219.9cm 體重：120.6kg 拳擊力：13.8t 踢擊力：18.6t 跳躍力：13.3m 行動速度：6.7秒（100m）                      | 全身以紫、銀、黑、白色為主。                                | 頭部装甲為硬度最高的部分，也是管理全身流動的錬成黒紫炎輸出的調節閥。 胸甲的變換爐能燃燒大氣和水等各種錬金素材，轉換成具有驚人能量的錬成黒紫炎。 寄宿鬼之力的鋼腕能揮出音速拳擊，腳部透過循跡控制來提升行動力，具有透過換檔來增強攻擊力的特性。 | 原文：                                                      |
| OrochiShovel Custom 大蛇挖土機客製 | VALVARADRIVER 搭配 GUTSSHOVEL Ride Chemy Card 和 JYAMATANOOROCHI Ride Chemy Card 變身的形態，為假面騎士VALVARAD的衍生型態。 第21話初登場。 身高：219.9cm 體重：144.8kg 拳擊力：18.4t 踢擊力：16.8t 跳躍力：9.8m 行動速度：8.9秒（100m）              | 全身以紫、金、黑、白色為主。                                | 手腕的大型鏟斗擁有強大的破壞力，甚至能夠改變地形，並能操控大蛇頸部的伸縮來追蹤並捕捉目標。 | 原文：                                                      |
| AngeCopter Custom 天使直升機客製   | VALVARADRIVER 搭配 GEKIOCOPTER Ride Chemy Card 和 ANGELEAD Ride Chemy Card 變身的形態，為假面騎士VALVARAD的衍生型態。 第22話初登場。 身高：219.9cm 體重：131.7kg 拳擊力：10.8t 踢擊力：14.5t 跳躍力：19.2m 行動速度：8.1秒（100m）                   | 全身以紫、藍、黑、白色為主。                                | 右手腕持有高速飛行能力的破魔翼弓，左手腕持有空中停滯能力的光彈天輪，擅長自動追蹤射擊、範圍攻擊等空中攻擊。 此外，能部署能廣範圍保護的能量盾等武裝。 | 原文：                                                      |
| VALVARAD黑鋼                       | VALVARADRIVER KUROGANE 搭配 METAL MACHWHEEL Ride Chemy Card 和 METAL DAIOHNI Ride Chemy Card 變身的形態，為假面騎士VALVARAD的最終型態。 第49話初登場。 身高：219.9cm 體重：111.1kg 拳擊力：26.8t 踢擊力：37.7t 跳躍力：17.5m 行動速度：5.3秒（100m） | 全身以銀、白、紫、黑色為主。                                | 頭部装甲為硬度最高的部分，也是管理全身流動的白銀炎輸出的調節閥。 右眼內建輔助AI能分析目標的性質結構，還能即時從煉金連合的資料庫和克米昇華器的情報搜尋必要資訊。 胸甲的變換爐能將變身者持有的白銀炎與大氣和水等各種鍊金素材一起燃燒，從而爆發性地增幅並供應到全身。 寄宿鬼之力的鋼腕所揮出音速拳，能在白銀炎的加持下進一步提升速度。 白銀炎使腳部得能夠常時以最高檔位運作，並以精密的牽引控制來提升精度。由此發動的攻擊擁有如鬼神般的毀滅性威力。 | OVER VALVARA BURST 原文： OVER VALVARA BREAK 原文：         |
| VALVARAD GT                        | VALVARADRIVER 搭配 DAIOHNI GT Ride Chemy Card 和 GIGANTLINER GT Ride Chemy Card 變身的形態，為假面騎士VALVARAD的特殊型態。 | 更多 ： 假面騎士GOTCHARD GRADUATIONS § 本作限定登場假面騎士 | 更多 ： 假面騎士GOTCHARD GRADUATIONS § 本作限定登場假面騎士 | 更多 ： 假面騎士GOTCHARD GRADUATIONS § 本作限定登場假面騎士 |

### 假面騎士WIND
變身者：九堂風雅（替身演員：齊藤謙也、CV：石丸幹二）
原文： / 
名稱由來：風
形態
| 形態名稱                  | 簡介 | 外觀                     | 能力 | 必殺技                                                       |
| BlackBahamut 黑色巴哈姆特 | ALCHEMISDRIVER 搭配 GIGABAHAM Ride Chemy Card 和 KUROANA Ride Chemy Card 變身的形態，為假面騎士WIND的基礎型態。 第26話初登場。 身高：213.0cm 體重：106.8kg 拳擊力：48.1t 踢擊力：60.3t 跳躍力：22.8m 行動速度：5.8秒（100m） | 全身以黑、黃、紅色為主。 | 頭部具備「千兆巴哈姆」優秀的氣流操控能力。 以胸口為中心，全身配備鍊金增幅玉形成鍊成陣，能調和、增幅兩隻克米的力量，隨著四肢移動變化鍊成陣可改變發動的效果。 披風具備如翅膀般優秀的姿勢控制能力，密度階級上升後能產生重力透鏡效應的效果，成為能扭曲任何攻擊向量的盾牌。 手部能操控氣流增加如銳利爪子般的手刀的鋒利度，並擅長用熟練的高等鍊金術鍊成能吸收一切的微型黑洞。 腳部具備操控密度階級產生浮游能力，利用氣流操控來進行靈活的空間行動。 | BLACK BAHAMUT NOVA 原文： BLACK BAHAMUT BIG BANG NOVA 原文： |

### 假面騎士LEGEND
變身者：鳳櫻・輝夜・石英（替身演員：繩田雄哉、淺井宏輔、CV：永田聖一朗）
原文： / 
名稱由來：傳說
形態
| 形態名稱                                      | 簡介 | 外觀                                                                     | 能力 | 必殺技                                                        |
| Default 基本形態                              | LEGENDRIVER 搭配 KAMEN RIDER LEGEND Rider Chemy Card 變身的形態，為假面騎士LEGEND的基礎型態。 《假面騎士GOTCHARD VS 假面騎士LEGEND》 / 本篇第33話初登場。 身高：207.1cm 體重：89.2kg 拳擊力：4.6t 踢擊力：9.2t 跳躍力：23.5m 行動速度：6.2秒（100m） | 全身以金、黑色為主。                                                     | 能自由穿梭在各個平行世界，並能與極光幕系統共有情報，瞬時獲得各平行世界的情報。 發出的聲音能以高周波子彈的形式讓物體灼熱化，甚至能粉碎10m的岩石。 胸前裝甲擁有與極光幕系統同步，將受到的攻擊傳送至別個世界的荒野，迴避重大傷害的機能。 可透過手腳上的裝備發射微波，並利用共振可獲得浮游的能力。 全身鑲有寶石的神祕裝飾能將各種個性的假面騎士姿態具現化，以豪華的風格裝飾，讓變身者能適應。 替換驅動器上的傳說騎士克米卡，可依照卡片變身成豪華假面騎士 。 | Gorgeous Attack Ride 原文：                                   |
| Gorgeous KUUGA 豪華空我                       | LEGENDRIVER 搭配 MASKED RIDER KUUGA Rider Chemy Card 變身的形態。 第33話初登場。 身高：200.0cm 體重：101.8kg 拳擊力：3.0t 踢擊力：10.0t 跳躍力：15.0m 行動速度：5.2秒（100m）                                                                        | 除了驅動器、左披肩和右裙甲以外，其餘與假面騎士空我一致。                 | 與該原本假面騎士的能力一致。 | Gorgeous Attack Ride 原文：                                   |
| 豪華顎門                                      | LEGENDRIVER 搭配 變身的形態。 第33話初登場。 身高：195.0cm 體重：97.8kg 拳擊力：7.0t 踢擊力：15.0t 跳躍力：30.0m 行動速度：5.0秒（100m） | 除了驅動器、左披肩和右裙甲以外，其餘與假面騎士顎門一致。                 | 與該原本假面騎士的能力一致。 | Gorgeous Attack Ride 原文：                                   |
| Gorgeous RYUKI 豪華龍騎                       | LEGENDRIVER 搭配 MASKED RIDER RYUKI Rider Chemy Card 變身的形態。 第33話初登場。 身高：190.0cm 體重：92.8kg 拳擊力：10.0t 踢擊力：20.0t 跳躍力：35.0m 行動速度：5.0秒（100m）                                                                        | 除了驅動器、左披肩和右裙甲以外，其餘與假面騎士龍騎一致。                 | 與該原本假面騎士的能力一致。 | Gorgeous Attack Ride 原文：                                   |
| Gorgeous Faiz 豪華Faiz                        | LEGENDRIVER 搭配 MASKED RIDER FAIZ Rider Chemy Card 變身的形態。 第33話初登場。 身高：186.0cm 體重：93.8kg 拳擊力：2.5t 踢擊力：5.0t 跳躍力：35.0m 行動速度：5.8秒（100m）                                                                           | 除了驅動器、左披肩和右裙甲以外，其餘與假面騎士Faiz一致。                 | 與該原本假面騎士的能力一致。 | Gorgeous Attack Ride 原文：                                   |
| Gorgeous Blade 豪華劍                         | LEGENDRIVER 搭配 MASKED RIDER BLADE Rider Chemy Card 變身的形態。 第33話初登場。 身高：201.0cm 體重：103.8kg 拳擊力：2.8t 踢擊力：4.8t 跳躍力：33.0m 行動速度：5.7秒（100m）                                                                         | 除了驅動器、左披肩和右裙甲以外，其餘與假面騎士劍一致。                   | 與該原本假面騎士的能力一致。 | Gorgeous Attack Ride 原文：                                   |
| Gorgeous HIBIKI 豪華響鬼                      | LEGENDRIVER 搭配 MASKED RIDER HIBIKI Rider Chemy Card 變身的形態。 第33話初登場。 身高：222.0cm 體重：158.8kg 拳擊力：20.0t 踢擊力：40.0t 跳躍力：75.0m 行動速度：3.0秒（100m）                                                                      | 除了驅動器、左披肩和右裙甲以外，其餘與假面騎士響鬼一致。                 | 與該原本假面騎士的能力一致。 | Gorgeous Attack Ride 原文：                                   |
| 豪華Kabuto                                    | LEGENDRIVER 搭配 變身的形態。 第33話初登場。 身高：195.0cm 體重：97.8kg 拳擊力：3.0t 踢擊力：7.0t 跳躍力：37.0m 行動速度：5.8秒（100m） | 除了驅動器、左披肩和右裙甲以外，其餘與假面騎士KABUTO一致。               | 與該原本假面騎士的能力一致。 | Gorgeous Attack Ride 原文：                                   |
| Gorgeous DEN-O 豪華電王                       | LEGENDRIVER 搭配 MASKED RIDER DEN-O Rider Chemy Card 變身的形態。 | 更多 ： 假面騎士GOTCHARD VS 假面騎士LEGEND § 本作登場假面騎士            | 更多 ： 假面騎士GOTCHARD VS 假面騎士LEGEND § 本作登場假面騎士 | 更多 ： 假面騎士GOTCHARD VS 假面騎士LEGEND § 本作登場假面騎士 |
| 豪華KIVA                                      | LEGENDRIVER 搭配 變身的形態。 第33話初登場。 身高：200.0cm 體重：100.8kg 拳擊力：6.0t 踢擊力：8.0t 跳躍力：85.0m 行動速度：6.5秒（100m） | 除了驅動器、左披肩和右裙甲以外，其餘與假面騎士KIVA一致。                 | 與該原本假面騎士的能力一致。 | Gorgeous Attack Ride 原文：                                   |
| Gorgeous Decade 豪華Decade                    | LEGENDRIVER 搭配 MASKED RIDER DECADE Rider Chemy Card 變身的形態。 | 更多 ： 假面騎士GOTCHARD VS 假面騎士LEGEND § 本作登場假面騎士            | 更多 ： 假面騎士GOTCHARD VS 假面騎士LEGEND § 本作登場假面騎士 | 更多 ： 假面騎士GOTCHARD VS 假面騎士LEGEND § 本作登場假面騎士 |
| Legendary Legend 傳奇LEGEND                   | LEGEND KAMEN RISER 搭配 KAMEN RIDER LEGENDARY LEGEND Rider Chemy Card 後，裝置於 LEGENDRIVER 上變身的形態，為假面騎士LEGEND的最終型態。 第33話初登場。 身高：212.2cm 體重：98.6kg 拳擊力：9.8t 踢擊力：20.1t 跳躍力：37.6m 行動速度：4.3秒（100m）   | 全身以金、黑、品紅色為主，頸戴一個插著27張傳說騎士駕馭克米卡的黃金襞襟。 | 頸上的光環形襞襟能以極光幕系統為中心，吸收全世界的痛苦等負面能量轉化為超群的能量。 全身鑲有寶石的神祕裝飾能將各種個性的假面騎士姿態具現化，以豪華的風格裝飾，讓變身者能適應。 替換昇華器上的傳說騎士克米卡，可依照卡片變身成該豪華假面騎士的最終形態。 | Legend Final Attack Ride 原文：                               |
| Gorgeous Build Genius Form 豪華Build 天才形態 | LEGEND KAMEN RISER 搭配 KAMEN RIDER BUILD GENIUS FORM Rider Chemy Card 後，裝置於 LEGENDRIVER 上變身的形態。 第34話初登場。 身高：196.4cm 體重：110.6kg 拳擊力：55.7t 踢擊力：61.1t 跳躍力：86.3m 行動速度：0.9秒（100m）                            | 除了驅動器、胸前裝飾和右裙甲以外，其餘與假面騎士Build 天才形態一致。     | 與該原本假面騎士的能力一致。 | Legend Final Attack Ride 原文：                               |
| 豪華Decade 完全型態                           | LEGEND KAMEN RISER 搭配 MASKED RIDER DECADE COMPLETE FORM Rider Chemy Card 後，裝置於 LEGENDRIVER 上變身的形態。 第34話初登場。 身高：199.0cm 體重：107.0kg 拳擊力：12.0t 踢擊力：16.0t 跳躍力：50.0m 行動速度：4.0秒（100m）                        | 除了驅動器、胸前裝飾和右裙甲以外，其餘與假面騎士Decade 完全型態一致。    | 與該原本假面騎士的能力一致。 | Legend Final Attack Ride 原文：                               |
| Gorgeous ZERO-TWO 豪華ZERO-TWO                | LEGEND KAMEN RISER 搭配 KAMEN RIDER ZERO-TWO Rider Chemy Card 後，裝置於 LEGENDRIVER 上變身的形態。 第34話初登場。 身高：200.0cm 體重：107.1kg 拳擊力：62.0t 踢擊力：120.0t 跳躍力：200.0m 行動速度：0.2秒（100m）                                   | 除了驅動器、胸前裝飾和右裙甲以外，其餘與假面騎士ZERO-TWO一致。           | 與該原本假面騎士的能力一致。 | Legend Final Attack Ride 原文：                               |
| 豪華Grand ZI-O                                | LEGEND KAMEN RISER 搭配 KAMEN RIDER GRAND ZI-O Rider Chemy Card 後，裝置於 LEGENDRIVER 上變身的形態。 第35話初登場。 身高：208.5cm 體重：125.0kg 拳擊力：55.8t 踢擊力：129.2t 跳躍力：146.6m 行動速度：0.4秒（100m）                                 | 除了驅動器、胸前裝飾和右裙甲以外，其餘與假面騎士Grand ZI-O一致。         | 與該原本假面騎士的能力一致。 | Legend Final Attack Ride 原文：                               |

### 假面騎士ZEIN
（替身演員：齊藤謙也、CV：大川透）
原文： / 
名稱由來：善意
形態
| 形態名稱         | 簡介 | 外觀                       | 能力 | 必殺技                                                                  |
| Default 基本形態 | 搭配 變身的形態。 《假面騎士Outsiders》 / 本篇第33話初登場。 身高：209.9cm 體重：90.3kg 拳擊力：51.2t 踢擊力：109.0t 跳躍力：77.3m 行動速度：0.5秒（100m） | 全身以白、金、水藍色為主。 | 胸部裝甲擁有隨著目標的邪惡指數增加而逐步解除限制器的功能。 手腕裝甲搭載武器管制輔助系統，兼容所有假面騎士的武器，將各種武裝操作簡略化。 大腿裝甲內藏能量障壁產生裝置，操控電荷覆蓋在全身裝甲表面，以反作用力來抵禦物理攻擊，並能利用在脛部裝甲上操控斥力與引力來強化跳躍力與動作高速化。 披風內建照射成型機，可從ZEIN卡片上讀取的情報來瞬間獲得武裝道具。 | Justice Order 原文： 消耗ZEIN卡片，使用刻在該卡片上的假面騎士的必殺技。 |

### 假面騎士ELD
變身者：格里昂（替身演員：齊藤謙也、CV：鎌苅健太）
原文： / 
名稱由來：黃金國（エルドラード、El Dorado）一詞中取前三個音。
形態
| 形態名稱         | 簡介 | 外觀                     | 能力 | 必殺技                                       |
| Default 基本形態 | ELDORADRIVER 搭配 ELDRAGON Ride Chemy Card 變身的形態，為假面騎士ELD的基礎型態。 第49話初登場。 身高：213.5cm 體重：187.3kg 拳擊力：99.9t 踢擊力：99.9t 跳躍力：99.9m 行動速度：0.9秒（100m） | 全身以金、粉、黑色為主。 | 頭部右側角具有出色的空間掌握能力，左側角能使用占星鍊金術預測未來，中央角掌握所有儲存其中所有的鍊金術相關知識。 將至高的鍊成工具「賢者之石」作為人造人的心臟來運作，理論上獲得了不死的能力。 身體與純金結合為一體，排除腐蝕和劣化等一切狀態變化，從而獲得了永恆性。 賢者之石的碎片被安置在全身各部位，隨著頭部和四肢的動作變化而改變鍊成陣的構成，顯現出超自然的力量。 能利用賢者之石源源不絕產生的鍊金靈液與血液交換進行無限能量供給。 全身套裝借助賢者之石碎片的力量，能從無到有製造任何事物，並能將任何物質轉變成黃金。 利用黃金優異的導電特性，鍊成大量的電擊纏繞全身，產生理想的身體能力，並能將踢擊的破壞力提升到驚人的程度。 翅膀能進行極超音速飛行，輕微拍動產生的衝擊波能消除大多數物體。 | El Absolute 原文： Ul Eldorado Crisis 原文： |

### 假面騎士DREAD
變身者：鶴原錆丸 / 拉克西斯 / 克洛托 / 湊 / 亞特羅波斯 / 格里昂（替身演員：繩田雄哉、CV：- / 坂卷有紗 / 宮原華音 / 熊木陸斗 / 沖田絃乃 / 鎌苅健太）
原文： / 
名稱由來：恐懼
形態
| 形態名稱       | 簡介 | 外觀                                   | 能力 | 必殺技                                                                                          |
| Type Zero 零式 | DREADRIVER 搭配 REPLI STEAMLINER Chemy Card 變身的形態，為假面騎士DREAD的基礎型態。 第12話初登場。 身高：210.9cm 體重：124.4kg 拳擊力：14.2t 踢擊力：18.4t 跳躍力：15.7m 行動速度：6.1秒（100m）                                                       | 全身以黑、黃、紅色為主。               | 頭部和全身具備使用「複製蒸汽列車」鍊成的極具堅固骨骼和超耐壓構造。 身體中的熔煉爐能使用複製克米卡的力量和萬物作為鍊金素材燃燒來轉換為驚人的破壞能量。 可使用「複製壯烈武士道」鍊成專用刀「血腥AB」，使用「複製子彈蹦蹦」鍊成專用雙槍「血腥BB」。 | DREAD BREAKING 原文： BLOOD RAIN 原文： BLOOD SACRIFICE 原文：                                  |
| Type One 壹式  | DREADRIVER 搭配 REPLI STEAMLINER Chemy Card 和 REPLI UNICON Chemy Card 變身的形態，為假面騎士DREAD的強化型態。 第24話初登場。 身高：212.9cm 體重：141.1kg 拳擊力：26.1t 踢擊力：42.1t 跳躍力：30.2m 行動速度：4.6秒（100m）                            | 全身以黑、銀、金、黃、紅色為主。       | 頭部具備從「複製獨角獸」奪取的治癒之力。 強化裝甲能控制力量，擅長凝縮破壞能量，大幅提升各種攻擊的效率，使戰鬥效率最大化，並能作為抵禦所有攻擊的盾牌。 可使用「複製獨角獸」鍊成專用劍「血腥UC」，能使用該武器在尖端凝縮破壞能量後使出突刺技。 | DREAD BREAKING 原文： BLOOD RAIN 原文： BLOOD SACRIFICE 原文：                                  |
| Type Two 貳式  | DREADRIVER 搭配 REPLI STEAMLINER Chemy Card 和 REPLI DAIOHNI Chemy Card 變身的形態，為假面騎士DREAD的強化型態。 第27話初登場。 身高：211.8cm 體重：149.4kg 拳擊力：35.0t 踢擊力：35.9t 跳躍力：18.2m 行動速度：5.8秒（100m）                           | 全身以黑、緋紅、金、黃、紅色為主。     | 頭部具備從「複製大王鬼」奪取能冷靜地觀察對手找出弱點並攻擊的能力。 強化裝甲能解放憤怒來麻木疼痛感和疲勞感的「鬼化」力量，發揮超越身體界限的超怪力和傷害耐性，同時在各部位具備能增加格鬥戰破壞力的大小角。 可使用「複製大王鬼」鍊成專用金棒「血腥DO」。 | DREAD BREAKING 原文： BLOOD RAIN 原文： BLOOD SACRIFICE 原文：                                  |
| Type Three 式  | DREADRIVER 搭配 REPLI STEAMLINER Chemy Card 、REPLI UNICON Chemy Card 和 REPLI DAIOHNI Chemy Card 變身的形態，為假面騎士DREAD的強化型態。 第27話初登場。 身高：212.9cm 體重：166.1kg 拳擊力：47.1t 踢擊力：59.6t 跳躍力：32.7m 行動速度：4.3秒（100m） | 全身以黑、銀、緋紅、金、黃、紅色為主。 | 頭部同時具備從「複製獨角獸」奪取的治癒之力和「複製大王鬼」奪取能冷靜地觀察對手找出弱點並攻擊的能力。 右側強化裝甲能控制力量，擅長凝縮破壞能量，大幅提升各種攻擊的效率，使戰鬥效率最大化，並能作為抵禦所有攻擊的盾牌。 左側強化裝甲能解放憤怒來麻木疼痛感和疲勞感的「鬼化」力量，發揮超越身體界限的超怪力和傷害耐性，同時在各部位具備能增加格鬥戰破壞力的大小角。 可同時使用專用劍「血腥UC」和專用金棒「血腥DO」。 | DREAD PUNISHMENT 原文： BLOOD EXECUTION 原文： OVER CATASTROPHE 原文：                          |
| Type End 終式  | DREADRIVER 搭配 REPLI GIGANTLINER Chemy Card 變身的形態，為假面騎士DREAD的最終型態。 最終舞台劇初登場。 | 全身以酒紅、藍、黑、金色為主。         | 擁有能召喚DREAD騎兵和冥黑王的能力，並能弱化所有鍊金術相關的力量。 | DREAD PUNISHMENT 原文： 此型態所屬的必殺騎士踢。 BLOOD EXECUTION 原文： OVER CATASTROPHE 原文： |

### 其他假面騎士（本篇以外作品）

#### 假面騎士DORADO
變身者：格里昂（替身演員：齊藤謙也、CV：鎌苅健太）
原文： / 
名稱由來：黃金國
形態
| 形態名稱         | 簡介                                         | 外觀                                                                       | 能力                                                                       | 必殺技                                                                     |
| Default 基本形態 | ELDORADRIVER 搭配 Dark Ether Card 變身的形態 | 更多 ： 假面騎士GOTCHARD The Future Daybreak § 本作限定登場假面騎士 / 形態 | 更多 ： 假面騎士GOTCHARD The Future Daybreak § 本作限定登場假面騎士 / 形態 | 更多 ： 假面騎士GOTCHARD The Future Daybreak § 本作限定登場假面騎士 / 形態 |

#### DREAD騎兵
變身者：無
原文： / 
名稱由來：恐懼 + 騎兵，意指該騎士給人的恐懼感就像組織一支軍隊一樣，不停地擴大。
形態
| 形態名稱       | 簡介                                                   | 外觀                                                                       | 能力                                                                       | 必殺技                                                                     |
| Type Army 軍式 | 僅使用DREADRIVER（MP）鍊成的形態。                     | 更多 ： 假面騎士GOTCHARD The Future Daybreak § 本作限定登場假面騎士 / 形態 | 更多 ： 假面騎士GOTCHARD The Future Daybreak § 本作限定登場假面騎士 / 形態 | 更多 ： 假面騎士GOTCHARD The Future Daybreak § 本作限定登場假面騎士 / 形態 |
| Type Zero 零式 | DREADRIVER 搭配 REPLI STEAMLINER Chemy Card 變身的形態 | 更多 ： 假面騎士GOTCHARD The Future Daybreak § 本作限定登場假面騎士 / 形態 | 更多 ： 假面騎士GOTCHARD The Future Daybreak § 本作限定登場假面騎士 / 形態 | 更多 ： 假面騎士GOTCHARD The Future Daybreak § 本作限定登場假面騎士 / 形態 |
| Type One 壹式  | DREADRIVER 搭配 未知 Ride Chemy Card 變身的形態        | 更多 ： 假面騎士GOTCHARD The Future Daybreak § 本作限定登場假面騎士 / 形態 | 更多 ： 假面騎士GOTCHARD The Future Daybreak § 本作限定登場假面騎士 / 形態 | 更多 ： 假面騎士GOTCHARD The Future Daybreak § 本作限定登場假面騎士 / 形態 |
| Type Two 貳式  | DREADRIVER 搭配 未知 Ride Chemy Card 變身的形態        | 更多 ： 假面騎士GOTCHARD The Future Daybreak § 本作限定登場假面騎士 / 形態 | 更多 ： 假面騎士GOTCHARD The Future Daybreak § 本作限定登場假面騎士 / 形態 | 更多 ： 假面騎士GOTCHARD The Future Daybreak § 本作限定登場假面騎士 / 形態 |
| Type Three 式  | DREADRIVER 搭配 未知 Ride Chemy Card 變身的形態        | 更多 ： 假面騎士GOTCHARD The Future Daybreak § 本作限定登場假面騎士 / 形態 | 更多 ： 假面騎士GOTCHARD The Future Daybreak § 本作限定登場假面騎士 / 形態 | 更多 ： 假面騎士GOTCHARD The Future Daybreak § 本作限定登場假面騎士 / 形態 |

## 本作登場其他騎士

### VALVARAD
變身者：黑鋼史帕納 / 拉克西斯（替身演員：今井靖彥（第3 - 7話） → 中田裕士（第8 - 17、49話） / 宮澤雪（第33、40話）、CV：藤林泰也 / 坂卷有紗）
原文： / 
名稱由來：以分離、分散的日文擬聲詞「バラバラ」為由來。
- 該戰士的造型由PLEX公司的團隊所設計[32]。

形態
| 形態名稱                               | 簡介 | 外觀                                                                     | 能力 | 必殺技               |
| Default 基本形態                       | VALVARUSHER 搭配 MADWHEEL Ride Chemy Card 強化鍊成的形態，為VALVARAD的基礎型態。 第3話初登場。 身高：213.0cm 體重：113.8kg 拳擊力：8.1t 踢擊力：9.8t 跳躍力：12.3m 行動速度：7.3秒（100m）                                           | 全身以紫、銀、白、黑色為主。                                             | 將「瘋狂戰輪」克米再鍊成而獲得爆發性的力量和突破力。 手部透過鋼鐵化鍊成鋼鐵筋肉，血液可與特殊鍊成油「V.V.R.」進行交換來展現出遠超於常人的強度與腕力。 腳部持有「瘋狂戰輪」克米優越的突破力，在崎嶇道路上也能高速行動，並且能傳遞強大的迴轉力，使踢擊的破壞力飛躍性提升。         | VALVARA Break 原文： |
| Gutsshovel Custom 毅力挖土機客製       | 變身狀態下搭配 GUTSSHOVEL Ride Chemy Card 強化鍊成的形態，為VALVARAD的衍生型態。 第3話初登場。 身高：213.0cm 體重：166.6kg 拳擊力：13.5t 踢擊力：9.8t 跳躍力：7.2m 行動速度：10.1秒（100m）                                          | 全身以紫、銀、白、黑色為主。 左手武裝以黃色為主。                        | 將「毅力挖土機」克米再鍊成而獲得超強扭矩和挖掘能力，左手能展開氣場挖土機，一次最多能挖掘20台挖土機的量。 | VALVARA Break 原文： |
| Gekiocopter Custom 暴怒直升機客製      | 變身狀態下搭配 GEKIOCOPTER Ride Chemy Card 強化鍊成的形態，為VALVARAD的衍生型態。 第4話初登場。 身高：213.0cm 體重：135.1kg 拳擊力：9.3t 踢擊力：9.8t 跳躍力：11.2m 行動速度：9.6秒（100m）                                          | 全身以紫、銀、白、黑色為主。 右手武裝以淺藍色為主。                      | 將「暴怒直升機」克米再鍊成而獲得使用旋翼飛行和砲擊戰能力，可以透過飛行急襲目標，並在靜止飛行時從高處射擊，旋翼本身也能在战斗时进行防御以及切割敌人。 | VALVARA Break 原文： |
| Tri Custom 三重客製                    | 變身狀態下搭配 GUTSSHOVEL Ride Chemy Card 和 GEKIOCOPTER Ride Chemy Card 多重鍊成的重層強化型形態，為VALVARAD的衍生型態。 第9話初登場。 身高：213.0cm 體重：187.9kg 拳擊力：13.5t 踢擊力：9.8t 跳躍力：6.1m 行動速度：12.4秒（100m） | 全身以紫、銀、白、黑色為主。 左手武裝以黃色為主。 右手武裝以淺藍色為主。 | 將「毅力挖土機」克米再鍊成而獲得超強扭矩和挖掘能力，和 「暴怒直升機」克米再鍊成而獲得使用旋翼飛行和砲擊戰能力。 | VALVARA Break 原文： |
| Default(Lachesis) 基本形態（拉克西斯） | VALVARUSHER(LACHESIS) 搭配 REPLI MADWHEEL Ride Chemy Card 強化鍊成的形態，為VALVARAD(LACHESIS)的基礎型態。 第33話初登場。 身高：203.0cm 體重：84.4kg 拳擊力：11.0t 踢擊力：8.0t 跳躍力：14.1m 行動速度：7.1秒（100m）                | 全身以紫、銀、白、黑、青色為主。                                         | 將「複製瘋狂戰輪」克米再鍊成而獲得爆發性的力量和突破力。 手部透過鋼鐵化鍊成鋼鐵筋肉，血液可與特殊鍊成油「V.V.R.」進行交換來展現出遠超於常人的強度與腕力。 腳部持有「複製瘋狂戰輪」克米優越的突破力，在崎嶇道路上也能高速行動，並且能傳遞強大的迴轉力，使踢擊的破壞力飛躍性提升。 | VALVARA Break 原文： |

## 輔助工具

### 變身道具
- GOTCHARD驅動器

原文： /  GOTCHARDRIVER 
音效：小西克幸
假面騎士GOTCHARD所使用的變身腰帶。
在九堂風雅製造出驅動器後，將蛋龍裝置在驅動器中，讓蛋龍從驅動器中來看見世界。
變身：在腰帶前端介面的左右兩側插槽中分別插入Ride Chemy Card後，拉開腰帶左右兩側拉桿就能進行變身。
必殺技：變身狀態下將兩側拉桿推回後，再次拉開發動必殺技。
- GOTCHARD驅動器（寶太郎 Ver.）

原文： /  GOTCHARDRIVER（HOUTARO VERSION） 
音效：小西克幸
一之瀨寶太郎所鍊成的驅動器，假面騎士GOTCHARD所使用的變身腰帶。
能使用蘊含所有克米力量的究極克米卡進行超多重鍊成。
變身：在腰帶前端介面的左右兩側插槽中分別插入ULTIMA Chemy Card後，拉開腰帶左右兩側拉桿就能進行變身。
必殺技：變身狀態下將兩側拉桿推回後，再次拉開發動必殺技。
- GOTCHARD驅動器（DAYBREAK Ver.）

原文： /   
音效：小西克幸
假面騎士GOTCHARD DAYBREAK所使用的變身腰帶。
變身：在腰帶前端介面的左右兩側插槽中分別插入DAYBREAK Chemy Card後，拉開腰帶左右兩側拉桿就能進行變身。
必殺技：變身狀態下將兩側拉桿推回後，再次拉開發動必殺技。
- 鍊金驅動器

原文： /  ALCHEMISDRIVER 
音效：小西克幸&東雲はる
九堂風雅以GOTCHARD驅動器為基礎所製造的道具，假面騎士MAJADE與假面騎士WIND所使用的變身腰帶。
變身：
假面騎士MAJADE：將鍊金戒指感應腰帶上方的感應處一次，在腰帶前端介面的左右兩側插槽中分別插入Ride Chemy Card後，拉開腰帶左右兩側拉桿就能進行變身。
假面騎士WIND：將鍊金戒指感應腰帶上方的感應處二次，在腰帶前端介面的左右兩側插槽中分別插入Ride Chemy Card後，拉開腰帶左右兩側拉桿就能進行變身。
必殺技：變身狀態下將戒指感應腰帶上方的感應處，腰帶兩側拉桿推回後，再次拉開發動必殺技。
變身狀態下將戒指感應腰帶上方的感應處二次，腰帶兩側拉桿推回後，再次拉開發動超必殺技。
- 威嚴驅動器

原文： /  MAJESTYDRIVER 
音效：小西克幸&東雲はる
九堂凜音利用亞特羅波斯的吹氣陀螺上殘留的力量鍊成約定鍊金戒指後，使得鍊金驅動器進化而成的驅動器，假面騎士MAJADE所使用的變身腰帶。
驅動器能將駕馭克米卡重鍊成黃昏克米卡。
變身：將鍊金戒指感應腰帶上方的感應處二次，在腰帶前端介面的左右兩側插槽中分別插入TWILIGHT Chemy Card後，拉開腰帶左右兩側拉桿就能進行變身。
必殺技：變身狀態下將戒指感應腰帶上方的感應處，腰帶兩側拉桿推回後，再次拉開發動必殺技。
變身狀態下將戒指感應腰帶上方的感應處二次，腰帶兩側拉桿推回後，再次拉開發動超必殺技。
變身狀態下將兩側拉桿推回，將戒指感應腰帶上方的感應處二次，替換驅動器中的卡片後，拉開拉桿發動卡片必殺技。
- VALVARAD驅動器

原文： / VALVARADRIVER
音效：小西克幸
枝見鏡花以GOTCHARD驅動器為基礎，並融入錬金連合培育的技術，以GOTCHAR點火器和鍊金驅動器的實際數據進行最終調整後所製造的道具，假面騎士VALVARAD所使用的變身腰帶。
第47話在與寶太郎的決鬥中，因不敵GOTCHARD的力量而被其破壞。
於完結篇《假面騎士GOTCHARD GRADUATIONS》在眾人與烏洛波羅斯戰鬥時由枝見鏡花將該損毀的驅動器修復並強化，而後交給史帕納使用。
變身：在腰帶前端介面的左右兩側插槽中分別插入Ride Chemy Card後，拉開腰帶左右兩側拉桿就能進行變身。
必殺技：變身狀態下將兩側拉桿推回後，再次拉開發動必殺技。
- VALVARAD驅動器黑鋼

原文： / 
音效：小西克幸
黑鋼史帕納根據過去的經驗和自身的特性，為自己量身打造的獨一無二的特殊錬成道具，假面騎士VALVARAD所使用的變身腰帶。
於完結篇《假面騎士GOTCHARD GRADUATIONS》中該驅動器在與烏洛波羅斯決戰中被破壞。
驅動器能將駕馭克米卡重鍊成金屬克米卡。
變身：在腰帶前端介面的左右兩側插槽中分別插入METAL Chemy Card後，拉開腰帶左右兩側拉桿就能進行變身。
必殺技：變身狀態下將兩側拉桿推回後，再次拉開發動必殺技。
變身狀態下將兩側拉桿推回並將面板閉合，並將面板兩側上的板機向下扳動後，拉開拉桿發動超必殺技。
變身狀態下將兩側拉桿推回，替換驅動器中的卡片後，拉開拉桿發動卡片必殺技。
- VALVARUSHER

原文： / 
音效：小西克幸
黑鋼史帕納所製作的特殊鍊金道具，也是VALVARAD的變身道具，外觀如板手般的劍型武器，具備射擊、斬擊兩種武器功能。
變身：按下劍柄前端的按鈕將插槽展開，於插槽插入載具屬性的Ride Chemy Card後置回，按下劍柄上的扳機就能進行變身。
必殺技：轉動劍柄上的螺絲釘，按下劍柄上的扳機發動必殺技；或是於插槽插入載具屬性以外的Ride Chemy Card後置回，按下劍柄上的扳機發動必殺技。
- VALVARUSHER（拉克西斯）

原文： / 
音效：小西克幸
枝見鏡花所製作的VALVARUSHER複製品，作為強化拉克西斯戰力使用，同樣具有變身的功能。
變身：與VALVARUSHER相同。
必殺技：與VALVARUSHER相同。
- DREAD驅動器

原文： / 
音效：置鮎龍太郎
冥黑三姊妹透過鍊金術所創造出來的人類惡意結晶，也是假面騎士DREAD及DREAD騎兵所使用的變身腰帶。
可藉由消耗複製克米卡進行多重鍊成。
第13話更得知低等級的鍊金術師無法駕馭DREAD驅動器，甚至有因使用多次而消耗生命的代價。
變身：在腰帶上方掃描複製克米卡並插入插槽後，將腰帶中央的拉桿向左拉開就能進行變身。
必殺技：將拉桿扳回中央後，再次向左側拉開發動必殺技。
掃描卡片插入腰帶右側插槽，拉桿扳回中央後，再次向左側拉開發動必殺技。
掃描四枚以上卡片插入腰帶右側插槽，拉桿扳回中央後，再次向左側拉開發動超必殺技。
- LEGEND驅動器

原文： / 
- ZEIN驅動器

原文： / 
- 黃金國驅動器

原文： / 

### 專屬武裝
- GOTCHA充能槍

原文： /  GOTCHARGEGUN 
假面騎士GOTCHARD和假面騎士GOTCHARD DAYBREAK所使用的銃型鍊成武器。
在未置入Ride Chemy Card的狀態下就能發動攻擊，更能透過掃描及置入Ride Chemy Card，發動連射必殺技，最大能連射30枚。
- GOTCHA龍捲風

原文： /  GOTCHATORNADO 
假面騎士GOTCHARD和假面騎士GOTCHARD DAYBREAK所使用的劍弓型鍊成武器。
可使用武器前端刀身使出斬擊和拉動拉桿進行射擊，在置入Ride Chemy Card後能發動斬擊或射擊必殺技。
原文： /   
假面騎士GOTCHARD所使用的劍型強化道具，可變成腰帶裝置模式裝置在GOTCHARD驅動器上。
為UFO-X授予寶太郎「純白之劍」變化而成。
在背側插槽置入Ride Chemy Card後按下扳機能發動必殺技。
變形成腰帶裝置模式與GOTCHARD驅動器組合，在上方插槽置入Ride Chemy Card後，拉開腰帶左右兩側拉桿就能進行變身。
- VALVARUSHER

原文： /  VALVARUSHER 
- VALVARUSHER（拉克西斯）

原文： / 
- 血腥AB

原文： /  BLOODY AB 
假面騎士DREAD所使用的刀，為掠奪「複製壯烈武士道」的力量鍊成的刀型武器。
- 血腥BB

原文： /  BLOODY BB 
假面騎士DREAD所使用的雙槍，為掠奪「複製子彈蹦蹦」的力量鍊成的銃型武器。
- 血腥UC

原文： /  BLOODY UC 
假面騎士DREAD所使用的劍，為掠奪「複製獨角獸」的力量鍊成的劍型武器。
- 血腥DO

原文： /  BLOODY DO 
假面騎士DREAD所使用的鐵棒，為掠奪「複製大王鬼」的力量鍊成的棒型武器。
- LEGEND駕馭麥格農

原文： /  LEGEND RIDE MAGNUM 
原文： /  LEGEND KAMEN RISER 
假面騎士LEGEND所使用的銃型強化道具。
置入傳說騎士克米卡扣下扳機，將握把向槍身方向扳動後，裝置在LEGEND驅動器上就能進行變身。
在置入傳說騎士克米卡扣下扳機2次，或從驅動器上取下變換為銃模式能發動必殺技。

### 其他道具
- GOTCHARD抽卡夾

原文： / 
置於手腕上，用於收納Ride Chemy Card的卡盒型道具，最大可收納10張。
- VALVARAD抽卡帶扣

原文： / 
VALVARAD的腰帶，配件附有用於收納Ride Chemy Card的卡盒型道具，最大可收納20張。
- 克米昇華器

原文： / 
具有能搜索、捕獲、召喚克米的鍊金工具。
此外，也能部分鍊成克米所具有的固有能力。
特級特工可持有特別版本的克米昇華器，具有同時對3隻克米搜索、捕獲、召喚的功能。
- GOTCHANKO收藏板

原文： / 
收納Ride Chemy Card的收藏板，每個插槽都可收納10張，最大可收納100張。
另外，摺疊起來可作為收納盒使用。
- 克米智慧型手機

原文： / 
等級8人造產物型克米。
模仿智慧型手機搭載各式各樣的機能，能在克米模式和給人類使用的手機模式之間任意切換。
- GOTCHAR點火器

原文： / 
GOTCHARD驅動器的強化道具，能變身成假面騎士烈焰GOTCHARD。
為幼小的一之瀨寶太郎與克米的心意相通後鍊成出的護目鏡，被現代的寶太郎再鍊成出的道具，使用效果也與假面騎士GOTCHARD DAYBREAK不同。
將點火器前端的啟動裝置向下扳動，並與GOTCHARD驅動器組合，在腰帶左右兩側插槽中分別插入Ride Chemy Card後，拉開腰帶左右兩側拉桿就能進行變身。
另外有著過熱而無法連續使用的副作用。
- 十列車

原文： / 
寶太郎運用古代鍊金術將蒸汽列車再鍊成後的等級10載具型克米。
與GOTCHARD驅動器連結後能讓人類和克米進行混合鍊成。
- 交錯蝗蟲

原文： / 
寶太郎的鼓舞與10隻等級10克米所託付的力量再鍊成的等級10昆蟲型克米。
在搭乘與GOTCHARD驅動器連結的十列車後能鍊成假面騎士白金GOTCHARD。
- 彩虹龍

原文： / 
從寄宿在寶太郎體內的蛋誕生的第101隻克米，不屬於任何屬性和等級的幻之存在。
與GOTCHARD驅動器合體後能變身成假面騎士彩虹GOTCHARD。
擁有使用彩虹吐息讓克米變成彩虹克米的能力。

### 駕具
- 機車

| 名稱         | 簡介 | 外觀                     | 備註                                                                        |
| 黃金衝刺     | 初次登場話數：第2話 全長：2.023m 全寬：0.880m 全高：1.560m 乾燥重量：248kg 馬力：202.3ps（148.8kw） 最高時速：265km/h  | 全身以金、黑色為主       | 載具型克米的一種。 原型車為HONDA CRF1100L Africa Twin Adventure Sports ES。 |
| 破曉黃金衝刺 | 初次登場話數：第17話 全長：2.023m 全寬：0.880m 全高：1.560m 乾燥重量：248kg 馬力：244.7ps（179.9kw） 最高時速：320km/h | 全身配色與黃金衝刺相似。 | 載具型克米的一種。                                                          |

### 駕馭克米卡（Ride Chemy Card）
Ride Chemy Card一覽 
| 英文名稱           | 日文名稱         | 中文名稱     | 卡片屬性              | 等級數字                                                                     | 備註 |                                                                              |
| ------------------ | ---------------- | ------------ | --------------------- | ---------------------------------------------------------------------------- | --- | ---------------------------------------------------------------------------- |
| HOPPER1            |                  | 蝗蟲1        | 昆蟲 （INSECT）       | 1                                                                            | 存放蝗蟲型克米的卡片。 |                                                                              |
| PIKAHOTARU         |                  | 閃光螢火蟲   | 昆蟲 （INSECT）       | 2                                                                            | 存放螢火蟲型克米的卡片。 |                                                                              |
| GENGENCHOUCHO      |                  | 奇妙蝴蝶     | 昆蟲 （INSECT）       | 3                                                                            | 存放蝴蝶型克米的卡片。 |                                                                              |
| BAKUONZEMI         |                  | 爆音蟬       | 昆蟲 （INSECT）       | 4                                                                            | 存放蟬型克米的卡片。 |                                                                              |
| ANTROOPER          |                  | 螞蟻騎兵     | 昆蟲 （INSECT）       | 5                                                                            | 存放螞蟻型克米的卡片。 |                                                                              |
| GREATONBO          |                  | 卓越蜻蜓     | 昆蟲 （INSECT）       | 6                                                                            | 存放蜻蜓型克米的卡片。 |                                                                              |
| STAGVINE           |                  | 藤蔓鍬形蟲   | 昆蟲 （INSECT）       | 7                                                                            | 存放鍬形蟲型克米的卡片。 |                                                                              |
| KAISERBEE          |                  | 凱薩蜜蜂     | 昆蟲 （INSECT）       | 8                                                                            | 存放蜜蜂型克米的卡片。 |                                                                              |
| KAMANTIS           |                  | 鐮刀螳螂     | 昆蟲 （INSECT）       | 9                                                                            | 存放螳螂型克米的卡片。 |                                                                              |
| BEETLX             |                  | 甲蟲X        | 昆蟲 （INSECT）       | 10                                                                           | 存放獨角仙型克米的卡片。 |                                                                              |
| CROSSHOPPER        |                  | 交錯蝗蟲     | 昆蟲 （INSECT）       | 10                                                                           | 存放蝗蟲型克米的卡片。 此卡為蝗蟲1接收到寶太郎的鼓舞和10隻等級10克米賦予的力量變化而成的全新姿態。 第27話（同話）亦得知能轉換回蝗蟲1的樣貌。                                                    |                                                                              |
| HOPPER101          |                  | 蝗蟲101      | 昆蟲 （INSECT）       | 更多 ： 假面騎士GOTCHARD The Future Daybreak § 駕馭克米卡（Ride Chemy Card） | 更多 ： 假面騎士GOTCHARD The Future Daybreak § 駕馭克米卡（Ride Chemy Card） | 更多 ： 假面騎士GOTCHARD The Future Daybreak § 駕馭克米卡（Ride Chemy Card） |
| SHINING HOPPER1    |                  | 閃耀蝗蟲1    | 昆蟲 （INSECT）       | 更多 ： 假面騎士GOTCHARD The Future Daybreak § 駕馭克米卡（Ride Chemy Card） | 更多 ： 假面騎士GOTCHARD The Future Daybreak § 駕馭克米卡（Ride Chemy Card） | 更多 ： 假面騎士GOTCHARD The Future Daybreak § 駕馭克米卡（Ride Chemy Card） |
| ODORIPPA           | オドリッパ       | 華麗舞蹈     | 職業 （JOB）          | 1                                                                            | 存放舞者型克米的卡片。 |                                                                              |
| DOKKIRIMAJIN       | ドッキリマジーン | 驚喜魔人     | 職業 （JOB）          | 2                                                                            | 存放魔術師型克米的卡片。 |                                                                              |
| DOCTORKOZO         | ドクターコゾー   | 科學博士     | 職業 （JOB）          | 3                                                                            | 存放博士型克米的卡片。 |                                                                              |
| PILETS             | パイレッツ       | 海盜         | 職業 （JOB）          | 4                                                                            | 存放海盜型克米的卡片。 |                                                                              |
| WRESTLER G         | レスラーG        | 摔角手G      | 職業 （JOB）          | 5                                                                            | 存放摔角選手型克米的卡片。 |                                                                              |
| SASUKEMARU         | サスケマル       | 佐助丸       | 職業 （JOB）          | 6                                                                            | 存放忍者型克米的卡片。 |                                                                              |
| BULLETBAANG        | バレッドバーン   | 子彈蹦蹦     | 職業 （JOB）          | 7                                                                            | 存放槍手型克米的卡片。 |                                                                              |
| APPAREBUSHIDO      | アッパレブシドー | 壯烈武士道   | 職業 （JOB）          | 8                                                                            | 存放武士型克米的卡片。 |                                                                              |
| KARYUDOS           | カリュードス     | 激動狩獵者   | 職業 （JOB）          | 9                                                                            | 存放獵人型克米的卡片。 |                                                                              |
| X WIZARD           | クロスウィザード | X巫師        | 職業 （JOB）          | 10                                                                           | 存放大魔法師型克米的卡片。 |                                                                              |
| SPICLE             |                  | 尖刺自行車   | 載具 （VEHICLE）      | 1                                                                            | 存放自行車型克米的卡片。 |                                                                              |
| SKEBOWS            |                  | 彎曲滑板     | 載具 （VEHICLE）      | 2                                                                            | 存放滑板型克米的卡片。 |                                                                              |
| HIIKESCUE          |                  | 遠行消防車   | 載具 （VEHICLE）      | 3                                                                            | 存放消防車型克米的卡片。 |                                                                              |
| GEKIOCOPTER        |                  | 暴怒直升機   | 載具 （VEHICLE）      | 4                                                                            | 存放直升機型克米的卡片。 |                                                                              |
| DEEPMARINER        |                  | 深沉潛水艇   | 載具 （VEHICLE）      | 5                                                                            | 存放潛水艇型克米的卡片。 |                                                                              |
| MADWHEEL           |                  | 瘋狂戰輪     | 載具 （VEHICLE）      | 6                                                                            | 存放車型克米的卡片。 |                                                                              |
| MACHWHEEL          |                  | 馬赫戰輪     | 載具 （VEHICLE）      | 6                                                                            | 存放車型克米的卡片。 此卡為瘋狂戰輪與黑鋼史帕納的力量共鳴後，再鍊成的全新姿態。 第22話得知能轉換回瘋狂戰輪的樣貌。 完結篇《假面騎士GOTCHARD GRADUATIONS》中，此卡片能跟大王鬼合體鍊成大王鬼GT。 |                                                                              |
|                    |                  | 黃金衝刺     | 載具 （VEHICLE）      | 7                                                                            | 存放摩托車型克米的卡片。 |                                                                              |
| GUTSSHOVEL         |                  | 毅力挖土機   | 載具 （VEHICLE）      | 8                                                                            | 存放挖土機型克米的卡片。 |                                                                              |
| STEAMLINER         |                  | 蒸汽列車     | 載具 （VEHICLE）      | 9                                                                            | 存放蒸汽火車型克米的卡片。 |                                                                              |
| EXCEEDFIGHTER      |                  | 超越戰機     | 載具 （VEHICLE）      | 10                                                                           | 存放戰鬥機型克米的卡片。 |                                                                              |
| TENLINER           |                  | 十列車       | 載具 （VEHICLE）      | 10                                                                           | 存放列車型克米的卡片。 此卡為寶太郎使用古代的鍊金術將蒸汽列車再鍊成的全新姿態。 同樣能轉換回蒸汽列車的樣貌。 完結篇《假面騎士GOTCHARD GRADUATIONS》中，由史帕納將該克米卡鍊成了巨型列車GT。     |                                                                              |
| GIGANTLINER        |                  | 巨型列車     | 載具 （VEHICLE）      | 更多 ： 假面騎士GOTCHARD The Future Daybreak § 駕馭克米卡（Ride Chemy Card） | 更多 ： 假面騎士GOTCHARD The Future Daybreak § 駕馭克米卡（Ride Chemy Card） | 更多 ： 假面騎士GOTCHARD The Future Daybreak § 駕馭克米卡（Ride Chemy Card） |
| SHINING STEAMLINER |                  | 閃耀蒸汽列車 | 載具 （VEHICLE）      | 更多 ： 假面騎士GOTCHARD The Future Daybreak § 駕馭克米卡（Ride Chemy Card） | 更多 ： 假面騎士GOTCHARD The Future Daybreak § 駕馭克米卡（Ride Chemy Card） | 更多 ： 假面騎士GOTCHARD The Future Daybreak § 駕馭克米卡（Ride Chemy Card） |
| GIGANTLINER GT     |                  | 巨型列車GT   | 載具 （VEHICLE）      | 更多 ： 假面騎士GOTCHARD GRADUATIONS § 駕馭克米卡（Ride Chemy Card）         | 更多 ： 假面騎士GOTCHARD GRADUATIONS § 駕馭克米卡（Ride Chemy Card） | 更多 ： 假面騎士GOTCHARD GRADUATIONS § 駕馭克米卡（Ride Chemy Card）         |
| YAMIBAT            |                  | 闇黑蝙蝠     | 動物 （ANIMAL）       | 1                                                                            | 存放蝙蝠型克米的卡片。 |                                                                              |
| CATCHULA           |                  | 捕獲狼蛛     | 動物 （ANIMAL）       | 2                                                                            | 存放蜘蛛型克米的卡片。 |                                                                              |
| MECHANICHANI       |                  | 機械螃蟹     | 動物 （ANIMAL）       | 3                                                                            | 存放螃蟹型克米的卡片。 |                                                                              |
| BUSSASORRY         |                  | 穿刺毒蠍     | 動物 （ANIMAL）       | 4                                                                            | 存放蠍子型克米的卡片。 |                                                                              |
| BOUNTYBUNNY        |                  | 賞金兔       | 動物 （ANIMAL）       | 5                                                                            | 存放兔型克米的卡片。 |                                                                              |
| HAWKSTAR           |                  | 明星鷹       | 動物 （ANIMAL）       | 6                                                                            | 存放鷹型克米的卡片。 |                                                                              |
| TSUPPARIHEBI       |                  | 猛推蛇       | 動物 （ANIMAL）       | 7                                                                            | 存放蛇型克米的卡片。 |                                                                              |
| GORILLASENSEI      |                  | 猩猩老師     | 動物 （ANIMAL）       | 8                                                                            | 存放大猩猩型克米的卡片。 |                                                                              |
| GANVHALE           |                  | 岩盤巨鯨     | 動物 （ANIMAL）       | 9                                                                            | 存放鯨型克米的卡片。 |                                                                              |
| LIXION             |                  | 陸地獅王     | 動物 （ANIMAL）       | 10                                                                           | 存放獅型克米的卡片。 |                                                                              |
| RAIDENJI           |                  | 雷電池       | 人造產物 （ARTIFACT） | 1                                                                            | 存放電池型克米的卡片。 |                                                                              |
| KESUZO             |                  | 消除擦       | 人造產物 （ARTIFACT） | 2                                                                            | 存放橡皮擦型克米的卡片。 |                                                                              |
| MITEMIRROR         |                  | 看看鏡子     | 人造產物 （ARTIFACT） | 3                                                                            | 存放鏡型克米的卡片。 |                                                                              |
| ENERGYL            |                  | 熱情能量     | 人造產物 （ARTIFACT） | 4                                                                            | 存放能量飲料型克米的卡片。 |                                                                              |
| PANPAKAPARKA       |                  | 登登連帽衣   | 人造產物 （ARTIFACT） | 5                                                                            | 存放連帽衫型克米的卡片。 |                                                                              |
| TELEVI             |                  | 電視         | 人造產物 （ARTIFACT） | 6                                                                            | 存放電視型克米的卡片。 |                                                                              |
| TIMELORD           |                  | 時間領主     | 人造產物 （ARTIFACT） | 7                                                                            | 存放時鐘型克米的卡片。 於劇場版《假面騎士GOTCHARD The Future Daybreak》中此卡片能與九尾及瞬移翼龍駕馭克米卡一同鍊製成巨型列車。                                                                 |                                                                              |
| SMAPHONE           |                  | 智能手機     | 人造產物 （ARTIFACT） | 8                                                                            | 存放智能手機型克米的卡片。 |                                                                              |
| RENKINGROBO        |                  | 鍊金王機器人 | 人造產物 （ARTIFACT） | 9                                                                            | 存放巨大機器人型克米的卡片。 |                                                                              |
| X FROTRESS         |                  | 十要塞       | 人造產物 （ARTIFACT） | 10                                                                           | 存放要塞型克米的卡片。 |                                                                              |
| HAPPYCLOVER        |                  | 快樂四葉草   | 植物 （PLANT）        | 1                                                                            | 存放四葉草型克米的卡片。 |                                                                              |
| BURNINGNERO        |                  | 燃燒辣椒     | 植物 （PLANT）        | 2                                                                            | 存放辣椒型克米的卡片。 |                                                                              |
| BAMBAMBOO          |                  | 砰砰竹       | 植物 （PLANT）        | 3                                                                            | 存放竹型克米的卡片。 |                                                                              |
| SABONEEDLE         |                  | 尖針仙人掌   | 植物 （PLANT）        | 4                                                                            | 存放仙人掌型克米的卡片。 |                                                                              |
| VENOMDAKE          |                  | 劇毒蘑菇     | 植物 （PLANT）        | 5                                                                            | 存放蘑菇型克米的卡片。 |                                                                              |
| UTSUBOCCHAMA       |                  | 豬籠草少爺   | 植物 （PLANT）        | 6                                                                            | 存放豬籠草型克米的卡片。 |                                                                              |
| FLAYROSE           |                  | 烈燄薔薇     | 植物 （PLANT）        | 7                                                                            | 存放薔薇型克米的卡片。 |                                                                              |
| BUGLESIA           |                  | 蟲王花       | 植物 （PLANT）        | 8                                                                            | 存放大王花型克米的卡片。 |                                                                              |
| JUNGLEJAN          |                  | 小叢林       | 植物 （PLANT）        | 9                                                                            | 存放叢林型克米的卡片。 |                                                                              |
| XEGGDRASIL         |                  | 虛空世界樹   | 植物 （PLANT）        | 10                                                                           | 存放世界樹型克米的卡片。 |                                                                              |
| CARERY             |                  | 關懷妖精     | 神秘學 （OCCULT）     | 1                                                                            | 存放妖精型克米的卡片。 |                                                                              |
| BEROSOL            |                  | 舌舔傘魂     | 神秘學 （OCCULT）     | 2                                                                            | 存放唐傘小僧型克米的卡片。 |                                                                              |
| SAYZOMBIE          |                  | 生存殭屍     | 神秘學 （OCCULT）     | 3                                                                            | 存放喪屍型克米的卡片。 |                                                                              |
| ANGELEAD           |                  | 引導天使     | 神秘學 （OCCULT）     | 4                                                                            | 存放天使型克米的卡片。 |                                                                              |
| ZUKYUMPIRE         |                  | 心動吸血鬼   | 神秘學 （OCCULT）     | 5                                                                            | 存放吸血鬼型克米的卡片。 |                                                                              |
| DAIOHNI            |                  | 大王鬼       | 神秘學 （OCCULT）     | 6                                                                            | 存放鬼型克米的卡片。 完結篇《假面騎士GOTCHARD GRADUATIONS》中，此卡片能跟馬赫戰輪合體鍊成大王鬼GT。                                                                                             |                                                                              |
| MACKRAKEN          |                  | 漆黑克拉肯   | 神秘學 （OCCULT）     | 7                                                                            | 存放克拉肯型克米的卡片。 |                                                                              |
| JYAMATANOOROCHI    |                  | 邪岐大蛇     | 神秘學 （OCCULT）     | 8                                                                            | 存放八岐大蛇型克米的卡片。 |                                                                              |
| NINETAIL           |                  | 九尾         | 神秘學 （OCCULT）     | 9                                                                            | 存放九尾狐型克米的卡片。 於劇場版《假面騎士GOTCHARD The Future Daybreak》中此卡片能與時間領主及瞬移翼龍駕馭克米卡一同鍊製成巨型列車。                                                           |                                                                              |
| UFO-X              |                  | UFO-X        | 神秘學 （OCCULT）     | 10                                                                           | 存放不明飛行物型克米的卡片。 |                                                                              |
| DAIOHNI GT         |                  | 大王鬼GT     | 神秘學 （OCCULT）     | 更多 ： 假面騎士GOTCHARD GRADUATIONS § 駕馭克米卡（Ride Chemy Card）         | 更多 ： 假面騎士GOTCHARD GRADUATIONS § 駕馭克米卡（Ride Chemy Card） | 更多 ： 假面騎士GOTCHARD GRADUATIONS § 駕馭克米卡（Ride Chemy Card）         |
| NAMMONITE          |                  | 空蕩菊石     | 遠古 （ANCIENT）      | 1                                                                            | 存放菊石型克米的卡片。 |                                                                              |
| AKUMANOCARIS       |                  | 惡魔奇蝦     | 遠古 （ANCIENT）      | 2                                                                            | 存放奇蝦型克米的卡片。 |                                                                              |
| PAKURAPTOR         |                  | 咬食迅猛龍   | 遠古 （ANCIENT）      | 3                                                                            | 存放迅猛龍型克米的卡片。 |                                                                              |
| OJILACANTH         |                  | 老爺腔棘魚   | 遠古 （ANCIENT）      | 4                                                                            | 存放腔棘魚型克米的卡片。 |                                                                              |
| SABELIGER          |                  | 劍齒獅虎     | 遠古 （ANCIENT）      | 5                                                                            | 存放劍齒虎型克米的卡片。 |                                                                              |
| WARPTERA           |                  | 瞬移翼龍     | 遠古 （ANCIENT）      | 6                                                                            | 存放翼龍型克米的卡片。 於劇場版《假面騎士GOTCHARD The Future Daybreak》中此卡片能與九尾及時間領主駕馭克米卡一同鍊製成巨型列車。                                                                 |                                                                              |
| GIGALODON          |                  | 千兆巨齒鯊   | 遠古 （ANCIENT）      | 7                                                                            | 存放巨齒鯊型克米的卡片。 |                                                                              |
| TRICERA            |                  | 三重角龍     | 遠古 （ANCIENT）      | 8                                                                            | 存放三角龍型克米的卡片。 |                                                                              |
| BLIZZAMMOTH        |                  | 暴雪猛獁象   | 遠古 （ANCIENT）      | 9                                                                            | 存放猛獁象型克米的卡片。 |                                                                              |
| X-REX              |                  | X暴龍        | 遠古 （ANCIENT）      | 10                                                                           | 存放暴龍型克米的卡片。 |                                                                              |
| MERCURIN           |                  | 水星         | 宇宙 （COSMIC）       | 1                                                                            | 存放水星型克米的卡片。 |                                                                              |
| KINKIRAVINA        |                  | 閃亮金星     | 宇宙 （COSMIC）       | 2                                                                            | 存放金星型克米的卡片。 |                                                                              |
| GOKIGENMETEON      |                  | 情绪流星     | 宇宙 （COSMIC）       | 3                                                                            | 存放隕石型克米的卡片。 |                                                                              |
| NEMINEMOON         |                  | 安眠月亮     | 宇宙 （COSMIC）       | 4                                                                            | 存放月亮型克米的卡片。 |                                                                              |
| FIREMARS           |                  | 烈焰火星     | 宇宙 （COSMIC）       | 5                                                                            | 存放火星型克米的卡片。 |                                                                              |
| GRANDSATURN        |                  | 宏偉土星     | 宇宙 （COSMIC）       | 6                                                                            | 存放土星型克米的卡片。 |                                                                              |
| THE SUN            |                  | 太陽         | 宇宙 （COSMIC）       | 7                                                                            | 存放太陽型克米的卡片。 |                                                                              |
| JUPITTA            |                  | 木星         | 宇宙 （COSMIC）       | 8                                                                            | 存放木星型克米的卡片。 |                                                                              |
| KUROANA            |                  | 黑洞         | 宇宙 （COSMIC）       | 9                                                                            | 存放黑洞型克米的卡片。 |                                                                              |
| GAIARD             |                  | 熱情地球     | 宇宙 （COSMIC）       | 10                                                                           | 存放地球型克米的卡片。 |                                                                              |
| GIGABAHAM          |                  | 千兆巴哈姆   | 幻想 （FANTASTIC）    | 1                                                                            | 存放巴哈姆特型克米的卡片。 |                                                                              |
| MACENTAURUS        |                  | 魔箭半人馬   | 幻想 （FANTASTIC）    | 2                                                                            | 存放半人馬型克米的卡片。 |                                                                              |
| UNICON             |                  | 獨角獸       | 幻想 （FANTASTIC）    | 3                                                                            | 存放獨角獸型克米的卡片。 |                                                                              |
| VANFENRIR          |                  | 臂甲芬里爾   | 幻想 （FANTASTIC）    | 4                                                                            | 存放芬里爾型克米的卡片。 |                                                                              |
| INPHOENIX          |                  | 地獄不死鳥   | 幻想 （FANTASTIC）    | 5                                                                            | 存放不死鳥型克米的卡片。 |                                                                              |
| YOACERBERUS        |                  | 黎明三頭犬   | 幻想 （FANTASTIC）    | 6                                                                            | 存放地獄三頭犬型克米的卡片。 |                                                                              |
| HAODIN             |                  | 霸王奥丁     | 幻想 （FANTASTIC）    | 7                                                                            | 存放奥丁型克米的卡片。 |                                                                              |
| GINGRIFFON         |                  | 银獅鷲       | 幻想 （FANTASTIC）    | 8                                                                            | 存放獅鷲型克米的卡片。 |                                                                              |
| DONPOSEIDON        |                  |              | 幻想 （FANTASTIC）    | 9                                                                            | 存放型克米的卡片。 |                                                                              |
| DRAGONALOS         |                  | 諸龍黄昏     | 幻想 （FANTASTIC）    | 10                                                                           | 存放龍型克米的卡片。 |                                                                              |
| BLANK              |                  | 空白         | 無                    | -                                                                            | 無存放任何克米的卡片。 |                                                                              |

 彩虹克米卡一覽 
| 英文名稱              | 日文名稱 | 中文名稱             | 等級數字 | 備註                                                                    |
| --------------------- | -------- | -------------------- | -------- | ----------------------------------------------------------------------- |
| ???                   |          | ???                  | EX       | 存放蛋型克米的卡片。                                                    |
| NIJIGON               |          | 彩虹龍               | EX       | 存放龍型克米的卡片。 不同於其他克米卡為單一卡牌，此卡為兩張卡牌所組成。 |
| RAINBOW GAIARD        |          | 彩虹熱情地球         | 10       | 接受彩虹龍的吐息而彩虹化的克米卡。                                      |
| RAINBOW DRAGONALOS    |          | 彩虹諸龍黃昏         | 10       | 接受彩虹龍的吐息而彩虹化的克米卡。                                      |
| RAINBOW SKEBOWS       |          | 彩虹彎曲滑板         | 2        | 接受彩虹龍的吐息而彩虹化的克米卡。                                      |
| RAINBOW APPAREBUSHIDO |          | 彩虹壯烈武士道       | 8        | 接受彩虹龍的吐息而彩虹化的克米卡。                                      |
| RAINBOW MECHANICHANI  |          | 彩虹機械螃蟹         | 3        | 接受彩虹龍的吐息而彩虹化的克米卡。                                      |
| RAINBOW GOLDDASH      |          | 彩虹黃金衝刺         | 7        | 接受彩虹龍的吐息而彩虹化的克米卡。                                      |
| RAINBOW HOPPER1       |          | 彩虹蝗蟲1            | 1        | 接受彩虹龍的吐息而彩虹化的克米卡。                                      |
| RAINBOW STEAMLINER    |          | 彩虹蒸汽列車         | 9        | 接受彩虹龍的吐息而彩虹化的克米卡。                                      |
| RAINBOW WRESTLER G    |          | 彩虹摔角手G          | 5        | 接受彩虹龍的吐息而彩虹化的克米卡。                                      |
| RAINBOW ANTROOPER     |          | 彩虹螞蟻騎兵         | 5        | 接受彩虹龍的吐息而彩虹化的克米卡。                                      |
| RAINBOW JUNGLEJAN     |          | 彩虹小叢林           | 9        | 接受彩虹龍的吐息而彩虹化的克米卡。                                      |
| RAINBOW RAIDENJI      |          | 彩虹雷電池           | 1        | 接受彩虹龍的吐息而彩虹化的克米卡。                                      |
| RAINBOW HAWKSTAR      |          | 彩虹明星鷹           | 6        | 接受彩虹龍的吐息而彩虹化的克米卡。                                      |
| RAINBOW SABONEEDLE    |          | 彩虹尖針仙人掌       | 4        | 接受彩虹龍的吐息而彩虹化的克米卡。                                      |
| RAINBOW PILETS        |          | 彩虹海盜             | 4        | 接受彩虹龍的吐息而彩虹化的克米卡。                                      |
| RAINBOW MADWHEEL      |          | 彩虹瘋狂戰輪         | 6        | 接受彩虹龍的吐息而彩虹化的克米卡。                                      |
| RAINBOW VENOMDAKE     |          | 彩虹劇毒蘑菇         | 5        | 接受彩虹龍的吐息而彩虹化的克米卡。                                      |
| RAINBOW DEEPMARINER   |          | 彩虹深沉潛水艇       | 5        | 接受彩虹龍的吐息而彩虹化的克米卡。                                      |
| RAINBOW UFO-X         |          | 彩虹UFO-X            | 10       | 接受彩虹龍的吐息而彩虹化的克米卡。                                      |
|                       |          | 假面騎士彩虹GOTCHARD | EX       | 假面騎士GOTCHARD駕馭克米卡圖鑑附錄。                                    |

 複製克米卡一覽 
| 英文名稱            | 日文名稱 | 中文名稱       | 等級數字 | 備註                         |
| ------------------- | -------- | -------------- | -------- | ---------------------------- |
| REPLI STEAMLINER    |          | 複製蒸汽列車   | 9        | 為蒸汽列車克米卡的複製品。   |
| REPLI PIKAHOTARU    |          | 複製閃光螢火蟲 | 2        | 為閃光螢火蟲克米卡的複製品。 |
| REPLI BULLETBAANG   |          | 複製子彈蹦蹦   | 7        | 為子彈蹦蹦克米卡的複製品。   |
| REPLI ODORIPPA      |          | 複製華麗舞蹈   | 1        | 為華麗舞蹈克米卡的複製品。   |
| REPLI SKEBOWS       |          | 複製彎曲滑板   | 2        | 為彎曲滑板克米卡的複製品。   |
| REPLI APPAREBUSHIDO |          | 複製壯烈武士道 | 8        | 為壯烈武士道克米卡的複製品。 |
| REPLI WRESTLER G    |          | 複製摔角手G    | 5        | 為摔角手G克米卡的複製品。    |
| REPLI VENOMDAKE     |          | 複製劇毒蘑菇   | 5        | 為劇毒蘑菇克米卡的複製品。   |
| REPLI GORILLASENSEI |          | 複製猩猩老師   | 8        | 為猩猩老師克米卡的複製品。   |
| REPLI GEKIOCOPTER   |          | 複製暴怒直升機 | 4        | 為暴怒直升機克米卡的複製品。 |
| REPLI FLAYROSE      |          | 複製烈燄薔薇   | 7        | 為烈燄薔薇克米卡的複製品。   |
| REPLI GREATONBO     |          | 複製卓越蜻蜓   | 6        | 為卓越蜻蜓克米卡的複製品。   |
| REPLI KAMANTIS      |          | 複製鐮刀螳螂   | 9        | 為鐮刀螳螂克米卡的複製品。   |
| REPLI CATCHULA      |          | 複製捕獲狼蛛   | 2        | 為捕獲狼蛛克米卡的複製品。   |
| REPLI ANTROOPER     |          | 複製螞蟻騎兵   | 5        | 為螞蟻騎兵克米卡的複製品。   |
| REPLI UNICON        |          | 複製獨角獸     | 3        | 為獨角獸克米卡的複製品。     |
| REPLI DAIOHNI       |          | 複製大王鬼     | 6        | 為大王鬼克米卡的複製品。     |
| REPLI RAIDENJI      |          | 複製雷電池     | 1        | 為雷電池克米卡的複製品。     |
| REPLI MADWHEEL      |          | 複製瘋狂戰輪   | 6        | 為瘋狂戰輪克米卡的複製品。   |
| REPLI UFO-X         |          | 複製UFO-X      | 10       | 為UFO-X克米卡的複製品。      |
| REPLI X-REX         |          | 複製X暴龍      | 10       | 為X暴龍克米卡的複製品。      |
| REPLI BEETLX        |          | 複製甲蟲X      | 10       | 為甲蟲X克米卡的複製品。      |
| REPLI X WIZARD      |          | 複製X巫師      | 10       | 為X巫師克米卡的複製品。      |
| REPLI EXCEEDFIGHTER |          | 複製超越戰機   | 10       | 為超越戰機克米卡的複製品。   |
| REPLI LIXION        |          | 複製陸地獅王   | 10       | 為陸地獅王克米卡的複製品。   |
| REPLI X FROTRESS    |          | 複製十要塞     | 10       | 為十要塞克米卡的複製品。     |
| REPLI XEGGDRASIL    |          | 複製虛空世界樹 | 10       | 為虛空世界樹克米卡的複製品。 |
| REPLI GAIARD        |          | 複製熱情地球   | 10       | 為熱情地球克米卡的複製品。   |
| REPLI DRAGONALOS    |          | 複製諸龍黃昏   | 10       | 為諸龍黃昏克米卡的複製品。   |
| REPLI GIGANTLINER   |          | 複製巨型列車   | EX       | 為巨型列車克米卡的複製品。   |

 破曉克米卡一覽 
| 英文名稱               | 日文名稱 | 中文名稱       | 等級數字 | 備註                         |
| ---------------------- | -------- | -------------- | -------- | ---------------------------- |
| DAYBREAK BULLETBAANG   |          | 破曉子彈蹦蹦   | 7        | 為子彈蹦蹦克米卡的破曉版。   |
| DAYBREAK SKEBOWS       |          | 破曉彎曲滑板   | 2        | 為彎曲滑板克米卡的破曉版。   |
| DAYBREAK MECHANICHANI  |          | 破曉機械螃蟹   | 3        | 為機械螃蟹克米卡的破曉版。   |
| DAYBREAK HAWKSTAR      |          | 破曉明星鷹     | 6        | 為明星鷹克米卡的破曉版。     |
| DAYBREAK RAIDENJI      |          | 破曉雷電池     | 1        | 為雷電池克米卡的破曉版。     |
| DAYBREAK HOPPER1       |          | 破曉蝗蟲1      | 1        | 為蝗蟲1克米卡的破曉版。      |
| DAYBREAK GENGENCHOUCHO |          | 破曉奇妙蝴蝶   | 3        | 為奇妙蝴蝶克米卡的破曉版。   |
| DAYBREAK APPAREBUSHIDO |          | 破曉壯烈武士道 | 8        | 為壯烈武士道克米卡的破曉版。 |
| DAYBREAK GOLDDASH      |          | 破曉黃金衝刺   | 7        | 為黃金衝刺克米卡的破曉版。   |
| DAYBREAK STEAMLINER    |          | 破曉蒸汽列車   | 9        | 為蒸汽列車克米卡的破曉版。   |
| DAYBREAK TIMELORD      |          | 破曉時間領主   | 7        | 為時間領主克米卡的破曉版。   |
| DAYBREAK SABONEEDLE    |          | 破曉尖針仙人掌 | 4        | 為尖針仙人掌克米卡的破曉版。 |
| DAYBREAK JUNGLEJAN     |          | 破曉小叢林     | 9        | 為小叢林克米卡的破曉版。     |

 黃昏克米卡一覽 
| 英文名稱         | 日文名稱 | 中文名稱   | 等級數字 | 備註                     |
| ---------------- | -------- | ---------- | -------- | ------------------------ |
| TWILIGHT UNICON  |          | 黃昏獨角獸 | 3        | 為獨角獸克米卡的黃昏版。 |
| TWILIGHT THE SUN |          | 黃昏太陽   | 7        | 為太陽克米卡的黃昏版。   |

 金屬克米卡一覽 
| 英文名稱       | 日文名稱 | 中文名稱     | 等級數字 | 備註                       |
| -------------- | -------- | ------------ | -------- | -------------------------- |
| METAL MADWHEEL |          | 金屬瘋狂戰輪 | 6        | 為瘋狂戰輪克米卡的金屬版。 |
| METAL DAIOHNI  |          | 金屬大王鬼   | 6        | 為大王鬼克米卡的金屬版。   |

 究極克米卡一覽 
| 英文名稱          | 日文名稱 | 中文名稱     | 等級數字 | 備註                       |
| ----------------- | -------- | ------------ | -------- | -------------------------- |
| ULTIMA HOPPER1    |          | 究極蝗蟲1    | 1        | 為蝗蟲1克米卡的究極版。    |
| ULTIMA STEAMLINER |          | 究極蒸汽列車 | 9        | 為蒸汽列車克米卡的究極版。 |

 其他克米卡一覽 
| 英文名稱                                              | 日文名稱                               | 中文名稱                        | 卡片屬性                                                                                                | 等級數字                                                                                                | 備註 |
| ----------------------------------------------------- | -------------------------------------- | ------------------------------- | --- | --- | --- |
| SEARCH                                                |                                        | 搜索                            | 空白 | EX | 顯示搜索克米的卡片。                                                                                    |
| X ASSEMBLE                                            |                                        | X集結                           | 更多 ： 假面騎士THE WINTER MOVIE GOTCHARD & GEATS 最強克米☆GOTCHA大作戰 § 駕馭克米卡（Ride Chemy Card） | 更多 ： 假面騎士THE WINTER MOVIE GOTCHARD & GEATS 最強克米☆GOTCHA大作戰 § 駕馭克米卡（Ride Chemy Card） | 更多 ： 假面騎士THE WINTER MOVIE GOTCHARD & GEATS 最強克米☆GOTCHA大作戰 § 駕馭克米卡（Ride Chemy Card） |
| KAMEDOON                                              |                                        | 烏龜咚                          | 其他 | 0 | 存放坦克+烏龜型克米的卡片。                                                                             |
| ELDRAGON                                              |                                        | 黃金龍                          | 其他 | EX | 存放能補齊缺損的賢者之石的存在「冥黑龍 黃金龍」的卡片。                                                 |
| X WIZARD (Winter movie special Ver.)                  | クロスウィザード(冬映画スペシャルVer.) | X巫師（冬季電影特別版）         | 未知 | EX | 存放X巫師、TYCOON、NA-GO和BUFFA克米的卡片。                                                             |
| SANTACLAUS                                            |                                        | 聖誕老人                        | 未知 | EX | 存放裝扮成聖誕老人造型的蝗蟲1的卡片。                                                                   |
| TONAKAILINER                                          |                                        | 馴鹿列車                        | 未知 | EX | 存放裝扮成馴鹿造型的蒸汽列車的卡片。                                                                    |
| GEATS KILLER                                          |                                        | GEATS殺手                       | 未知 | EX | 存放GEATS殺手的卡片。                                                                                   |
| BAKUONZEMI（CD ORIGINAL）                             |                                        | 爆音蟬（CD原創版）              | 昆蟲 （INSECT）                                                                                         | 4 | 為主題曲CD特別繪製版本。                                                                                |
| TELEVI（CD ORIGINAL）                                 |                                        | 電視（CD原創版）                | 人造產物 （ARTIFACT）                                                                                   | 6 | 為主題曲CD特別繪製版本。                                                                                |
| FIREMARS Televi-Kun ver.                              |                                        | 烈焰火星 TV君ver.               | 宇宙 （COSMIC）                                                                                         | 5 | 為TV君特別繪製版本。                                                                                    |
| INPHOENIX Televi-Kun ver.                             |                                        | 地獄不死鳥 TV君ver.             | 幻想 （FANTASTIC）                                                                                      | 5 | 為TV君特別繪製版本。                                                                                    |
| KAMEN RIDER LEGENDARY LEGEND Televi-Kun Original ver. |                                        | 假面騎士傳奇LEGEND TV君原創ver. | 傳說騎士 （LEGEND RIDER）                                                                               | EX | 為TV君特別繪製版本。                                                                                    |
|                                                       |                                        | GOTCHARD & GOTCHARD DAYBREAK    | 傳說騎士 （LEGEND RIDER）                                                                               | EX | 宇宙船雜誌vol.185                                                                                       |
|                                                       |                                        | MAJADE & VALVARAD               | 傳說騎士 （LEGEND RIDER）                                                                               | EX | 宇宙船雜誌vol.185                                                                                       |
|                                                       |                                        | 假面騎士VALVARAD黑鋼            | 神秘學 （OCCULT）                                                                                       | 6 | 假面騎士GOTCHARD駕馭克米卡圖鑑附錄。                                                                    |
|                                                       |                                        | 假面騎士黃昏MAJADE              | 宇宙 （COSMIC）                                                                                         | 7 | 假面騎士GOTCHARD駕馭克米卡圖鑑附錄。                                                                    |
| RINNE                                                 |                                        | 凜音                            | - | EX | 本篇第48話時冥黑王 蓋利亞使用鍊金術將兩人封印時所變成的卡牌                                             |
| ATROPOS                                               |                                        | 亞特羅波斯                      | - | EX | 本篇第48話時冥黑王 蓋利亞使用鍊金術將兩人封印時所變成的卡牌                                             |

 傳說騎士克米卡一覽 
| 英文名稱                                      | 日文名稱 | 中文名稱                           | 卡片屬性                                                                                                | 等級數字                                                                                                | 備註 |
| --------------------------------------------- | -------- | ---------------------------------- | --- | --- | --- |
|                                               |          | 假面騎士GAVV                       | 傳說騎士 （LEGEND RIDER）                                                                               | EX | 存放假面騎士GAVV力量的卡片。                                                                            |
|                                               |          | 口嚼獸 & 假面騎士GAVV              | 傳說騎士 （LEGEND RIDER）                                                                               | EX | 存放假面騎士GAVV力量的卡片。                                                                            |
| GOCHIZO                                       |          | 口嚼獸                             | 傳說騎士 （LEGEND RIDER）                                                                               | EX | 存放口嚼獸的卡片。                                                                                      |
| POPPIN GUMMY GOCHIZO                          |          | 砰擊軟糖口嚼獸                     | 傳說騎士 （LEGEND RIDER）                                                                               | EX | 存放口嚼獸的卡片。                                                                                      |
| GOCHIZO & HOPPER1                             |          | 口嚼獸&蝗蟲1                       | 傳說騎士 （LEGEND RIDER）                                                                               | EX | 存放口嚼獸和蝗蟲1克米的卡片。                                                                           |
|                                               |          | 假面騎士GOTCHARD                   | 傳說騎士 （LEGEND RIDER）                                                                               | EX | 存放假面騎士GOTCHARD力量的卡片。                                                                        |
|                                               |          | GOTCHARD & MAJADE                  | 傳說騎士 （LEGEND RIDER）                                                                               | EX | 存放假面騎士GOTCHARD和假面騎士MAJADE力量的卡片。                                                        |
| KAMEN RIDER GEATS（ONENESS ver.）             |          | 假面騎士GEATS（合而為一ver.）      | 更多 ： 電影 假面騎士GEATS 四人的ACE與黑狐 § 駕馭克米卡（Ride Chemy Card）                              | 更多 ： 電影 假面騎士GEATS 四人的ACE與黑狐 § 駕馭克米卡（Ride Chemy Card）                              | 更多 ： 電影 假面騎士GEATS 四人的ACE與黑狐 § 駕馭克米卡（Ride Chemy Card）                              |
| KAMEN RIDER GOTCHARD（Winter movie ticket Ver.）                  |          | 假面騎士GOTCHARD（冬季電影票Ver.） | 傳說騎士 （LEGEND RIDER）                                                                               | EX | 以一之瀨寶太郎和蝗蟲1為造型的版本。                                                                     |
| KAMEN RIDER GEATS（Winter movie ticket Ver.） |          | 假面騎士GEATS（冬季電影票Ver.）    | 傳說騎士 （LEGEND RIDER）                                                                               | EX | 以浮世英壽和假面騎士GEATS形象的克米為造型的版本， 和以蝗蟲1和GEATS克米為造型的版本。                    |
|                                               |          | 假面騎士星辰GOTCHARD               | 傳說騎士 （LEGEND RIDER）                                                                               | EX | 存放假面騎士星辰GOTCHARD力量的卡片。                                                                    |
|                                               |          | 假面騎士奇跡GOTCHARD               | 傳說騎士 （LEGEND RIDER）                                                                               | EX | 存放假面騎士奇跡GOTCHARD力量的卡片。                                                                    |
| KAMEN RIDER LEGEND                            |          | 假面騎士LEGEND                     | 傳說騎士 （LEGEND RIDER）                                                                               | EX | 存放該假面騎士力量和該假面騎士形象克米的卡片。                                                          |
| KAMEN RIDER LEGEND（Special Ver.）            |          | 假面騎士LEGEND（特別版）           | 傳說騎士 （LEGEND RIDER）                                                                               | EX | 以假面騎士LEGEND和令和系列一號騎士為造型的版本。                                                        |
| KAMEN RIDER LEGENDARY LEGEND                  |          | 假面騎士傳奇LEGEND                 | 傳說騎士 （LEGEND RIDER）                                                                               | EX | 存放該假面騎士力量和該假面騎士形象克米的卡片。                                                          |
|                                               |          | 假面騎士GEATS                      | 傳說騎士 （LEGEND RIDER）                                                                               | 5 | 存放該假面騎士力量和該假面騎士形象克米的卡片。                                                          |
|                                               |          | 假面騎士GEATS IX                   | 傳說騎士 （LEGEND RIDER）                                                                               | 5 | 存放該假面騎士力量和該假面騎士形象克米的卡片。                                                          |
| KAMEN RIDER GEATS ONENESS                     |          | 假面騎士GEATS 合而為一             | 傳說騎士 （LEGEND RIDER）                                                                               | EX | 存放該假面騎士力量和該假面騎士形象克米的卡片。                                                          |
| KAMEN RIDER TYCOON                            |          | 假面騎士TYCOON                     | 更多 ： 假面騎士THE WINTER MOVIE GOTCHARD & GEATS 最強克米☆GOTCHA大作戰 § 駕馭克米卡（Ride Chemy Card） | 更多 ： 假面騎士THE WINTER MOVIE GOTCHARD & GEATS 最強克米☆GOTCHA大作戰 § 駕馭克米卡（Ride Chemy Card） | 更多 ： 假面騎士THE WINTER MOVIE GOTCHARD & GEATS 最強克米☆GOTCHA大作戰 § 駕馭克米卡（Ride Chemy Card） |
| KAMEN RIDER TYCOON BUJIN SWORD                |          | 假面騎士TYCOON 武刃之劍            | 傳說騎士 （LEGEND RIDER）                                                                               | 2 | 存放該假面騎士力量和該假面騎士形象克米的卡片。                                                          |
| KAMEN RIDER NA-GO                             |          | 假面騎士NA-GO                      | 更多 ： 假面騎士THE WINTER MOVIE GOTCHARD & GEATS 最強克米☆GOTCHA大作戰 § 駕馭克米卡（Ride Chemy Card） | 更多 ： 假面騎士THE WINTER MOVIE GOTCHARD & GEATS 最強克米☆GOTCHA大作戰 § 駕馭克米卡（Ride Chemy Card） | 更多 ： 假面騎士THE WINTER MOVIE GOTCHARD & GEATS 最強克米☆GOTCHA大作戰 § 駕馭克米卡（Ride Chemy Card） |
| KAMEN RIDER NA-GO FANTASY FORM                |          | 假面騎士NA-GO 幻想形態             | 傳說騎士 （LEGEND RIDER）                                                                               | 3 | 存放該假面騎士力量和該假面騎士形象克米的卡片。                                                          |
| KAMEN RIDER BUFFA                             |          | 假面騎士BUFFA                      | 更多 ： 假面騎士THE WINTER MOVIE GOTCHARD & GEATS 最強克米☆GOTCHA大作戰 § 駕馭克米卡（Ride Chemy Card） | 更多 ： 假面騎士THE WINTER MOVIE GOTCHARD & GEATS 最強克米☆GOTCHA大作戰 § 駕馭克米卡（Ride Chemy Card） | 更多 ： 假面騎士THE WINTER MOVIE GOTCHARD & GEATS 最強克米☆GOTCHA大作戰 § 駕馭克米卡（Ride Chemy Card） |
| KAMEN RIDER BUFFA FEVER ZOMBIE FORM JYAMASHIN |          | 假面騎士BUFFA 狂熱殭屍形態邪魔神   | 傳說騎士 （LEGEND RIDER）                                                                               | 6 | 存放該假面騎士力量和該假面騎士形象克米的卡片。                                                          |
| KAMEN RIDER BUFFA PLOSION RAGE                |          | 假面騎士BUFFA 爆裂狂怒             | 傳說騎士 （LEGEND RIDER）                                                                               | 6 | 存放該假面騎士力量和該假面騎士形象克米的卡片。                                                          |
| KAMEN RIDER PUNKJACK                          |          | 假面騎士PUNKJACK                   | 傳說騎士 （LEGEND RIDER）                                                                               | 5 | 存放該假面騎士力量和該假面騎士形象克米的卡片。                                                          |
| KAMEN RIDER GLARE                             |          | 假面騎士GLARE                      | 傳說騎士 （LEGEND RIDER）                                                                               | 1 | 存放該假面騎士力量和該假面騎士形象克米的卡片。                                                          |
| KAMEN RIDER GAZER                             |          | 假面騎士GAZER                      | 傳說騎士 （LEGEND RIDER）                                                                               | 9 | 存放該假面騎士力量和該假面騎士形象克米的卡片。                                                          |
| KAMEN RIDER ZIIN                              |          | 假面騎士ZIIN                       | 傳說騎士 （LEGEND RIDER）                                                                               | 5 | 存放該假面騎士力量和該假面騎士形象克米的卡片。                                                          |
| KAMEN RIDER KEKERA                            |          | 假面騎士KEKERA                     | 傳說騎士 （LEGEND RIDER）                                                                               | 8 | 存放該假面騎士力量和該假面騎士形象克米的卡片。                                                          |
| KAMEN RIDER KYUUN                             |          | 假面騎士KYUUN                      | 傳說騎士 （LEGEND RIDER）                                                                               | 7 | 存放該假面騎士力量和該假面騎士形象克米的卡片。                                                          |
| KAMEN RIDER BEROBA                            |          | 假面騎士BEROBA                     | 傳說騎士 （LEGEND RIDER）                                                                               | 4 | 存放該假面騎士力量和該假面騎士形象克米的卡片。                                                          |
|                                               |          | 假面騎士X GEATS                    | 傳說騎士 （LEGEND RIDER）                                                                               | 5 | 存放該假面騎士力量和該假面騎士形象克米的卡片。                                                          |
|                                               |          | 假面騎士DOOMS GEATS                | 傳說騎士 （LEGEND RIDER）                                                                               | 5 | 存放該假面騎士力量和該假面騎士形象克米的卡片。                                                          |
| KAMEN RIDER REVI                              |          | 假面騎士REVI                       | 傳說騎士 （LEGEND RIDER）                                                                               | 5 | 存放該假面騎士力量和該假面騎士形象克米的卡片。                                                          |
| KAMEN RIDER ULTIMATE REVI                     |          | 假面騎士究極REVI                   | 傳說騎士 （LEGEND RIDER）                                                                               | 5 | 存放該假面騎士力量和該假面騎士形象克米的卡片。                                                          |
| KAMEN RIDER VICE                              |          | 假面騎士VICE                       | 傳說騎士 （LEGEND RIDER）                                                                               | 5 | 存放該假面騎士力量和該假面騎士形象克米的卡片。                                                          |
| KAMEN RIDER ULTIMATE VICE                     |          | 假面騎士究極VICE                   | 傳說騎士 （LEGEND RIDER）                                                                               | 5 | 存放該假面騎士力量和該假面騎士形象克米的卡片。                                                          |
| KAMEN RIDER REVI & KAMEN RIDER VICE           |          | 假面騎士REVI & 假面騎士VICE        | 傳說騎士 （LEGEND RIDER）                                                                               | 5 | 存放該假面騎士力量和該假面騎士形象克米的卡片。                                                          |
| KAMEN RIDER LIVE                              |          | 假面騎士LIVE                       | 傳說騎士 （LEGEND RIDER）                                                                               | 5 | 存放該假面騎士力量和該假面騎士形象克米的卡片。                                                          |
| KAMEN RIDER EVIL                              |          | 假面騎士EVIL                       | 傳說騎士 （LEGEND RIDER）                                                                               | 5 | 存放該假面騎士力量和該假面騎士形象克米的卡片。                                                          |
| KAMEN RIDER DEMONS                            |          | 假面騎士DEMONS                     | 傳說騎士 （LEGEND RIDER）                                                                               | 5 | 存放該假面騎士力量和該假面騎士形象克米的卡片。                                                          |
| KAMEN RIDER SABER                             |          | 假面騎士聖刃                       | 傳說騎士 （LEGEND RIDER）                                                                               | 5 | 存放該假面騎士力量和該假面騎士形象克米的卡片。                                                          |
| KAMEN RIDER XROSS SABER                       |          | 假面騎士十聖刃                     | 傳說騎士 （LEGEND RIDER）                                                                               | 5 | 存放該假面騎士力量和該假面騎士形象克米的卡片。                                                          |
| KAMEN RIDER BLADES                            |          | 假面騎士Blades                     | 傳說騎士 （LEGEND RIDER）                                                                               | 5 | 存放該假面騎士力量和該假面騎士形象克米的卡片。                                                          |
|                                               |          | 假面騎士ZERO-ONE                   | 傳說騎士 （LEGEND RIDER）                                                                               | 5 | 存放該假面騎士力量和該假面騎士形象克米的卡片。                                                          |
| KAMEN RIDER ZERO-TWO                          |          | 假面騎士ZERO-TWO                   | 傳說騎士 （LEGEND RIDER）                                                                               | 5 | 存放該假面騎士力量和該假面騎士形象克米的卡片。                                                          |
| KAMEN RIDER VULCAN                            |          | 假面騎士Vulcan                     | 傳說騎士 （LEGEND RIDER）                                                                               | 5 | 存放該假面騎士力量和該假面騎士形象克米的卡片。                                                          |
| KAMEN RIDER ARK-ZERO                          |          | 假面騎士ARK-ZERO                   | 傳說騎士 （LEGEND RIDER）                                                                               | 5 | 存放該假面騎士力量和該假面騎士形象克米的卡片。                                                          |
| KAMEN RIDER ARK-ONE                           |          | 假面騎士ARK-ONE                    | 傳說騎士 （LEGEND RIDER）                                                                               | 5 | 存放該假面騎士力量和該假面騎士形象克米的卡片。                                                          |
| KAMEN RIDER ZEIN                              |          | 假面騎士ZEIN                       | 傳說騎士 （LEGEND RIDER）                                                                               | 5 | 存放該假面騎士力量和該假面騎士形象克米的卡片。                                                          |
|                                               |          | 假面騎士ZI-O                       | 傳說騎士 （LEGEND RIDER）                                                                               | 5 | 存放該假面騎士力量和該假面騎士形象克米的卡片。                                                          |
|                                               |          | 假面騎士Grand ZI-O                 | 傳說騎士 （LEGEND RIDER）                                                                               | 5 | 存放該假面騎士力量和該假面騎士形象克米的卡片。                                                          |
| KAMEN RIDER GEIZ                              |          | 假面騎士Geiz                       | 傳說騎士 （LEGEND RIDER）                                                                               | 5 | 存放該假面騎士力量和該假面騎士形象克米的卡片。                                                          |
|                                               |          | 假面騎士逢魔ZI-O                   | 傳說騎士 （LEGEND RIDER）                                                                               | 5 | 存放該假面騎士力量和該假面騎士形象克米的卡片。                                                          |
| KAMEN RIDER BUILD                             |          | 假面騎士Build                      | 傳說騎士 （LEGEND RIDER）                                                                               | 5 | 存放該假面騎士力量和該假面騎士形象克米的卡片。                                                          |
| KAMEN RIDER BUILD GENIUS FORM                 |          | 假面騎士Build 天才形態             | 傳說騎士 （LEGEND RIDER）                                                                               | 5 | 存放該假面騎士力量和該假面騎士形象克米的卡片。                                                          |
| KAMEN RIDER BUILD CROSS-ZBUILD FORM           |          | 假面騎士Build 迫近創造形態         | 傳說騎士 （LEGEND RIDER）                                                                               | 5 | 存放該假面騎士力量和該假面騎士形象克米的卡片。                                                          |
| KAMEN RIDER CROSS-Z                           |          | 假面騎士Cross-Z                    | 傳說騎士 （LEGEND RIDER）                                                                               | 5 | 存放該假面騎士力量和該假面騎士形象克米的卡片。                                                          |
| KAMEN RIDER GREASE BLIZZARD                   |          | 假面騎士Grease Blizzard            | 傳說騎士 （LEGEND RIDER）                                                                               | 5 | 存放該假面騎士力量和該假面騎士形象克米的卡片。                                                          |
| KAMEN RIDER EVOL                              |          | 假面騎士Evol                       | 傳說騎士 （LEGEND RIDER）                                                                               | 5 | 存放該假面騎士力量和該假面騎士形象克米的卡片。                                                          |
| KAMEN RIDER EX-AID                            |          | 假面騎士EX-AID                     | 傳說騎士 （LEGEND RIDER）                                                                               | 5 | 存放該假面騎士力量和該假面騎士形象克米的卡片。                                                          |
| KAMEN RIDER EX-AID MUTEKI GAMER               |          | 假面騎士EX-AID 無敵玩家            | 傳說騎士 （LEGEND RIDER）                                                                               | 5 | 存放該假面騎士力量和該假面騎士形象克米的卡片。                                                          |
| KAMEN RIDER BRAVE                             |          | 假面騎士Brave                      | 傳說騎士 （LEGEND RIDER）                                                                               | 5 | 存放該假面騎士力量和該假面騎士形象克米的卡片。                                                          |
| KAMEN RIDER GENM                              |          | 假面騎士Genm                       | 傳說騎士 （LEGEND RIDER）                                                                               | 5 | 存放該假面騎士力量和該假面騎士形象克米的卡片。                                                          |
| KAMEN RIDER POPPY                             |          | 假面騎士Poppy                      | 傳說騎士 （LEGEND RIDER）                                                                               | 5 | 存放該假面騎士力量和該假面騎士形象克米的卡片。                                                          |
| KAMEN RIDER GHOST                             |          | 假面騎士Ghost                      | 傳說騎士 （LEGEND RIDER）                                                                               | 5 | 存放該假面騎士力量和該假面騎士形象克米的卡片。                                                          |
| KAMEN RIDER GHOST MUGEN DAMASHII              |          | 假面騎士Ghost 無限魂               | 傳說騎士 （LEGEND RIDER）                                                                               | 5 | 存放該假面騎士力量和該假面騎士形象克米的卡片。                                                          |
| KAMEN RIDER SPECTER                           |          | 假面騎士Specter                    | 傳說騎士 （LEGEND RIDER）                                                                               | 5 | 存放該假面騎士力量和該假面騎士形象克米的卡片。                                                          |
| KAMEN RIDER NECROM                            |          | 假面騎士Necrom                     | 傳說騎士 （LEGEND RIDER）                                                                               | 5 | 存放該假面騎士力量和該假面騎士形象克米的卡片。                                                          |
| KAMEN RIDER DRIVE                             |          | 假面騎士Drive                      | 傳說騎士 （LEGEND RIDER）                                                                               | 5 | 存放該假面騎士力量和該假面騎士形象克米的卡片。                                                          |
| KAMEN RIDER DRIVE TYPE TRIDORON               |          | 假面騎士Drive 賽特朗型號           | 傳說騎士 （LEGEND RIDER）                                                                               | 5 | 存放該假面騎士力量和該假面騎士形象克米的卡片。                                                          |
| KAMEN RIDER MACH                              |          | 假面騎士Mach                       | 傳說騎士 （LEGEND RIDER）                                                                               | 5 | 存放該假面騎士力量和該假面騎士形象克米的卡片。                                                          |
| KAMEN RIDER GAIM                              |          | 假面騎士鎧武                       | 傳說騎士 （LEGEND RIDER）                                                                               | 5 | 存放該假面騎士力量和該假面騎士形象克米的卡片。                                                          |
| KAMEN RIDER GAIM KIWAMI ARMS                  |          | 假面騎士鎧武 極鎧甲                | 傳說騎士 （LEGEND RIDER）                                                                               | 5 | 存放該假面騎士力量和該假面騎士形象克米的卡片。                                                          |
| KAMEN RIDER BARON                             |          | 假面騎士巴隆                       | 傳說騎士 （LEGEND RIDER）                                                                               | 5 | 存放該假面騎士力量和該假面騎士形象克米的卡片。                                                          |
| KAMEN RIDER WIZARD                            |          | 假面騎士Wizard                     | 傳說騎士 （LEGEND RIDER）                                                                               | 5 | 存放該假面騎士力量和該假面騎士形象克米的卡片。                                                          |
| KAMEN RIDER WIZARD INFINITY STYLE             |          | 假面騎士Wizard 無限型式            | 傳說騎士 （LEGEND RIDER）                                                                               | 5 | 存放該假面騎士力量和該假面騎士形象克米的卡片。                                                          |
| KAMEN RIDER BEAST                             |          | 假面騎士Beast                      | 傳說騎士 （LEGEND RIDER）                                                                               | 5 | 存放該假面騎士力量和該假面騎士形象克米的卡片。                                                          |
| KAMEN RIDER FOURZE                            |          | 假面騎士Fourze                     | 傳說騎士 （LEGEND RIDER）                                                                               | 5 | 存放該假面騎士力量和該假面騎士形象克米的卡片。                                                          |
| KAMEN RIDER FOURZE COSMIC STATES              |          | 假面騎士Fourze 宇宙形態            | 傳說騎士 （LEGEND RIDER）                                                                               | 5 | 存放該假面騎士力量和該假面騎士形象克米的卡片。                                                          |
| KAMEN RIDER METEOR                            |          | 假面騎士Meteor                     | 傳說騎士 （LEGEND RIDER）                                                                               | 5 | 存放該假面騎士力量和該假面騎士形象克米的卡片。                                                          |
| KAMEN RIDER OOO                               |          | 假面騎士OOO                        | 傳說騎士 （LEGEND RIDER）                                                                               | 5 | 存放該假面騎士力量和該假面騎士形象克米的卡片。                                                          |
| KAMEN RIDER OOO TAJADOL COMBO                 |          | 假面騎士OOO 鷹孔鷲聯組             | 傳說騎士 （LEGEND RIDER）                                                                               | 5 | 存放該假面騎士力量和該假面騎士形象克米的卡片。                                                          |
| KAMEN RIDER OOO PUTOTYRA COMBO                |          | 假面騎士OOO 翼角暴聯組             | 傳說騎士 （LEGEND RIDER）                                                                               | 5 | 存放該假面騎士力量和該假面騎士形象克米的卡片。                                                          |
| KAMEN RIDER OOO TAJADOL COMBO ETERNITY        |          | 假面騎士OOO 鷹孔鷲聯組 永恆        | 傳說騎士 （LEGEND RIDER）                                                                               | 5 | 存放該假面騎士力量和該假面騎士形象克米的卡片。                                                          |
| KAMEN RIDER BIRTH                             |          | 假面騎士Birth                      | 傳說騎士 （LEGEND RIDER）                                                                               | 5 | 存放該假面騎士力量和該假面騎士形象克米的卡片。                                                          |
| KAMEN RIDER DOUBLE                            |          | 假面騎士W                          | 傳說騎士 （LEGEND RIDER）                                                                               | 5 | 存放該假面騎士力量和該假面騎士形象克米的卡片。                                                          |
| KAMEN RIDER DOUBLE CYCLONE JOKER XTREME       |          | 假面騎士W 旋風王牌極限             | 傳說騎士 （LEGEND RIDER）                                                                               | 5 | 存放該假面騎士力量和該假面騎士形象克米的卡片。                                                          |
| KAMEN RIDER ACCEL                             |          | 假面騎士Accel                      | 傳說騎士 （LEGEND RIDER）                                                                               | 5 | 存放該假面騎士力量和該假面騎士形象克米的卡片。                                                          |
| KAMEN RIDER ETERNAL                           |          | 假面騎士Eternal                    | 傳說騎士 （LEGEND RIDER）                                                                               | 5 | 存放該假面騎士力量和該假面騎士形象克米的卡片。                                                          |
| MASKED RIDER DECADE                           |          | 假面騎士Decade                     | 傳說騎士 （LEGEND RIDER）                                                                               | 5 | 存放該假面騎士力量和該假面騎士形象克米的卡片。                                                          |
| MASKED RIDER DECADE COMPLETE FORM             |          | 假面騎士Decade 完全型態            | 傳說騎士 （LEGEND RIDER）                                                                               | 5 | 存放該假面騎士力量和該假面騎士形象克米的卡片。                                                          |
| MASKED RIDER DIEND                            |          | 假面騎士Diend                      | 傳說騎士 （LEGEND RIDER）                                                                               | 5 | 存放該假面騎士力量和該假面騎士形象克米的卡片。                                                          |
| MASKED RIDER KIVA                             |          | 假面騎士KIVA                       | 傳說騎士 （LEGEND RIDER）                                                                               | 5 | 存放該假面騎士力量和該假面騎士形象克米的卡片。                                                          |
| MASKED RIDER KIVA EMPEROR FORM                |          | 假面騎士KIVA 魔皇型態              | 傳說騎士 （LEGEND RIDER）                                                                               | 5 | 存放該假面騎士力量和該假面騎士形象克米的卡片。                                                          |
| MASKED RIDER                                  |          | 假面騎士IXA                        | 傳說騎士 （LEGEND RIDER）                                                                               | 5 | 存放該假面騎士力量和該假面騎士形象克米的卡片。                                                          |
| MASKED RIDER DARK KIVA                        |          | 假面騎士Dark KIVA                  | 傳說騎士 （LEGEND RIDER）                                                                               | 5 | 存放該假面騎士力量和該假面騎士形象克米的卡片。                                                          |
| MASKED RIDER DEN-O                            |          | 假面騎士電王                       | 傳說騎士 （LEGEND RIDER）                                                                               | 5 | 存放該假面騎士力量和該假面騎士形象克米的卡片。                                                          |
| MASKED RIDER DEN-O LINER FORM                 |          | 假面騎士電王 列車型態              | 傳說騎士 （LEGEND RIDER）                                                                               | 5 | 存放該假面騎士力量和該假面騎士形象克米的卡片。                                                          |
| MASKED RIDER ZERONOS                          |          | 假面騎士零神                       | 傳說騎士 （LEGEND RIDER）                                                                               | 5 | 存放該假面騎士力量和該假面騎士形象克米的卡片。                                                          |
| MASKED RIDER KABUTO                           |          | 假面騎士Kabuto                     | 傳說騎士 （LEGEND RIDER）                                                                               | 5 | 存放該假面騎士力量和該假面騎士形象克米的卡片。                                                          |
| MASKED RIDER KABUTO HYPER FORM                |          | 假面騎士Kabuto 超越型態            | 傳說騎士 （LEGEND RIDER）                                                                               | 5 | 存放該假面騎士力量和該假面騎士形象克米的卡片。                                                          |
| MASKED RIDER GATACK                           |          | 假面騎士Gatack                     | 傳說騎士 （LEGEND RIDER）                                                                               | 5 | 存放該假面騎士力量和該假面騎士形象克米的卡片。                                                          |
| MASKED RIDER DARK KABUTO                      |          | 假面騎士Dark Kabuto                | 傳說騎士 （LEGEND RIDER）                                                                               | 5 | 存放該假面騎士力量和該假面騎士形象克米的卡片。                                                          |
| MASKED RIDER HIBIKI                           |          | 假面騎士響鬼                       | 傳說騎士 （LEGEND RIDER）                                                                               | 5 | 存放該假面騎士力量和該假面騎士形象克米的卡片。                                                          |
| MASKED RIDER ARMED HIBIKI                     |          | 假面騎士裝甲響鬼                   | 傳說騎士 （LEGEND RIDER）                                                                               | 5 | 存放該假面騎士力量和該假面騎士形象克米的卡片。                                                          |
| MASKED RIDER IBUKI                            |          | 假面騎士威吹鬼                     | 傳說騎士 （LEGEND RIDER）                                                                               | 5 | 存放該假面騎士力量和該假面騎士形象克米的卡片。                                                          |
| MASKED RIDER BLADE                            |          | 假面騎士劍                         | 傳說騎士 （LEGEND RIDER）                                                                               | 5 | 存放該假面騎士力量和該假面騎士形象克米的卡片。                                                          |
| MASKED RIDER BLADE KING FORM                  |          | 假面騎士劍 國王型態                | 傳說騎士 （LEGEND RIDER）                                                                               | 5 | 存放該假面騎士力量和該假面騎士形象克米的卡片。                                                          |
| MASKED RIDER GARREN                           |          | 假面騎士金幣                       | 傳說騎士 （LEGEND RIDER）                                                                               | 5 | 存放該假面騎士力量和該假面騎士形象克米的卡片。                                                          |
| MASKED RIDER CHALICE                          |          | 假面騎士聖杯                       | 傳說騎士 （LEGEND RIDER）                                                                               | 5 | 存放該假面騎士力量和該假面騎士形象克米的卡片。                                                          |
| MASKED RIDER LEANGLE                          |          | 假面騎士權杖                       | 傳說騎士 （LEGEND RIDER）                                                                               | 5 | 存放該假面騎士力量和該假面騎士形象克米的卡片。                                                          |
| MASKED RIDER FAIZ                             |          | 假面騎士Faiz                       | 傳說騎士 （LEGEND RIDER）                                                                               | 5 | 存放該假面騎士力量和該假面騎士形象克米的卡片。                                                          |
| MASKED RIDER FAIZ BLASTER FORM                |          | 假面騎士Faiz 爆裂型態              | 傳說騎士 （LEGEND RIDER）                                                                               | 5 | 存放該假面騎士力量和該假面騎士形象克米的卡片。                                                          |
| MASKED RIDER NEXT FAIZ                        |          | 假面騎士NEXT Faiz                  | 傳說騎士 （LEGEND RIDER）                                                                               | 5 | 存放該假面騎士力量和該假面騎士形象克米的卡片。                                                          |
| MASKED RIDER                                  |          | 假面騎士Kaixa                      | 傳說騎士 （LEGEND RIDER）                                                                               | 5 | 存放該假面騎士力量和該假面騎士形象克米的卡片。                                                          |
| MASKED RIDER NEXT                             |          | 假面騎士NEXT Kaixa                 | 傳說騎士 （LEGEND RIDER）                                                                               | 5 | 存放該假面騎士力量和該假面騎士形象克米的卡片。                                                          |
| MASKED RIDER RYUKI                            |          | 假面騎士龍騎                       | 傳說騎士 （LEGEND RIDER）                                                                               | 5 | 存放該假面騎士力量和該假面騎士形象克米的卡片。                                                          |
| MASKED RIDER RYUKI SURVIVE                    |          | 假面騎士龍騎生存型態               | 傳說騎士 （LEGEND RIDER）                                                                               | 5 | 存放該假面騎士力量和該假面騎士形象克米的卡片。                                                          |
| MASKED RIDER KNIGHT                           |          | 假面騎士夜騎                       | 傳說騎士 （LEGEND RIDER）                                                                               | 5 | 存放該假面騎士力量和該假面騎士形象克米的卡片。                                                          |
| MASKED RIDER OUJA                             |          | 假面騎士王蛇                       | 傳說騎士 （LEGEND RIDER）                                                                               | 5 | 存放該假面騎士力量和該假面騎士形象克米的卡片。                                                          |
| MASKED RIDER AGITO                            |          | 假面騎士顎門                       | 傳說騎士 （LEGEND RIDER）                                                                               | 5 | 存放該假面騎士力量和該假面騎士形象克米的卡片。                                                          |
| MASKED RIDER AGITO SHINING FORM               |          | 假面騎士顎門 閃耀型態              | 傳說騎士 （LEGEND RIDER）                                                                               | 5 | 存放該假面騎士力量和該假面騎士形象克米的卡片。                                                          |
| MASKED RIDER ANOTHER AGITO                    |          | 假面騎士另類顎門                   | 傳說騎士 （LEGEND RIDER）                                                                               | 5 | 存放該假面騎士力量和該假面騎士形象克米的卡片。                                                          |
| MASKED RIDER G3                               |          | 假面騎士G3                         | 傳說騎士 （LEGEND RIDER）                                                                               | 5 | 存放該假面騎士力量和該假面騎士形象克米的卡片。                                                          |
| MASKED RIDER KUUGA                            |          | 假面騎士空我                       | 傳說騎士 （LEGEND RIDER）                                                                               | 5 | 存放該假面騎士力量和該假面騎士形象克米的卡片。                                                          |
| MASKED RIDER KUUGA ULTIMATE FORM              |          | 假面騎士空我 究極型態              | 傳說騎士 （LEGEND RIDER）                                                                               | 5 | 存放該假面騎士力量和該假面騎士形象克米的卡片。                                                          |
| MASKED RIDER 2                                |          | 假面騎士2號                        | 傳說騎士 （LEGEND RIDER）                                                                               | 5 | 存放該假面騎士力量和該假面騎士形象克米的卡片。                                                          |
| MASKED RIDER 1                                |          | 假面騎士1號                        | 傳說騎士 （LEGEND RIDER）                                                                               | 5 | 存放該假面騎士力量和該假面騎士形象克米的卡片。                                                          |

 超級戰隊克米卡一覽 
| 英文名稱                           | 日文名稱               | 中文名稱                  | 卡片屬性                  | 等級數字 | 備註                                           |
| ---------------------------------- | ---------------------- | ------------------------- | ------------------------- | -------- | ---------------------------------------------- |
| BUNRED（Summer movie ticket Ver.） |                        | BUN Red（夏季電影票Ver.） | 超級戰隊 （SUPER SENTAI） | EX       |                                                |
| BUNDORIO BUNDERAS                  | ブンドリオ・ブンデラス | 奔多里奧·奔德拉斯         | 超級戰隊 （SUPER SENTAI） | EX       | 存放該戰隊角色力量的克米的卡片。               |
| YAIYAI YARUCAR                     | ヤイヤイ・ヤルカー     | 耶耶·耶魯卡               | 超級戰隊 （SUPER SENTAI） | EX       | 存放該戰隊角色力量的克米的卡片。               |
| KUWAGATA OHGER                     |                        | 鍬形蟲王者                | 超級戰隊 （SUPER SENTAI） | 5        | 存放該戰隊成員力量和該戰隊成員形象克米的卡片。 |
| SPIDER KUMONOS                     |                        | 蜘蛛古莫諾斯              | 超級戰隊 （SUPER SENTAI） | 5        | 存放該戰隊成員力量和該戰隊成員形象克米的卡片。 |

## 本作登場怪人
有關參考：用語

### 瑪魯加姆（Malgam）
| 日文名稱  | 中文名稱                       | 英文名稱                              | 登場話數                                                                               | 克米                                                                                   | 身高                                                                                   | 體重                                                                                   | 特色 / 能力 | 備註 |
| --------- | ------------------------------ | ------------------------------------- | -------------------------------------------------------------------------------------- | -------------------------------------------------------------------------------------- | -------------------------------------------------------------------------------------- | -------------------------------------------------------------------------------------- | --- | --- |
|           | 螳螂瑪魯加姆                   | Mantis Malgam                         | 1                                                                                      | 鐮刀螳螂                                                                               | 224.7cm                                                                                | 78.8kg                                                                                 | 鐮刀 / 格鬥 | 鐮刀螳螂被克洛托吞下後的樣貌。 大幅增強克洛托優秀的格鬥能力，並因其體術使得左右鐮刃的斬擊更為鋒利，甚至能斬斷任何事物。 |
|           | 滑板瑪魯加姆                   | Skateboard Malgam                     | 2                                                                                      | 彎曲滑板                                                                               | 218.9cm                                                                                | 91.3kg                                                                                 | 高速滑行 / 能量彈 | 彎曲滑板對強烈惡意做出反應，附身成為瑪魯加姆的姿態。 擅長用身體取下的滑板高速滑行，並以高超的滑板技術越過障礙。 還能將能量注入至輪子作為子彈發射攻擊。 此外，由於被附身者強盜犯須藤的心態增強而變得狂暴化，不僅貪婪地追求金錢，還具備敏銳嗅探其味道並追蹤的習性。 |
|           | 毒蘑菇瑪魯加姆                 | Poisonous Mushroom Malgam             | 3                                                                                      | 劇毒蘑菇                                                                               | 206.0cm                                                                                | 106.2kg                                                                                | 毒 / 特殊孢子 | 劇毒蘑菇對強烈惡意做出反應，附身成為瑪魯加姆的姿態。 極其柔軟的傘部能抵禦各種物理攻擊，滴下的毒液能使目標麻痺和麻木。 散佈的特殊胞子能將分身寄生在人類上，造成大笑不止等負面影響。 此外，由於被附身者上班族茸本的心態增強，有著破壞他人幸福為樂的習性。 |
|           | 潛水艇瑪魯加姆                 | Submarine Malgam                      | 3 - 4                                                                                  | 深沉潛水艇                                                                             | 224.5cm                                                                                | 136.1kg                                                                                | 物質內潛航 / 魚雷 | 深沉潛水艇對強烈惡意做出反應，附身成為瑪魯加姆的姿態。 擅長在各種物質內長期潛航，並利用其伸出的眼睛在目標沒注意到的狀況下跟蹤和調查，也能用於拘束特定目標。 攻擊方面配有特殊潛航魚雷，能在保持隱身的狀態下擊破目標。 此外，由於被附身者跟蹤狂狩谷對自己喜好的異性的執著，有著永遠跟蹤其的習性。                                                                                     |
|           | 螞蟻瑪魯加姆                   | Ants Malgam                           | 4                                                                                      | 螞蟻騎兵                                                                               | 220.9cm（女王） 203.0cm（指揮）                                                        | 79.6kg（女王） 72.5kg（指揮）                                                          | 迷宮展開 / 增殖 | 螞蟻騎兵被拉克西斯吞下後的樣貌。 將目標引誘至展開的螞蟻巢狀迷宮中，利用女王創造的指揮隊進行集團戰鬥。 此外，女王本身也擁有極高的戰鬥力，擅長發射特殊酸液進行遠程攻擊，以及使用銳利的翅膀進行斬擊。 |
|           | 猩猩瑪魯加姆                   | Gorilla Malgam                        | 5                                                                                      | 猩猩老師                                                                               | 221.0cm                                                                                | 122.5kg                                                                                | 剛腕 / 職業摔角技 | 猩猩老師對強烈惡意做出反應，附身成為瑪魯加姆的姿態。 擅長利用筋肉發達的身體使出格鬥技，能使出被附身者前職業摔角選手剛力擅長的必殺技「風車式背摔」。 剛力原本持有的暴力性格因瑪魯加姆化而促進提升，除了力量超越他之外，沒有其他辦法阻止他的暴走。 |
|           | 鷹瑪魯加姆                     | Hawk Malgam                           | 6                                                                                      | 明星鷹                                                                                 | 201.3cm                                                                                | 83.9kg                                                                                 | 高高度飛行 / 射擊 | 明星鷹對錬金術師鉛崎博人的強烈惡意做出反應，附身成為瑪魯加姆的姿態。 擅長高高度飛行，能高速接近目標並從攻擊範圍外發射鋒利的羽毛進行射擊。 此外，鉛崎博人的心態也獲得增強，使他具有執著地追蹤和過度接近目標的習性。 |
|           | 蜻蜓瑪魯加姆                   | Dragonfly Malgam                      | 7 - 8                                                                                  | 卓越蜻蜓                                                                               | 199.0cm                                                                                | 79.8kg                                                                                 | 穩定飛行 / 射出針刺 | 卓越蜻蜓對理玖的父親砂山堅二的強烈惡意做出反應，附身成為瑪魯加姆的姿態。 使用閃亮的四枚羽翼來穩定飛行，擅長制空時從尾巴射出針刺進行遠距離攻擊。 此外，由於總是過度擔心理玖的幸福，深陷強烈的負面情感之中，有著強硬排除一切障礙的習性。 |
|           | 四葉草瑪魯加姆                 | Clover Malgam                         | 8                                                                                      | 快樂四葉草                                                                             | 194.9cm                                                                                | 72.6kg                                                                                 | 利用莖束縛 / 幸運 | 快樂四葉草被拉克西斯吞下後的樣貌。 能伸出堅固的纖維莖來束縛目標。 可能會因為稀少的幸運而增強戰鬥力，顯著提高攻擊命中率和迴避率。 |
|           | 叢林瑪魯加姆                   | Jungle Malgam                         | 9 - 10、25                                                                             | 小叢林                                                                                 | 136.8cm ～                                                                             | 158.4kg ～                                                                             | 急速成長 | 小叢林對嫌疑犯矢吹的強烈惡意做出反應，附身成為瑪魯加姆的姿態。 能吸收取之不盡的大地能量讓各個部位快速成長，可以使樹枝伸縮和樹幹巨大化。 此外，矢吹的心態也獲得增強，使他具有攻擊任何對手的習性。 |
|           | 四葉草瑪魯加姆 竹混種          | Clover Malgam Bamboo Mixtus           | 9                                                                                      | 快樂四葉草 / 砰砰竹                                                                    | 194.9cm                                                                                | 76.5kg                                                                                 | 利用莖束縛 / 幸運 / 射擊 | 快樂四葉草和砰砰竹被拉克西斯吞下後的樣貌。 右手腕裝備多管發射器而強化的四葉草瑪魯加姆，會因為稀少的幸運而增強戰鬥力，顯著提高攻擊命中率和迴避率。 拉克西斯具有同時吞下複數的克米來強化瑪魯加姆的特殊能力，透過匹配克米的屬性能將混合效果提高數倍。 |
|           | 電池瑪魯加姆                   | Battery Malgam                        | 10                                                                                     | 雷電池                                                                                 | 227.5cm                                                                                | 80.2kg                                                                                 | 電擊 | 雷電池對姫野劍與姫野聖的強烈惡意和仇恨做出反應，附身成為瑪魯加姆的姿態。 能將附身者「想燒盡一切」的負面心態所產生的負能量轉化為龐大的電荷，並具備無差別過度放電的特性。 |
|           | 蜘蛛瑪魯加姆                   | Spider Malgam                         | 11 - 12                                                                                | 捕獲狼蛛                                                                               | 204.4cm                                                                                | 85.3kg                                                                                 | 絲線的捕縛 / 陷阱 | 捕獲狼蛛對調查官針馬汐里的強烈惡意做出反應，附身成為瑪魯加姆的姿態。 釋放具有黏性的絲來纏繞目標，並設置美麗的幾何學圖案的陷阱來逼迫目標。 此外，因附身在針馬汐里上，能操控利用鍊金術大幅強化強度和黏性的紅色絲。 |
|           | 四葉草瑪魯加姆 竹王花混種      | Clover Malgam Bamboo Rafflesia Mixtus | 15                                                                                     | 快樂四葉草 / 砰砰竹 / 蟲王花                                                           | 194.9cm                                                                                | 81.7kg                                                                                 | 利用莖束縛 / 幸運 / 射擊 / 盾 / 神經毒 | 快樂四葉草、砰砰竹和蟲王花被拉克西斯吞下後三重鍊成的樣貌。 手腕裝備多管發射器和儲藏惡臭神經毒的盾牌，攻防同時強化的四葉草瑪魯加姆，會因為稀少的幸運而增強戰鬥力，顯著提高攻擊命中率、迴避率和防禦力。 |
|           | 大蛇瑪魯加姆                   | Orochi Malgam                         | 16、《假面騎士GOTCHARD The Future Daybreak》                                           | 邪岐大蛇                                                                               | 227.9cm                                                                                | 108.8kg                                                                                | 巨大化 / 石化光線 | 被格里昂佔據身體的拉克西斯，將邪岐大蛇吞下後的樣貌。 持有能巨大化和從八顆頭部發射石化光線來同時進行多次攻擊的特徵。 |
|           | 月亮瑪魯加姆                   | Moon Malgam                           | 17 - 18                                                                                | 安眠月亮                                                                               | 207.6cm                                                                                | 116.9kg                                                                                | 鐮刀 / 在影子中拘束 / 再生 | 格里昂使用安眠月亮和禁忌的鍊金術創造的瑪魯加姆。 它相信這個世界是地獄，永遠的睡眠是唯一的幸福的結論，使用大鐮刀將人們引誘到影子中。 能在影子中自由行動，並將在其中的沉睡視為至高的喜悅。 此外，即使受損也會像月亮的圓缺一樣再生。 |
|           | 三頭犬瑪魯加姆                 | Cerberus Malgam                       | 19                                                                                     | 黎明三頭犬                                                                             | 241.7cm                                                                                | 189.9kg 63.3kg（分身體）                                                               | 火炎攻擊 / 冰雪攻擊 / 電擊 / 拘束 / 分裂 / 再生                                                                                                  | 格里昂使用黎明三頭犬和禁忌的鍊金術創造的瑪魯加姆。 三顆頭各擅長火焰、冰雪和電擊，攻擊前會使用金色鎖鏈拘束目標。 其凶暴性能使用格里昂所製造的金色笛子來控制。 當它感受到危險時會分裂成三個個體，每個個體都持有一個能力。這種狀況下即使擊破兩個個體，也能集結到剩下的一顆頭上並再生。                                                                                                 |
|           | 天使瑪魯加姆                   | Angel Malgam                          | 20 - 21、《假面騎士GOTCHARD The Future Daybreak》                                      | 引導天使                                                                               | 246.9cm                                                                                | 100.9kg                                                                                | 魂體甦醒力 / 棒術 | 格里昂使用引導天使和禁忌的鍊金術創造的瑪魯加姆。 能利用克米持有的魂體甦醒力能力，復活的人記憶會保留，但失去生前擁有的技能。 此外，它也擅長棒術，使用薙刀狀武器進行戰鬥。 |
|           | 戰輪瑪魯加姆                   | Wheel Malgam                          | 20 - 21                                                                                | 瘋狂戰輪                                                                               | 221.4cm                                                                                | 113.9kg                                                                                | 內燃機 / 突進力 | 黑鋼史帕納激烈的黑暗被格里昂利用，與瘋狂戰輪融合成為瑪魯加姆的姿態。 頭部的內燃機產生爆發性力量，將所有力量集中到突進力，能粉碎所有事物。 |
|           | 螳螂瑪魯加姆（金色）           | Mantis Malgam （Gold）                | 22                                                                                     | 鐮刀螳螂                                                                               | 224.7cm                                                                                | 78.8kg                                                                                 | 鐮刀 / 格鬥 | 得到格里昂的力量的克洛托再次吞下鐮刀螳螂後的樣貌。 染成金色的身體進一步增強克洛托出色的格鬥能力，雙手鐮刀斬擊持有數倍的切斷力。 |
|           | 劍齒虎瑪魯加姆                 | Saber Tiger Malgam                    | 22                                                                                     | 劍齒獅虎                                                                               | 236.9cm                                                                                | 92.2kg                                                                                 | 牙 / 爪 / 格鬥 | 格里昂使用劍齒獅虎和禁忌的鍊金術創造的瑪魯加姆。 柔軟的身體能縱橫無盡地使用銳利且強大的兩顆尖牙和爪子進行怒濤般的攻擊，擅長剝奪獵物的平衡使其無法反擊後，單方面給予致命一擊的戰術。 |
|           | 螳螂瑪魯加姆 劍齒虎混種        | Mantis Malgam Saber Tiger Mixtus      | 22 - 23                                                                                | 鐮刀螳螂 / 劍齒獅虎                                                                    | 236.9cm                                                                                | 123.8kg                                                                                | 鐮刀 / 牙 / 爪 / 格鬥 | 得到格里昂的力量的克洛托將鐮刀螳螂和劍齒獅虎吞下後的樣貌。 擅長以筋肉發達的身體操控銳利且強大的兩顆尖牙和爪子，和在大型鐮刀斬擊搭配強力的連擊。 |
|           | 無齒翼龍瑪魯加姆               | Pteranodon Malgam                     | 24 - 25                                                                                | 瞬移翼龍                                                                               | 197.7cm                                                                                | 96.5kg                                                                                 | 瞬移 / 滑翔 / 能量波 | 格里昂使用瞬移翼龍和禁忌的鍊金術創造的瑪魯加姆。 能在空間中開啟傳送門，將被吸入的人和物進行瞬間移動。 能同時開啟複數的門，並擅長在該之間滑翔時發射能量波的一擊脫離戰法。 傳送門是與禁術相同性質的東西，人類進入時身體會承受巨大的負荷並受到侵蝕，最壞的情況下甚至會導致死亡。 |
|           | 猩猩瑪魯加姆 大王花混種        | Gorilla Malgam Rafflesia Mixtus       | 25                                                                                     | 猩猩老師 / 蟲王花                                                                      | 214.2cm                                                                                | 107.7kg                                                                                | 剛腕 / 格鬥 / 盾 / 神經毒 | 得到格里昂的力量的克洛托將猩猩老師和蟲王花吞下後的樣貌。 發揮強大的怪力，擅長肉搏戰能粉碎一切的剛腕拳擊，搭配儲存神經毒素的大盾，強化了防禦力和附加特殊攻擊。 |
|           | 龍瑪魯加姆                     | Dragon Malgam                         | 26、《假面騎士GOTCHARD The Future Daybreak》                                           | 諸龍黃昏                                                                               | 217.0cm                                                                                | 125.7kg                                                                                | 爪 / 飛翔 / 紅蓮之炎 | 格里昂使用諸龍黃昏和禁忌的鍊金術創造的瑪魯加姆。 得到原初克米諸龍黃昏的規格外力量，全身覆蓋著能抵擋或擊退一切攻擊的堅固鱗片，利用巨大爪子和紅蓮之炎蹂躪目標，並能使用大型翅膀進行飛翔。 此外，還具有被與其克米同時誕生的等級10宇宙克米「熱情地球」所吸引的特性。 |
|           | 螳螂瑪魯加姆（複製版）         | Mantis Malgam（Replica Ver.）         | 27                                                                                     | 複製鐮刀螳螂                                                                           | 224.7cm                                                                                | 94.6kg                                                                                 | 鐮刀 / 格鬥 | 格里昂使用複製鐮刀螳螂和禁忌的鍊金術創造的瑪魯加姆。 發出暗金色光芒的身體，在過度攝取黑暗波動而強化的瑪魯加姆，能使用左右鐮刀使出的斬擊斬斷一切。 |
|           | 電池瑪魯加姆（複製版）         | Battery Malgam（Replica Ver.）        | 27                                                                                     | 複製雷電池                                                                             | 227.5cm                                                                                | 96.2kg                                                                                 | 電擊 | 格里昂使用複製雷電池和禁忌的鍊金術創造的瑪魯加姆。 發出暗金色光芒的身體，在過度攝取黑暗波動而強化的瑪魯加姆，擅長釋放體內儲存的大量電荷來產生電擊。 |
|           | 油紙傘幽靈瑪魯加姆             | Karakasaobake Malgam                  | 28                                                                                     | 舌舔傘魂                                                                               | 215.3cm                                                                                | 94.4kg                                                                                 | 伸縮自在的舌 / 恐懼心的增幅 / 迴轉力 | 亞特羅波斯利用黃金魔方，使用舌舔傘魂和禁忌的鍊金術，創造附身在人類身上的瑪魯加姆。 持有伸縮自在的舌頭，增幅它舔到的對象的恐懼心。高速旋轉時，頭頂部的角和周圍的牙如同鑽頭和圓鋸一樣，具有驚人的破壞力。 並且，能發揮附身的人類擅長的組合技，可與妖精瑪魯加姆一同施展合體攻擊。 |
|           | 妖精瑪魯加姆                   | Fairy Malgam                          | 28                                                                                     | 關懷妖精                                                                               | 201.0cm                                                                                | 88.3kg                                                                                 | 活力增強 / 疲勞回復 / 爆炸 | 亞特羅波斯利用黃金魔方，使用關懷妖精和禁忌的鍊金術，創造附身在人類身上的瑪魯加姆。 擅長產生閃耀光輝的治癒能量「妖精能量」，向目標使用能使其增強活力、恢復疲勞等效果，但如果能量密度過高時，可能會有不穩定並會爆炸的風險。 並且，能發揮附身的人類擅長的組合技，可與油紙傘幽靈瑪魯加姆一同施展合體攻擊。                                                                              |
|           | 九尾瑪魯加姆                   | Kyubi Malgam                          | 29                                                                                     | 九尾                                                                                   | 209.9cm                                                                                | 99.9kg                                                                                 | 九種特殊能力 | 被稱呼為「狐狸大人」的村裡的石像藉由九尾的力量誕生的特異瑪魯加姆。 能熟練使用空中浮游和幻影等九種特殊能力。 在自身與正常空間產生特殊領域，能夠閃避任何攻擊。 |
|           | 猛獁象瑪魯加姆                 | Mammoth Malgam                        | 30 - 31                                                                                | 暴雪猛獁象                                                                             | 213.6cm                                                                                | 184.7kg                                                                                | 暴風雪 / 怪力 | 亞特羅波斯利用黃金魔方，使用禁術將4個人造人與暴雪猛獁象合成的瑪魯加姆。 擅長噴出能瞬間凍結一切的暴風雪，並用自身重量級身軀使出的怪力粉碎凍結的目標。 |
|           | 克拉肯瑪魯加姆                 | Kraken Malgam                         | 31                                                                                     | 漆黑克拉肯                                                                             | 233.9cm                                                                                | 110.8kg                                                                                | 幻覺 / 軟體 / 8隻手臂 | 亞特羅波斯利用黃金魔方，使用漆黑克拉肯和禁忌的鍊金術鍊成的瑪魯加姆。 非常柔軟的身體能吸收衝擊來減輕受到的傷害，用無法預測的流暢動作且伸縮自在的8隻手臂來玩弄目標。 此外，淋到從背後噴出的墨的生物，會被稱為「地獄之闇」的特殊領域壟罩，陷入幻覺之中。 |
|           | 奇蝦瑪魯加姆                   | Anomalocaris Malgam                   | 32                                                                                     | 惡魔奇蝦                                                                               | 207.9cm                                                                                | 90.2kg                                                                                 | 觸手 / 高速游泳 | 惡魔奇蝦對人類的惡意和憎惡做出反應，附身成為瑪魯加姆的姿態。 以自豪的瞬間爆發力操控伸縮自在的觸手，產生足以刺穿瀝青的破壞力。在水中會成為更強大的武器，被瞄準的目標將無處可逃。 |
|           | ARK-ONE瑪魯加姆 4型態混種      | ARK-ONE Malgam 4type Mixtus           | 35                                                                                     | 空蕩菊石 / 千兆巨齒鯊 / 生存殭屍 / 情緒流星                                            | 199.9cm                                                                                | 111.1kg                                                                                | 觸手 / 斬擊 / 溶解液 / 隕石 | 冥黑王 吉吉斯特以「假面騎士」為基礎所鍊成的怪異瑪魯加姆。 為肉體與精神因再鍊成而甦醒的歲月所變身而成的ARK-ONE與4體克米強制鍊成的模樣。 擁有預測計算的ARK-ONE能力，與各種克米的力量互相結合，有著壓倒性的戰鬥力。 |
|           | 彎曲滑板瑪魯加姆（冥黑）       | Skebows Malgam （Dark）               | 36                                                                                     | 彎曲滑板                                                                               | 218.9cm                                                                                | 151.1kg                                                                                | 暴走 / 高速滑行 / 能量彈 | 彎曲滑板因冥黑王 吉吉斯特的力量而變化成瑪魯加姆的姿態。 散發出與過去的瑪魯加姆無法相比的惡意，並展現出驚人的戰鬥力。 擅長用身體取下的滑板高速滑行，並以高超的滑板技術越過障礙。 還能將能量注入至輪子作為子彈發射攻擊。 |
|           | 螞蟻騎兵瑪魯加姆（冥黑）       | Antrooper Malgam（Dark）              | 37                                                                                     | 螞蟻騎兵                                                                               | 220.9cm（女王） 203.0cm（指揮）                                                        | 131.6kg（女王） 119.9kg（指揮）                                                        | 暴走 / 迷宮展開 / 增殖 | 螞蟻騎兵因冥黑王 吉吉斯特的力量而變化成瑪魯加姆的姿態。 擅長發射特殊酸液進行遠程攻擊，以及使用銳利的翅膀進行斬擊。 此外，能利用增殖來產生指揮體並進行集團戰鬥。 |
|           | 蝗蟲1瑪魯加姆（冥黑）          | Hopper1 Malgam（Dark）                | 37                                                                                     | 蝗蟲1                                                                                  | 213.5cm                                                                                | 98.1kg                                                                                 | 暴走 / 跳躍力 / 飛翔 / 分身體 / 暴食 | 蝗蟲1因冥黑王 吉吉斯特的力量而變化成瑪魯加姆的姿態。 由於濫用蝗蟲1能變化成等級10的力量，使其成為擁有前所未見力量的瑪魯加姆。 擁有極高的跳躍力和飛翔能力所帶來的卓越運動性能，以及分身體所能展現的多變攻擊方式，並具有吞噬一切的習性。 然而，由於作為基礎的蝗蟲1表現出強烈的排斥反應，導致其力量和精神之間失去平衡。                                                                 |
|           | 幻想瑪魯加姆 5型態混種（冥黑） | Fantastic Malgam 5type Mixtus（Dark） | 38                                                                                     | 魔箭半人馬 / 銀獅鷲 / / 霸王奧丁 / 臂甲芬里爾                                          | 209.3cm                                                                                | 208.5kg                                                                                | 弓箭 / 飛翔 / 爪 / 槍 / 水流控制 / 天候控制 | 冥黑王 吉吉斯特以5體幻想型克米所鍊成的怪異瑪魯加姆。 擁有神話中流傳的傳說之力，能以超常的連續攻擊逼近。 此外，由於被冥黑王施加了複雜的術式，解除鍊成需要相當於同時解除五個普通瑪魯加姆的超高級技術。 |
|           | ???瑪魯加姆                    | ???Malgam                             | 42                                                                                     | ?                                                                                      | 199.1cm                                                                                | 118.3kg                                                                                | 甲殼 | 謎之克米對人類的惡意和憎惡做出反應，附身成為瑪魯加姆的姿態。 當宿主的人類防衛本能全面被激發時會出現巨大甲殼，能抵禦所有攻擊。 |
|           | ???瑪魯加姆                    | ???Malgam                             | 42                                                                                     | ?                                                                                      | 204.7cm                                                                                | 232.9kg                                                                                | 大砲 / 飛彈 | 謎之克米對人類的惡意和憎惡做出反應，附身成為瑪魯加姆的姿態。 當宿主的人類的破壞衝動被激發時，會變成擅長使用大砲和飛彈進行攻擊的狀態。 |
|           | 烏龜咚瑪魯加姆（冥黑）         | Kamedoon Malgam（Dark）               | 43                                                                                     | 烏龜咚                                                                                 | 204.7cm                                                                                | 380.8kg                                                                                | 甲殼 / 大砲 / 飛彈 | 格里昂藉由鶴原鍵一隱藏起來的負面情感，將謎之克米「烏龜咚」強制鍊成的特殊瑪魯加姆。 擁有極為優秀的防禦力及壓倒性的火力兩種不同的能力。 |
|           | 潛水艇瑪魯加姆（克米因子）     | Submarine Malgam（Chemy Factor）      | 44                                                                                     | 深沉潛水艇（克米因子）                                                                 | 224.5cm                                                                                | 225.2kg                                                                                | 暴走 / 物質內潛航 / 魚雷 | 冥黑王 蓋利亞利用曾變成瑪魯加姆的狩谷守的強烈惡意和殘留在體內的「克米因子」與冥黑之力結合，使其暴走後誕生。 釋放出的惡意與以往的瑪魯加姆化無法相比，並展現出驚人的戰鬥能力。 能在各種物質內長期潛航，並利用其伸出的眼睛在目標沒注意到的狀況下跟蹤和調查。 攻擊方面配有特殊潛航魚雷，能在保持隱身的狀態下擊破目標。 此外，被附身者對自己喜好的異性的執著，永遠跟蹤其的習性沒有改變。 |
|           | 叢林瑪魯加姆（克米因子）       | Jungle Malgam（Chemy Factor）         | 44 - 45                                                                                | 小叢林（克米因子）                                                                     | 136.8cm ～                                                                             | 261.2kg ～                                                                             | 暴走 / 急速成長 | 冥黑王 蓋利亞利用曾變成瑪魯加姆的矢吹恭一的強烈惡意和殘留在體內的「克米因子」與冥黑之力結合，使其暴走後誕生。 釋放出的惡意與以往的瑪魯加姆化無法相比，並展現出驚人的戰鬥能力。 能吸收取之不盡的大地能量讓各個部位快速成長，可以使樹枝伸縮和樹幹巨大化。 此外，被附身者的心態也獲得增強，隨機攻擊對象的習性也進一步增強。                                                            |
|           | 電池瑪魯加姆（克米因子）       | Battery Malgam（Chemy Factor）        | 45                                                                                     | 雷電池（克米因子）                                                                     | 227.5cm                                                                                | 131.9kg                                                                                | 暴走 / 電擊 | 冥黑王 蓋利亞使用占星鍊金術引導出姫野聖的本質，並使用冥黑之力使其暴走，誕生出特殊的瑪魯加姆。 具有將人類負面情緒產生的負能量轉換為體內巨大的電荷並進行過度放電的能力。 這種能力源於她曾經展示過的一種特異能力，能吸收他人變化成瑪魯加姆的力量並變為己用，即使被擊敗也會不斷生成擁有更強憎恨的個體，從而引發無限的惡夢連鎖。                                                         |
|           | 猩猩瑪魯加姆（克米因子）       | Gorilla Malgam（Chemy Factor）        | 46                                                                                     | 猩猩老師（克米因子）                                                                   | 221.0cm                                                                                | 202.3kg                                                                                | 暴走 / 剛腕 / 職業摔角技 | 冥黑王 蓋利亞利用曾變成瑪魯加姆的魔像剛力的強烈惡意和殘留在體內的「克米因子」與冥黑之力結合，使其暴走後誕生。 釋放出的惡意與以往的瑪魯加姆化無法相比，而且具有的暴力性格被進一步激發，處於無法控制的狀態。 使得其能展現了驚人的戰鬥能力，但得意的必殺技「風車式背摔」的威力並沒有特別變化。                                                                                         |
|           | 毒蘑菇瑪魯加姆（冥黑）         | Poisonous Mushroom Malgam（Dark）     | 46                                                                                     | 劇毒蘑菇                                                                               | 206.0cm                                                                                | 175.2kg                                                                                | 暴走 / 毒 / 特殊胞子 | 劇毒蘑菇因冥黑王 蓋利亞力量而變化成瑪魯加姆的姿態。 從能夠抵擋任何物理攻擊的極其柔軟的傘中滴落的毒液，以及能讓分身寄生於人類上，會讓人不停地發笑等惡劣影響的特殊孢子，這些毒液和孢子變得更加惡毒。 |
|           | 奇蝦瑪魯加姆（克米因子）       | Anomalocaris Malgam（Chemy Factor）   | 49                                                                                     | 惡魔奇蝦（克米因子）                                                                   | 207.9㎝                                                                                | 118.1kg                                                                                | 暴走 / 觸手 / 高速游泳 | 冥黑王 蓋利亞利用曾變成奇蝦瑪魯加姆的人類的強烈惡意和殘留在體內的「克米因子」與冥黑之力結合，使其暴走誕生後放任自流。 釋放出的惡意與以往的瑪魯加姆化無法相比，其伸縮自如的觸手能夠以驚人的瞬間爆發力操作，產生足以粉碎鋼鐵的破壞力，在水中的戰鬥能力異常強大，被瞄準的目標將無處可逃。                                                                                              |
|           | 巫師瑪魯加姆                   | Wizard Malgam                         | 更多 ： 假面騎士THE WINTER MOVIE GOTCHARD & GEATS 最強克米☆GOTCHA大作戰 § 本作登場怪人 | 更多 ： 假面騎士THE WINTER MOVIE GOTCHARD & GEATS 最強克米☆GOTCHA大作戰 § 本作登場怪人 | 更多 ： 假面騎士THE WINTER MOVIE GOTCHARD & GEATS 最強克米☆GOTCHA大作戰 § 本作登場怪人 | 更多 ： 假面騎士THE WINTER MOVIE GOTCHARD & GEATS 最強克米☆GOTCHA大作戰 § 本作登場怪人 | 更多 ： 假面騎士THE WINTER MOVIE GOTCHARD & GEATS 最強克米☆GOTCHA大作戰 § 本作登場怪人                                                           | 更多 ： 假面騎士THE WINTER MOVIE GOTCHARD & GEATS 最強克米☆GOTCHA大作戰 § 本作登場怪人 |
| 超戰鬥DVD | 巫師瑪魯加姆                   | Wizard Malgam                         | 無                                                                                     | cm                                                                                     | kg                                                                                     |                                                                                        | 於聯動劇場版《假面騎士THE WINTER MOVIE GOTCHARD & GEATS 最強克米☆GOTCHA大作戰》後，殘留的魔法師邪魔徒合體而誕生的瑪魯加姆，胸前有著「Ⅱ」的標誌。 | |
|           | 博士瑪魯加姆                   | Doctor Malgam                         | 更多 ： 冥黑啟示錄 拉克西斯 § 本作登場怪人                                             | 更多 ： 冥黑啟示錄 拉克西斯 § 本作登場怪人                                             | 更多 ： 冥黑啟示錄 拉克西斯 § 本作登場怪人                                             | 更多 ： 冥黑啟示錄 拉克西斯 § 本作登場怪人                                             | 更多 ： 冥黑啟示錄 拉克西斯 § 本作登場怪人 | 更多 ： 冥黑啟示錄 拉克西斯 § 本作登場怪人 |

### 冥黑王相關
克洛托雷比斯
原文： / Clotho Rebis
身高：196.1cm
體重：65.4kg
特色 / 能力：格鬥 / 衝擊波
（替身演員 + CV：宮原華音）
追求力量的克洛托獲得冥黑王 吉吉斯特的力量後所變化的黑裝姿態。
克洛托具備的格鬥天分開花結果，在近距離戰鬥上成為無與倫比的存在。
然而，作為人造人的高完成度反而成為障礙，精神狀態對戰鬥力產生極大的影響。
在冥黑王 蓋利亞重置克洛托體內的冥黑之力後，此形態就不再出現。
冥黑王 吉吉斯特
原文： / Dark Alchemist Gigist
身高：240.3cm
體重：126.0kg
特色 / 能力：空間鍊金術
（替身演員：草野伸介、CV：置鮎龍太郎）
於第31話最後，從暗黑之門中降臨的存在。
擅長被認為是源自於神働術，遠超越禁術的空間鍊金術。
擁有僅使用克米就能創造出瑪魯加姆的能力。
冥黑王 吉吉斯特（複製）
原文： / Dark Alchemist Gigist（Repli）
身高：240.3cm
體重：126.0kg
特色 / 能力：空間鍊金術
（替身演員：草野伸介）
格里昂所複製出的吉吉斯特傀儡。
同樣能使出吉吉斯特擅長的空間鍊金術。
冥黑王 傑魯曼
原文： / Dark Alchemist Germain
身高：221.3cm
體重：114.0kg
特色 / 能力：鍊金術
（替身演員：淺井宏輔、CV：天崎滉平）
被封印在暗黑之門中的謎之存在「冥黑王」的其中一人。
為鍊金術師始祖的存在，擁有能從無機物誕生出有機物的非凡技藝。
冥黑王 傑魯曼（複製）
原文： / Dark Alchemist Germain（Repli）
身高：221.3cm
體重：114.0kg
特色 / 能力：鍊金術
（替身演員：淺井宏輔）
格里昂所複製出的傑魯曼傀儡。
同樣能使出傑魯曼擅長的鍊金術。
冥黑王 蓋利亞
原文： / Dark Alchemist Gaelijah
身高：216.3cm
體重：93.0kg
特色 / 能力：占星鍊金術
（替身演員：酒井菜菜子、CV：伊藤彩沙）
被封印在暗黑之門中的謎之存在「冥黑王」的其中一人。
使用鍊金和占星創立獨特的術式體系，將所有事象都交由星辰流轉來決定。
擁有僅利用人類就能創造出瑪魯加姆的能力。
冥黑王 蓋利亞（複製）
原文： / Dark Alchemist Gaelijah（Repli）
身高：216.3cm
體重：93.0kg
特色 / 能力：占星鍊金術
（替身演員：酒井菜菜子）
格里昂所複製出的蓋利亞傀儡。
同樣能使出蓋利亞擅長的占星鍊金術。
烏洛波羅斯
原文： / Ouroboros
魔像
原文： / Golem
身高：212.9cm
體重：317.6kg
特色 / 能力：岩石系鍊金術
冥黑王 傑魯曼從無機物鍊成的人工生命體。
由於從大地鍊成而具有土的屬性，擁有極大的怪力和異常的耐久性。
擅長岩石系的鍊金術，能夠進行投石和地形變化的攻擊，並能利用岩石裝甲和岩壁進行無懈可擊的防禦和攻擊強化。

## 製作團隊
- 原作：石之森章太郎
- 劇本：長谷川圭一、內田裕基、井上亞樹子
- 導演：田崎龍太 等
- 動作導演：福澤博文（RED ENTERTAINMENT DELIVER）
- 特攝導演：佛田洋（特攝研究所）
- 音樂：高木洋
- 總製作人：大川武宏（朝日電視台）
- 製作人：芝高啓介（朝日電視台）、湊陽祐（東映）
- 製作：朝日電視台、東映、旭通DK

## 播放列表
以下時間以當地時間（日本時間）為準：
| 日本首播                           | 香港首播   | 集數          | 日文標題 | 中文標題                         | 登場敵役                                                                                                | 編劇                | 導演     |
| ---------------------------------- | ---------- | ------------- | -------- | -------------------------------- | --- | ------------------- | -------- |
| 『第1章・GOTCHA！克米！』篇        |            |               |          |                                  | |                     |          |
| 2023/09/03                         | 2024/09/01 | 1             |          | GOTCHA！蝗蟲1！                  | - 螳螂瑪魯加姆                                                                                          | 長谷川圭一 內田裕基 | 田崎龍太 |
| 2023/09/10                         | 2024/09/08 | 2             |          | 追跡，錬金，彎曲滑板！           | - 滑板瑪魯加姆                                                                                          | 長谷川圭一 內田裕基 | 田崎龍太 |
| 2023/09/17                         | 2024/09/15 | 3             |          | 武士道，找到了。                 | - 毒蘑菇瑪魯加姆 - 潛水艇瑪魯加姆                                                                       | 長谷川圭一          | 山口恭平 |
| 2023/09/24                         | 2024/09/22 | 4             |          | 螞蟻騎兵・迷宮                   | - 潛水艇瑪魯加姆 - 螞蟻瑪魯加姆                                                                         | 長谷川圭一          | 山口恭平 |
| 2023/10/01                         | 2024/09/29 | 5             |          | 燃燒吧！戰鬥吧！摔角手G！        | - 猩猩瑪魯加姆                                                                                          | 長谷川圭一          | 渡邊勝也 |
| 2023/10/08                         | 2024/10/06 | 6             |          | 超A級☆扭曲之星                   | - 鷹瑪魯加姆                                                                                            | 長谷川圭一          | 渡邊勝也 |
| 2023/10/15                         | 2024/10/13 | 7             |          | 再見尖針仙人掌                   | - 蜻蜓瑪魯加姆                                                                                          | 內田裕基            | 柴崎貴行 |
| 2023/10/22                         | 2024/10/20 | 8             |          | 卓越的羈絆                       | - 蜻蜓瑪魯加姆 - 四葉草瑪魯加姆                                                                         | 內田裕基            | 柴崎貴行 |
| 2023/10/29                         | 2024/10/27 | 9             |          | 往京都衝刺！修學旅行！           | - 叢林瑪魯加姆 - 四葉草瑪魯加姆 竹混種                                                                  | 長谷川圭一          | 田崎龍太 |
| 2023/11/12                         | 2024/11/03 | 10            |          | 炎之京都！～悲戀・克米雷電事件～ | - 叢林瑪魯加姆 - 電池瑪魯加姆                                                                           | 長谷川圭一          | 田崎龍太 |
| 『第2章・來襲！等級數字10！』篇    |            |               |          |                                  | |                     |          |
| 2023/11/19                         | 2024/11/10 | 11            |          | 抓住！間諜！？騎士失格！？       | - 蜘蛛瑪魯加姆                                                                                          | 長谷川圭一          | 福澤博文 |
| 2023/11/26                         | 2024/11/17 | 12            |          | 暴走列車！暗黒騎士！             | - 蜘蛛瑪魯加姆 - 假面騎士DREAD                                                                          | 長谷川圭一          | 福澤博文 |
| 2023/12/03                         | 2024/11/24 | 13            |          | 奪回！友情 X FOREVER！           | - 假面騎士DREAD                                                                                         | 長谷川圭一          | 渡邊勝也 |
| 2023/12/10                         | 2024/12/01 | 14            |          | 一口咬下的暴龍！危險的X          | - 假面騎士DREAD                                                                                         | 長谷川圭一          | 渡邊勝也 |
| 2023/12/17                         | 2024/12/08 | 15            |          | 抓住快樂！閃耀GOTCHALIBUR        | - 四葉草瑪魯加姆 竹王花混種 - 假面騎士DREAD                                                             | 長谷川圭一          | 渡邊勝也 |
| 『第3章・解體！鍊金學院！』篇      |            |               |          |                                  | |                     |          |
| 2023/12/24                         | 2024/12/15 | 16            |          | 危機Xmas！大蛇事變               | - 大蛇瑪魯加姆                                                                                          | 內田裕基            | 柴崎貴行 |
| 2024/01/07                         | 2024/12/22 | 17            |          | 月亮破壞・傳話者                 | - 月亮瑪魯加姆 - 假面騎士DREAD                                                                          | 內田裕基            | 柴崎貴行 |
| 2024/01/14                         | 2024/12/29 | 18            |          | 奔向前方！進化的烈焰之路！       | - 月亮瑪魯加姆                                                                                          | 內田裕基            | 田崎龍太 |
| 2024/01/21                         | 2025/01/05 | 19            |          | 凜音的黎明！變身・MAJADE！       | - 三頭犬瑪魯加姆 - 假面騎士DREAD                                                                        | 井上亞樹子          | 田崎龍太 |
| 2024/01/28                         | 2025/01/12 | 20            |          | 微笑的天使，難笑的真相           | - 天使瑪魯加姆 - 戰輪瑪魯加姆                                                                           | 長谷川圭一          | 杉原輝昭 |
| 2024/02/04                         | 2025/01/19 | 21            |          | 瘋狂戰士！黒炎的VALVARAD！       | - 天使瑪魯加姆 - 戰輪瑪魯加姆 - 假面騎士DREAD                                                           | 長谷川圭一          | 杉原輝昭 |
| 2024/02/11                         | 2025/01/26 | 22            |          | 愛為劍刃！突如其來的克米・故事   | - 螳螂瑪魯加姆（金色） - 劍齒虎瑪魯加姆 - 螳螂瑪魯加姆 劍齒虎混種                                       | 井上亞樹子          | 山口恭平 |
| 2024/02/18                         | 2025/02/02 | 23            |          | 內心的心動一直都在               | - 螳螂瑪魯加姆 劍齒虎混種                                                                               | 井上亞樹子          | 山口恭平 |
| 2024/02/25                         | 2025/02/09 | 24            |          | 急轉直下！禁斷的鋼鐵騎士！       | - 無齒翼龍瑪魯加姆 - 假面騎士DREAD                                                                      | 內田裕基            | 柴崎貴行 |
| 2024/03/03                         | 2025/02/16 | 25            |          | 年輕老師的過錯                   | - 無齒翼龍瑪魯加姆 - 叢林瑪魯加姆 - 猩猩瑪魯加姆 大王花混種 - 假面騎士DREAD                             | 內田裕基            | 柴崎貴行 |
| 2024/03/10                         | 2025/02/23 | 26            |          | 惡意的阻饒，漆黑的風             | - 龍瑪魯加姆 - 假面騎士DREAD                                                                            | 長谷川圭一          | 田崎龍太 |
| 2024/03/17                         | 2025/03/02 | 27            |          | GOTCHA！交錯蝗蟲！               | - 螳螂瑪魯加姆（複製版） - 電池瑪魯加姆（複製版） - 假面騎士DREAD                                       | 長谷川圭一          | 田崎龍太 |
| 『第4章・集結！101個克米！』篇     |            |               |          |                                  | |                     |          |
| 2024/03/24                         | 2025/03/09 | 28            |          | 舌舔怪奇！蓮華的歸鄉             | - 油紙傘幽靈瑪魯加姆 - 妖精瑪魯加姆                                                                     | 井上亞樹子          | 田口清隆 |
| 2024/03/31                         | 2025/03/16 | 29            |          | 這個村子在哭泣                   | - 九尾瑪魯加姆                                                                                          | 井上亞樹子          | 田口清隆 |
| 2024/04/07                         | 2025/03/23 | 30            |          | 勁敵參上！？GOTCHA與茱麗葉       | - 猛獁象瑪魯加姆 - 假面騎士DREAD                                                                        | 長谷川圭一          | 山口恭平 |
| 2024/04/14                         | 2025/03/30 | 31            |          | 黑暗的兩人，相信彼此。           | - 猛獁象瑪魯加姆 - 克拉肯瑪魯加姆                                                                       | 長谷川圭一          | 山口恭平 |
| 2024/04/21                         | 2025/04/06 | 32            |          | 現身的大王！人偶們的困境         | - 奇蝦瑪魯加姆                                                                                          | 內田裕基            | 坂本浩一 |
| 2024/04/28                         | 2025/04/13 | 33            |          | 傳說騎士？還早100年呢！          | - 假面騎士DARK KIVA（HUNDRED） - 假面騎士GLARE（HUNDRED） - 假面騎士ETERNAL（HUNDRED）                  | 內田裕基            | 坂本浩一 |
| 2024/05/05                         | 2025/04/20 | 34            |          | Only One！條條大路通豪華         | - 假面騎士DARK KIVA（HUNDRED） - 假面騎士ARK-ZERO（HUNDRED） - 假面騎士ARK-ONE（HUNDRED）               | 內田裕基            | 柴崎貴行 |
| 2024/05/12                         | 2025/04/27 | 35            |          | 豪華時刻！傳奇永不結束           | - 假面騎士ARK-ONE（HUNDRED） - ARK-ONE瑪魯加姆 4型態混種                                                | 內田裕基            | 柴崎貴行 |
| 2024/05/19                         | 2025/05/04 | 36            |          | 克米的起源！我理解了             | - 彎曲滑板瑪魯加姆（冥黑） - 克洛托雷比斯                                                               | 井上亞樹子          | 田崎龍太 |
| 2024/05/26                         | 2025/05/11 | 37            |          | 蝗蟲1與寶藏                      | - 螞蟻騎兵瑪魯加姆（冥黑） - 蝗蟲1瑪魯加姆（冥黑）                                                      | 井上亞樹子          | 田崎龍太 |
| 2024/06/02                         | 2025/05/18 | 38            |          | 彩虹的彼端                       | - 幻想瑪魯加姆 5型態混種（冥黑）                                                                        | 內田裕基            | 山口恭平 |
| 2024/06/09                         | 2025/05/25 | 39            |          | GOTCHA完成！Climax101！          | - 克洛托雷比斯 - 冥黑王 吉吉斯特                                                                        | 內田裕基            | 山口恭平 |
| 『最終章・激戰！騎士VS冥黑王！』篇 |            |               |          |                                  | |                     |          |
| 2024/06/16                         | 2025/06/01 | 40            |          | 邪惡降臨！三倍偉大的冥黑王       | - 克洛托雷比斯 - 魔像 - 冥黑王 吉吉斯特 - 冥黑王 傑魯曼 - 冥黑王 蓋利亞                                 | 井上亞樹子          | 坂本浩一 |
| 2024/06/23                         | 2025/06/08 | 41            |          | 神的仿製品，彩虹的祝福           | - 克洛托雷比斯 - 魔像 - 冥黑王 傑魯曼                                                                   | 井上亞樹子          | 坂本浩一 |
| 2024/06/30                         | 2025/06/15 | 42            |          | Let's 搜索！第102隻與哥哥的想法  | - ???瑪魯加姆 - ???瑪魯加姆                                                                             | 內田裕基            | 田口清隆 |
| 2024/07/07                         | 2025/06/22 | 43            |          | 愛、哀、AI！？ 消除憎恨的力量    | - 烏龜咚瑪魯加姆（冥黑） - 魔像 - DREAD騎兵零式                                                         | 內田裕基            | 田口清隆 |
| 2024/07/14                         | 2025/06/29 | 44            |          | 當深沉的記憶被打開時             | - 克洛托雷比斯 - 魔像 - 潛水艇瑪魯加姆（克米因子） - 叢林瑪魯加姆（克米因子）                           | 長谷川圭一          | 渡邊勝也 |
| 2024/07/21                         | 2025/07/06 | 45            |          | 命運的相遇，愛恨分歧點！         | - 叢林瑪魯加姆（克米因子） - 電池瑪魯加姆（克米因子）                                                   | 長谷川圭一          | 渡邊勝也 |
| 2024/07/28                         | 2025/07/13 | 46            |          | 黑色占星，黑鋼的宣誓             | - 猩猩瑪魯加姆（克米因子） - 毒蘑菇瑪魯加姆（冥黑）                                                     | 井上亞樹子          | 山口恭平 |
| 2024/08/04                         | 2025/07/20 | 47            |          | 大激戰！寶太郎VS史帕納           | - 假面騎士VALVARAD                                                                                      | 井上亞樹子          | 山口恭平 |
| 2024/08/11                         | 2025/07/27 | 48            |          | 黃昏永別了                       | - 冥黑王 蓋利亞                                                                                         | 井上亞樹子          | 田崎龍太 |
| 2024/08/18                         | 2025/08/03 | 49            |          | 金屬戰士！白銀的VALVARAD         | - 奇蝦瑪魯加姆（克米因子） - 冥黑王 吉吉斯特                                                            | 長谷川圭一          | 田崎龍太 |
| 2024/08/25                         | 2025/08/10 | 50 （最終話） |          | 你與我的CHEMY×STORY              | - 冥黑王 吉吉斯特（複製） - 冥黑王 傑魯曼（複製） - 冥黑王 蓋利亞（複製） - DREAD騎兵軍式 - 假面騎士ELD | 内田裕基            | 田崎龍太 |

## 音樂

### 主題曲
「CHEMY×STORY」
- 演唱：BACK-ON（1 - 16、39[註 79]）、BACK-ON × FLOW（17 - 37、39 - 50）[59]
- 作詞：藤林聖子
- 作曲：Hi-yunk（BACK-ON）
- 編曲：Hi-yunk（BACK-ON）（1 - 16、39）、FLOW（17 - 37、39 - 50）

### 插曲
「Rising Fighter」（2 - 6、8、10 - 11、13、15 - 16、50）
- 演唱：Beverly
- 作詞：坂田麻美
- 作曲：與田春生、妻夫木崇次
- 編曲：妻夫木崇次

「What's your FIRE」（18 - 19、21 - 23、25 - 28、31 - 32、34 - 35、41）
- 演唱：RIDER CHIPS
- 作詞：藤林聖子
- 作曲、編曲：tatsuo

「君にズッキュン」（22 - 23）
- 演唱：山中柔太朗
- 作詞：瀧尾沙
- 作曲、編曲：tatsuo

「THE SKY'S THE LIMIT」（38 - 42、44、46、50）
- 演唱：BACK-ON × Beverly
- 作詞：Hi-yunk (BACK-ON) TEEDA
- 作曲、編曲：Hi-yunk (BACK-ON)

「ガッチャ！101ケミー」（41）
- 演唱：KAMEN RIDER GIRLS
- 作詞：瀧尾沙
- 作曲、編曲：tatsuo

「We Are GIRLS!!!」（41）
- 演唱：KAMEN RIDER GIRLS
- 作詞：秋田知里
- 作曲、編曲：AYANO

「素直にI love youを」 （45）
- 演唱：坂卷有紗
- 作詞：坂卷有紗、永村かおる
- 作曲：永村かおる

### 角色曲
「Living Legend」（33 - 35）
- 演唱：永田聖一朗
- 作詞：藤林聖子
- 作曲、編曲：Ryo

「One Hint」
- 演唱：熊木陸斗
- 作詞：瀧尾沙
- 作曲：坂部剛
- 編曲：坂部剛、田川めぐみ

「Blaze up」
- 演唱：藤林泰也 & 福田沙紀
- 作詞：藤林聖子
- 作曲、編曲：Ryo

「Dream Hoper」
- 演唱：本島純政
- 作詞：瀧尾沙
- 作曲、編曲：Ryo

「ガッチャ！レッツゴー！」
- 演唱：キッチンいちのせ連合（本島純政、松本麗世、安倍乙、富園力也）
- 作詞：瀧尾沙
- 作曲、編曲：tatsuo

「CRY SIS」
- 演唱：冥黒の三姉妹（沖田絃乃、宮原華音、坂卷有紗）
- 作詞：瀧尾沙
- 作曲、編曲：高木洋

「God's Rain」
- 演唱：鎌苅健太
- 作詞、作曲、編曲：Hi-yunk (BACK-ON)

「風の守護者」（50）
- 演唱：石丸幹二
- 作詞：瀧尾沙
- 作曲：高木洋
- 編曲：tatsuo

「THE SUN」
- 演唱、作詞：DAIGO
- 作曲、編曲：Hi-yunk (BACK-ON)

## 其他相關媒體

### 劇場版
- 《電影 假面騎士GEATS 四人的ACE與黑狐》（2023年7月28日上映）[註 81]
- 《假面騎士THE WINTER MOVIE GOTCHARD & GEATS 最強克米☆GOTCHA大作戰》（2023年12月22日上映）
- 《假面騎士GOTCHARD The Future Daybreak》（2024年7月26日上映）

### 超戰鬥DVD
- 《怎麼辦！？寶太郎和凜音的身體互相交換了！！》


月刊雜誌《てれびくん》2024年2、3月號付錄的特別篇DVD。
時間點位於《假面騎士THE WINTER MOVIE GOTCHARD & GEATS 最強克米☆GOTCHA大作戰》之後的15.75話。

### 電視劇
- 《假面騎士GEATS》 最終話（第49話），一之瀨寶太郎、蝗蟲1登場[77]。

### 網路電影
- 《假面騎士GOTCHARD【變身講座】》


2023年9月3日於YouTube萬代公式頻道發布的變身講解動畫。
- 《假面騎士GOTCHARD Ver. 羅密歐與茱麗葉【完整版】》


為本篇第31話中，由寶太郎等人演出的富良洲高中版《羅密歐與茱麗葉》的完整版，於2024年4月14日在TTFC上配信。
- 《假面騎士 令和的豪華運動會》


於2024年8月17日、18日、24日和25日，在TTFC和東映特攝YouTube官方頻道上發布的皮套演員之間的運動會。
- 《假面騎士GOTCHARD 最終話 導演剪輯版》


為本篇最終話中追加新場景的導演剪輯版，於2024年9月15日在TTFC上配信。
- 《No.1戰隊豪獸者 週年紀念日討論會》


假面騎士LEGEND登場。

### 外傳
- 《假面騎士GOTCHARD VS 假面騎士LEGEND》


2023年11月5日 / 11月26日配信。
- 《冥黑三姊妹禮物 假面騎士GOTCHARD 未完計劃》


於TTFC配信的衍生作品。
| 日期            | 話數              | 日文原文標題 | 中文標題                                         | 腳本     |
| 2023年 12月31日 | SP                |              | 大晦日Special                                    | 八手三郎 |
| 2024年 02月11日 | 第1話             |              | 心動♡戰鬥・情人節計劃                            | 西駿人   |
| 02月25日        | 第2話             |              | 發掘！『冥黑三姊妹』・總集篇計劃                 | 西駿人   |
| 03月10日        | 第3話             |              | 拉克西斯！華麗的畢業典禮計劃                     | 西駿人   |
| 03月24日        | 第4話             |              | 冥黑三姊妹是名廚桑姊妹！？計劃                   | 西駿人   |
| 05月05日        | 第5話             |              | 歡迎回來♡格里昂大人！！計劃                      | 西駿人   |
| 05月19日        | 第6話             |              | 未完計劃，終於真人（？）版！？計劃               | 西駿人   |
| 06月02日        | 第7話             |              | 誕生！假面騎士冥黑三姊妹！！計劃                 | 西駿人   |
| 06月16日        | 第8話             |              | 尋找追加戰士！其名為冥黑四女！？計劃             | 西駿人   |
| 06月30日        | 第9話             |              | 時間為平成36年！補完計劃 VS 未完計劃             | 西駿人   |
| 07月14日        | 第10話            |              | 獨家公開！克洛托的原型與秘密書信！？計劃         | 西駿人   |
| 07月28日        | 第11話            |              | 夏天啊！電影啊！目標是冥黑商品化！！計劃         | 西駿人   |
| 08月25日        | 第12話 （最終回） |              | 未完計劃完結SP！？大家所選的名場面大發表！！計劃 | 西駿人   |

- 《我們是3年G（GOTCHA）組》


『假面騎士GOTCHARD Blu-ray COLLECTION』中收錄的影像特典衍生劇。
episode1收錄於2024年4月10日發售的COLLECTION1，episode2收錄於同年8月7日發售的COLLECTION2。
- 《冥黑啟示錄 拉克西斯》


於2025年4月6日於TTFC配信的衍生劇。
- 《假面騎士MAJADE with Girls Remix》

（原題：《仮面マジェード withガールズリミックス》
東映與TTFC合製的本作外傳劇集，為《假面騎士JEANNE&假面騎士AGUILERA with Girls Remix》的續作。

### OV作品
- 《假面騎士GOTCHARD GRADUATIONS》


本作為令和假面騎士系列的第五套騎士OV作品，為本作的完結篇。
2025年2月21日期間限定劇場上映，預定同年6月11日Blu-ray及DVD發行。

### 短篇動畫
- 《GOTCHARD短篇動畫 GOTCHANIME 去GOTCHA富良洲高校七大不可思議吧！》


TTFC於4月28日開始配信的短篇動畫。

### 行動應用程式
- 《駕馭克米收藏卡 GOTCHARD檔案》


2023年10月19日發布的卡片檔案應用程式，可掃描卡片遊玩變身和戰鬥。

### 廣播節目
- 《GOTCHA RADIO》


2024年11月7日至2025年4月24日於東映特攝YouTube Official開播的廣播節目，由藤林泰也（黑鋼史帕納）＆坂卷有紗（拉克西斯）擔任節目主持。

### 小說
- 《假面騎士GOTCHARD University》（暫定標題）


2025年4月24日《GOTCHA RADIO》最終回公佈，為《假面騎士GOTCHARD》的續作小說作品。
由內田裕基與湊陽祐兩人擔任作者。

## 超級英雄時間相關條目
- 2023秋（第27-50集）
- 2024春（第1-26集）

## 海外播放

### 香港
電視台
香港由羚邦集团代理通过香港電視娛樂在电视平台首播，ViuTV將此作譯名為《幪面超人GOTCHARD》，於2024年9月1日至2025年8月10日期間逢星期日上午11時雙語廣播粵語配音版及日語版，粵語配音版配上中文字幕同時進行網上直播，提供約7日節目重溫。此作是香港電視娛樂播放的第七部《幪面超人系列》作品，亦是繼《幪面超人ZERO-ONE》之後第二部緊貼日本於整個作品播映完畢後開始在香港播放的《幪面超人系列》作品。
| 香港 ViuTV 星期日 11:00 -11:30                                       | 香港 ViuTV 星期日 11:00 -11:30                              | 香港 ViuTV 星期日 11:00 -11:30 |
| -------------------------------------------------------------------- | ----------------------------------------------------------- | ------------------------------ |
|                                                                      | （2024年9月1日 - 2025年8月10日）                            |                                |
| （2023年9月10日－2023年10月22日） （2023年10月29日 - 2024年8月25日） | 跳跳跳台灣旅行團 （重播） （2025年8月17日－2025年11月23日） |                                |

網絡平台
香港及澳門由羚邦集團代理通過由Ani-One中文官方頻道YouTube頻道首播，此作譯名為《幪面超人葛查多》，於2025年3月11日至2025年8月26日期間每週二下午6時上架兩集日語原音版配上中文字幕，此作是第三部代理商通過自身頻道上架的《幪面超人系列》作品。

### 台灣
台灣由木棉花國際代理，2024年10月25日至12月20日期間於中華電信MOD和Hami Video上架，每週五深夜12時發佈六集。2024年11月29日起於巴哈姆特動畫瘋、LiTV 線上影視、ofiii、MyVideo 影音隨看、遠傳friDay影音、中嘉bb寬頻.bbTV、KKTV、LINE TV、CATCHPLAY+和亂搭陸續上架，每週五中午12時發佈六集。